# Liste der Biografien/Cat–Caz
Liste der Biografien |
Portal Biografien |
Personensuche
# |
A |
B |
C |
D |
E |
F |
G |
H |
I |
J |
K |
L |
M |
N |
O |
P |
Q |
R |
S |
T |
U |
V |
W |
X |
Y |
Z |
?
 
Ca |
Cb |
Cc |
Ce |
Ch |
Ci |
Cj |
Ck |
Cl |
Cm |
Cn |
Co |
Cr |
Cs |
Ct |
Cu |
Cv |
Cw |
Cy |
Cz
 
Caa–Cag |
Cah |
Cai |
Caj |
Cak |
Cal |
Cam |
Can |
Cao–Cap |
Caq |
Car |
Cas |
Cat–Caz
Die Liste der Biografien führt alle Personen auf, die in der deutschsprachigen Wikipedia einen Artikel haben. Dieses ist eine Teilliste mit 1083 Einträgen von Personen, deren Namen mit den Buchstaben „Cat“ – „Caz“ beginnt.

## Cat–Caz

### Cat

#### Cata
- Catach, Nina (1923–1997), französische Linguistin und Romanistin
- Çatak, İlker (* 1984), deutscher Filmregisseur, Drehbuchautor und Produzentİlker Çatak (* 1984)

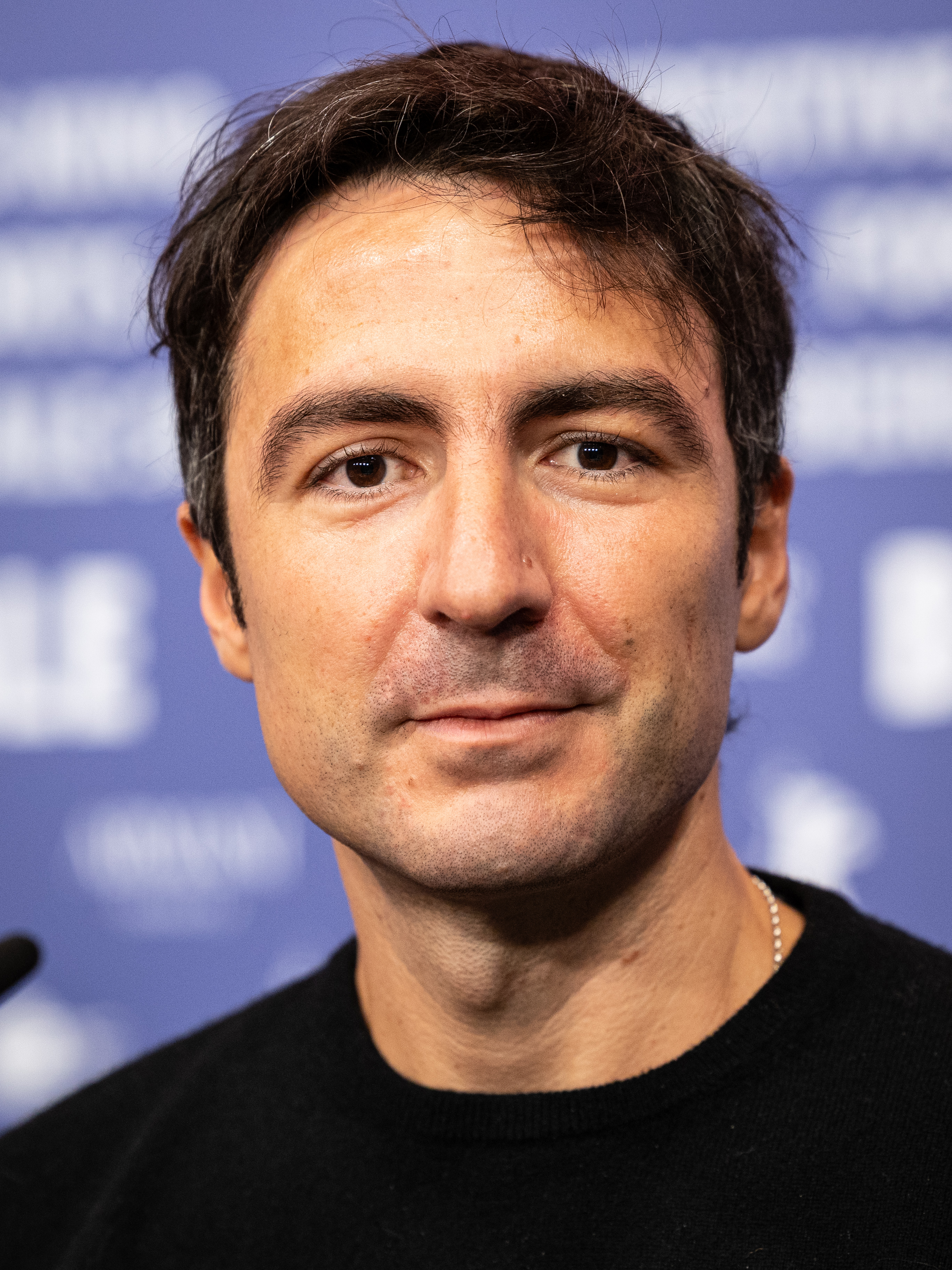
İlker Çatak (* 1984)

- Català i Pallejà, Neus (1915–2019), spanische Kommunistin und Widerstandskämpferin gegen den Nationalsozialismus, letzte Überlebende des KZ Ravensbrück
- Catalá Ibáñez, Jesús Esteban (* 1949), spanischer Geistlicher und römisch-katholischer Bischof von Málaga
- Catalá y Rives, Ramón Agapito (1866–1941), kubanischer Verleger und Schriftsteller
- Catala, Camille (* 1991), französische Fußballspielerin
- Catalá, Jaime (1835–1899), spanischer Geistlicher, römisch-katholischer Bischof
- Catala, Michèle (1921–1951), Schweizer Künstlerin, Dichterin, Autorin, Designerin
- Catala, Muriel (* 1952), französische Schauspielerin
- Catalá, Rafael (* 1960), spanischer Gitarrist und Komponist
- Català-Roca, Francesc (1922–1998), spanischer Fotograf
- Catalan, Alfie (* 1982), philippinischer Radrennfahrer
- Catalan, Arnaldo (* 1966), philippinischer Geistlicher, römisch-katholischer Erzbischof und Diplomat des Heiligen Stuhls
- Catalán, Carlos, chilenischer Fußballspieler
- Catalán, Diego (1928–2008), spanischer Romanist, Hispanist und Mediävist
- Catalan, Eugène Charles (1814–1894), belgischer Mathematiker
- Catalán, Matías (* 1992), argentinisch-chilenischer Fußballspieler
- Catalani, Alessandro (1905–1986), italienischer Radrennfahrer
- Catalani, Alfredo (1854–1893), italienischer KomponistAlfredo Catalani (1854–1893)

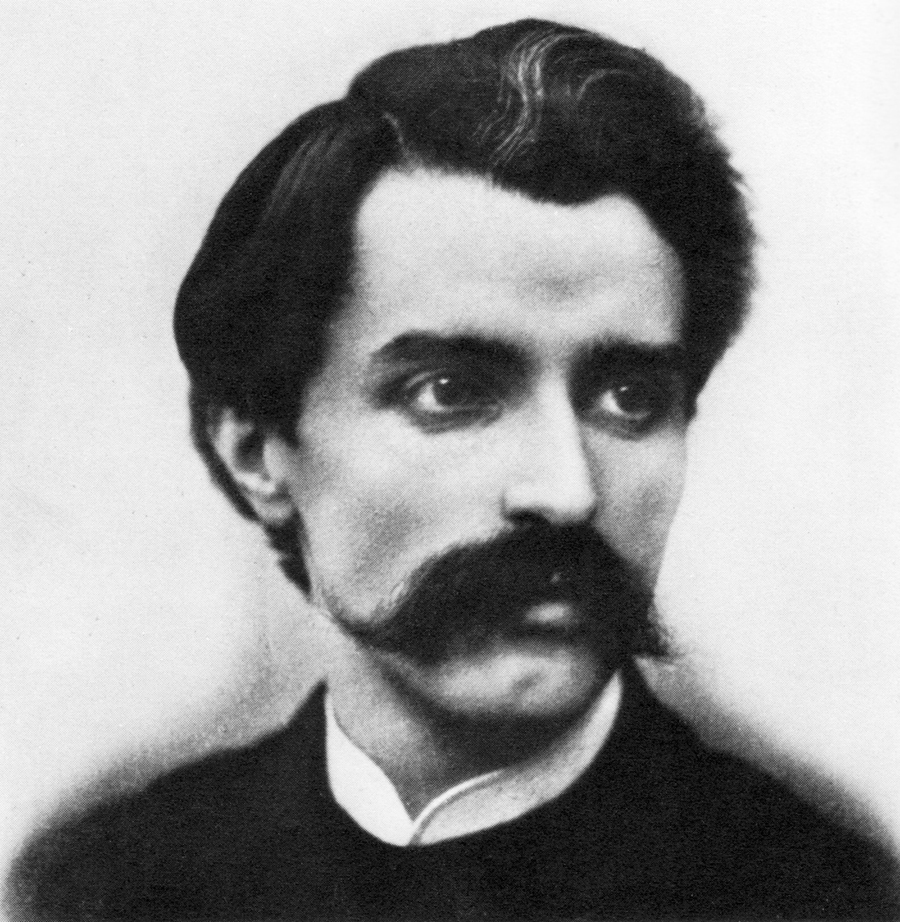
Alfredo Catalani (1854–1893)

- Catalani, Angelica (1780–1849), italienische Opernsängerin (Sopran)
- Catalano, Antonino (1932–1987), italienischer Radrennfahrer
- Catalano, Antonio (1560–1630), italienischer Maler
- Catalano, Dominic (* 1956), US-amerikanischer Kinderbuchillustrator und -autor
- Catalano, Eduardo (1917–2010), argentinischer Architekt
- Catalano, Elisabetta (1944–2015), italienische Kunstphotographin
- Catalano, Frank (* 1977), US-amerikanischer Jazz-Saxophonist
- Catalano, Gabriele (1934–1990), italienischer Romanist, Italianist und Komparatist
- Catalano, Nilo (1647–1694), griechisch-katholischer Apostolischer Vikar in Himara und Erzbischof von Durazzo
- Catalano, Pasquale (* 1966), italienischer Komponist
- Catalanotte, Salvatore (1894–1930), italienisch-amerikanischer Mobster
- Cataldi, Danilo (* 1994), italienischer Fußballspieler
- Cataldi, Pietro (1548–1626), italienischer Mathematiker
- Cataldo, Alexander (* 1998), chilenischer Rollstuhltennisspieler
- Cataldo, Dario (* 1985), italienischer Radrennfahrer
- Cataldo, Giusi (* 1961), italienische Schauspielerin
- Cataldo, Mark Andrea de, italienischer Mathematiker
- Cataldo, Mauricio (* 1979), chilenischer Fußballspieler
- Cataldus, Bischof
- Catalfamo, Giuseppe (1921–1989), italienischer Erziehungswissenschaftler
- Catalfo, Nunzia (* 1967), italienische Politikerin
- Catalina Speroni (1938–2010), argentinische Filmschauspielerin
- Catalina, India, indigene Persönlichkeit der kolumbianischen KolonialzeitIndia Catalina

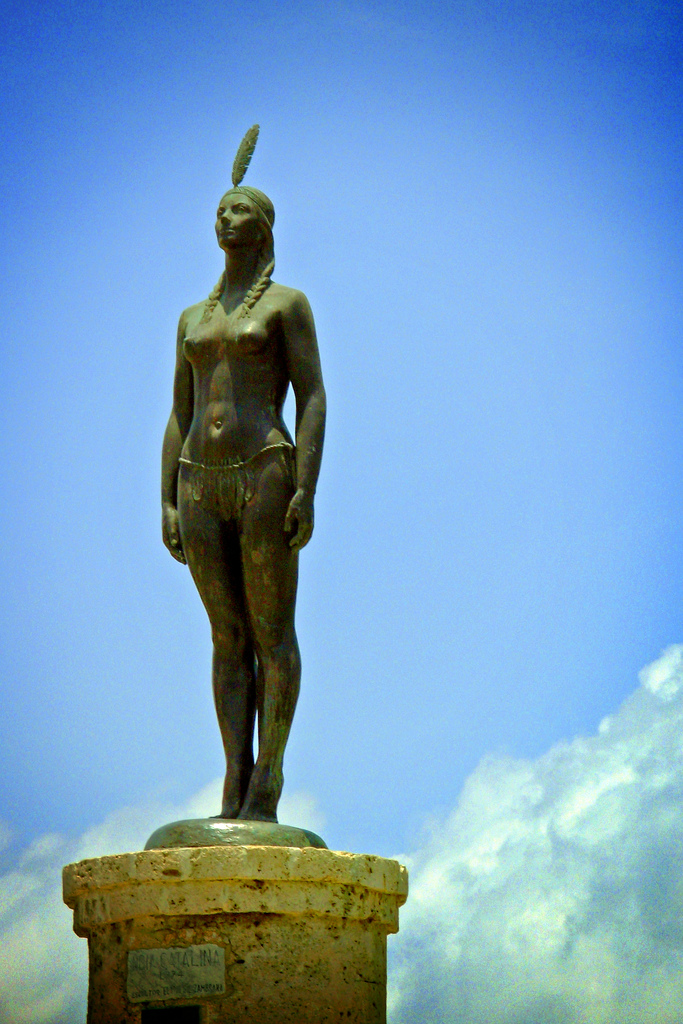
India Catalina

- Cataltepe, Ayla (* 1972), deutsche Politikerin (CDU, Bündnis 90/Die Grünen), MdL Baden-Württemberg
- Cataluzio da Todi, Goldschmied
- Catamantaloedes, König der Sequaner
- Catamco, Nancy (* 1969), philippinische Politikerin
- Catamo, Geny (* 2001), mosambikanischer Fußballspieler
- Catanea, Giuseppina (1894–1948), italienische römisch-katholischer Karmelitin und Selige
- Cataneis, Bartholomäus von († 1562), italienischer Geistlicher, Propst des Stiftes Herzogenburg
- Catanello, Ignatius Anthony (1938–2013), US-amerikanischer Geistlicher und Theologe, Weihbischof in Brooklyn
- Cataneo, Pietro (* 1510), italienischer Architekt
- Catanese, Fabrizio (* 1950), italienischer Mathematiker
- Catanese, P. W., US-amerikanischer Buchautor und Werbetexter
- Catani, Laurène (* 1991), französische Handball- und Beachhandballspielerin
- Catani, Patric (* 1975), deutscher Musikproduzent
- Catani, Stephanie (* 1975), deutsche Literaturwissenschaftlerin
- Catania, Antonio (* 1952), italienischer Schauspieler
- Catania, Cinzia (* 1988), Schweizer Sängerin und Komponistin
- Catania, Giusto (* 1971), italienischer Politiker (PRC), MdEP
- Catania, Mario (* 1952), italienischer Politiker
- Catania, Myriam (* 1979), italienische Schauspielerin und Synchronsprecherin
- Catania, Tony (* 1965), italienischer Musikproduzent, Komponist und MusikerTony Catania (* 1965)

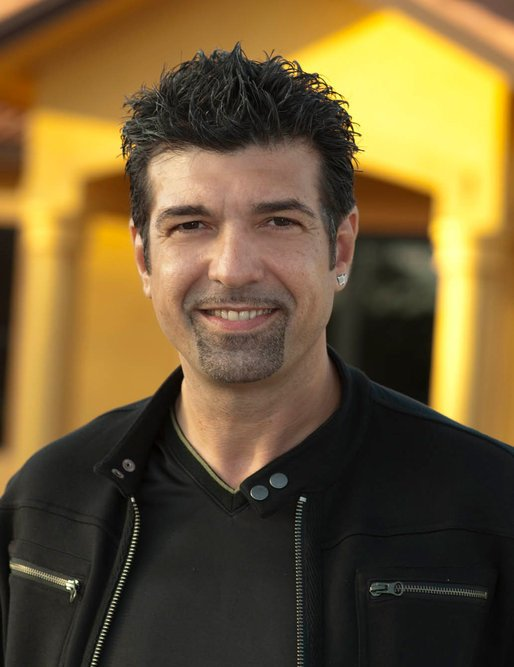
Tony Catania (* 1965)

- Catanii, Pietro († 1221), Gefährte des Franz von Assisi
- Catanoso, Gaetano (1879–1963), italienischer Ordensgründer und Heiliger
- Catany, Toni (1942–2013), spanischer Fotograf
- Catanzaro, Chandler (* 1991), US-amerikanischer American-Football-Spieler
- Catanzaro, Kacy (* 1990), amerikanische Wrestlerin
- Catapan, Joel Ivo (1927–1999), brasilianischer römisch-katholischer Ordensgeistlicher, Weihbischof in São Paulo
- Cataramă, Olimpia (* 1940), rumänische Diskuswerferin
- Catargiu, Barbu (1807–1862), rumänischer Politiker, Ministerpräsident des Landes
- Catargiu, Irimie (* 1935), rumänischer Politiker (PCR)
- Catargiu, Lascăr (1823–1899), rumänischer Politiker und Ministerpräsident des Landes
- Catarí, Omar (* 1964), venezolanischer Boxer
- Catarina, Lucas (* 1996), monegassischer Tennisspieler
- Catarinicchia, Emanuele (1926–2024), italienischer Geistlicher, römisch-katholischer Bischof von Mazara del Vallo
- Catarzi, Danilo (1918–2004), italienischer Priester und Bischof von Uvira
- Catasta, Romolo (1923–1985), italienischer Ruderer

#### Catc
- Catch, C. C. (* 1964), niederländisch-deutsche Pop-SängerinC. C. Catch (* 1964)

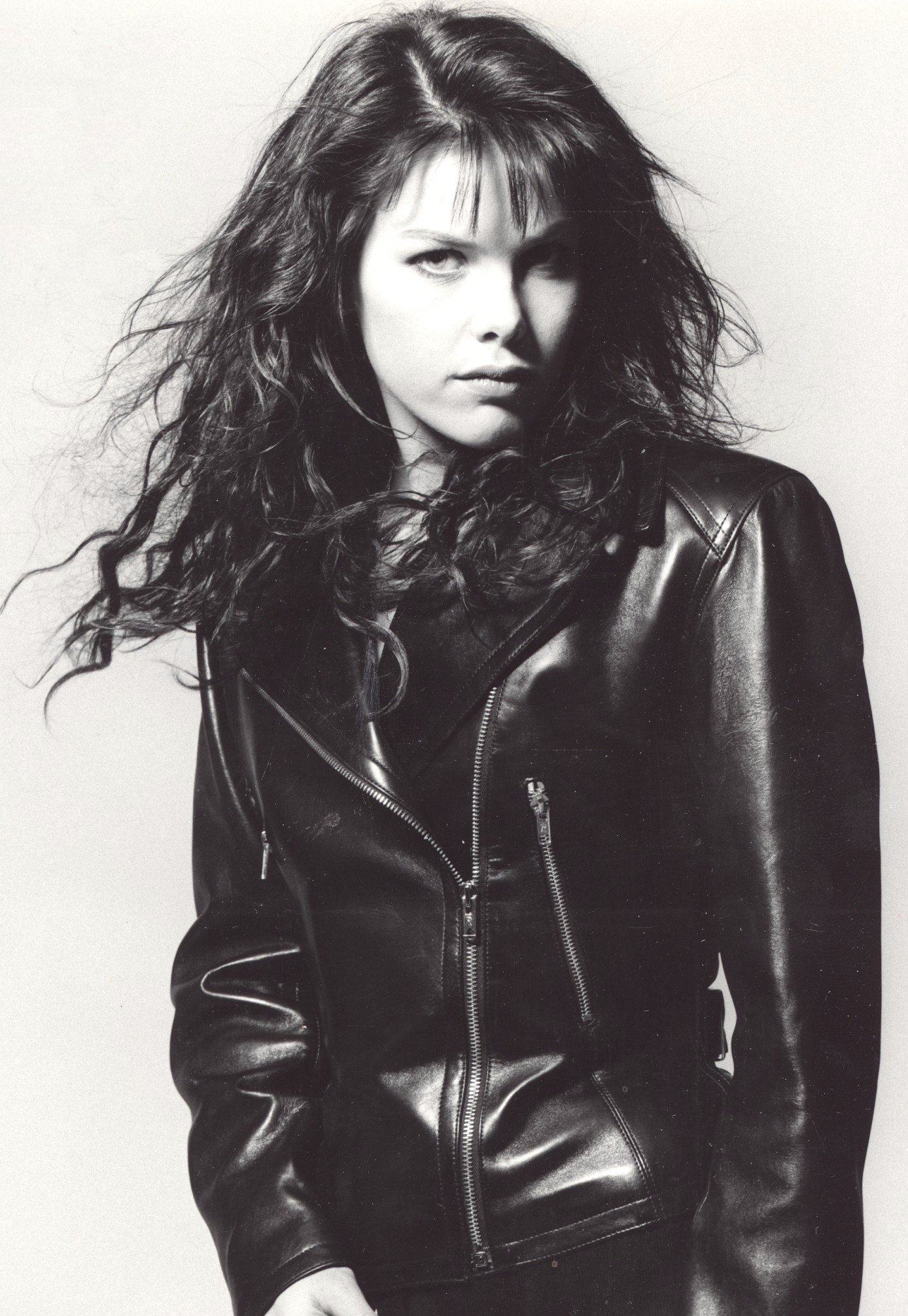
C. C. Catch (* 1964)

- Catchings, Tamika (* 1979), US-amerikanische Basketballspielerin
- Catchings, Thomas C. (1847–1927), US-amerikanischer Politiker
- Catchings, Waddill (1879–1967), US-amerikanischer Wirtschaftswissenschaftler

#### Cate
- Cate Hoedemaker, Geertruida ten (1828–1907), niederländische Amateurmalerin
- Cate, Cees ten (1890–1972), niederländischer Fußballspieler
- Cate, George W. (1825–1905), US-amerikanischer Politiker
- Cate, Henk ten (* 1954), niederländischer Fußballtrainer
- Cate, Jasper ten (1887–1967), niederländischer Physiologe und Hochschullehrer
- Cate, William H. (1839–1899), US-amerikanischer Politiker
- Catel, Charles-Simon (1773–1830), französischer Komponist und Musikpädagoge
- Catel, Franz Ludwig (1778–1856), deutscher Holzbildhauer und Maler
- Catel, Ludwig (1776–1819), Berliner Architekt, Innenarchitekt und Maler
- Catel, Samuel Heinrich (1758–1838), deutscher Prediger und Pädagoge
- Catel, Werner (1894–1981), deutscher Kinderarzt, an der Kinder-„Euthanasie“ in der Zeit des Nationalsozialismus beteiligt
- Catelas, Jean (1894–1941), französischer Kommunist und Politiker
- Catella, Alceste (* 1942), italienischer Geistlicher, emeritierter römisch-katholischer Bischof von Casale Monferrato
- Catelli, Attilio (1845–1877), italienischer Librettist
- Catena, Lisa (* 1979), Schweizer Komikerin und Musikerin
- Catena, Michela (* 1999), italienische Fußballspielerin
- Catena, Vincenzo († 1531), italienischer Maler
- Catenacci, Daniel (* 1993), italo-kanadischer Eishockeyspieler
- Catenacci, Luciano (1933–1990), italienischer Schauspieler und Produktionsleiter
- Catenacci, Maurizio (* 1964), italo-kanadischer Eishockeyspieler
- Catenazzi, Giovanni, Schweizer Architekt in Polen
- Catenazzi, Luigi (1783–1858), Schweizer Pädagoge und Politiker
- Catenhusen, Carl Friedrich Wilhelm (1792–1853), deutscher evangelisch-Lutherischer Theologe, Superintendent im Herzogtum Lauenburg
- Catenhusen, Ernst (1841–1918), deutscher Dirigent und Komponist
- Catenhusen, Wolf-Michael (1945–2019), deutscher Politiker (SPD), MdB
- Cater, John (1932–2009), britischer Schauspieler
- Čater, Martin (* 1992), slowenischer Skirennläufer
- Cater, Terri-Ann (* 1956), australische Sprinterin und Mittelstreckenläuferin
- Caterham, Ethel (* 1909), britische Supercentenarian
- Cateriano, Pedro (* 1958), peruanischer Politiker der Partido Nacionalista Peruano
- Caterina, Dogaressa von Venedig (1280–?)
- Caterini, Prospero (1795–1881), italienischer Kurienkardinal
- Caterino, Mario (* 1954), italienischer Mafioso
- Caterson, Dale (* 1961), australischer Ruderer
- Cates, Clifton B. (1893–1970), US-amerikanischer General des United States Marine Corps
- Cates, Daniel (* 1989), US-amerikanischer Pokerspieler
- Cates, Darlene (1947–2017), US-amerikanische Schauspielerin
- Cates, Georgina (* 1975), britische Schauspielerin
- Cates, Gilbert (1934–2011), US-amerikanischer Filmproduzent und -regisseur
- Cates, Helen, Schauspielerin
- Cates, Joseph (1924–1998), US-amerikanischer Filmregisseur sowie Fernsehproduzent
- Cates, Michael (* 1961), britischer theoretischer Festkörperphysiker
- Cates, Phoebe (* 1963), US-amerikanische Schauspielerin
- Catesby, Mark (1683–1749), englischer Naturhistoriker
- Catesby, Robert (1573–1605), römisch-katholischer Attentäter
- Catesby, William († 1479), englischer Ritter

#### Catf
- Catford, John Cunnison (1917–2009), schottischer Phonetiker

#### Cath
- Cathala, Bruno (* 1963), französischer Spieleautor
- Catharina-Amalia der Niederlande (* 2003), niederländische Adelige, Kronprinzessin der NiederlandeCatharina-Amalia der Niederlande (* 2003)

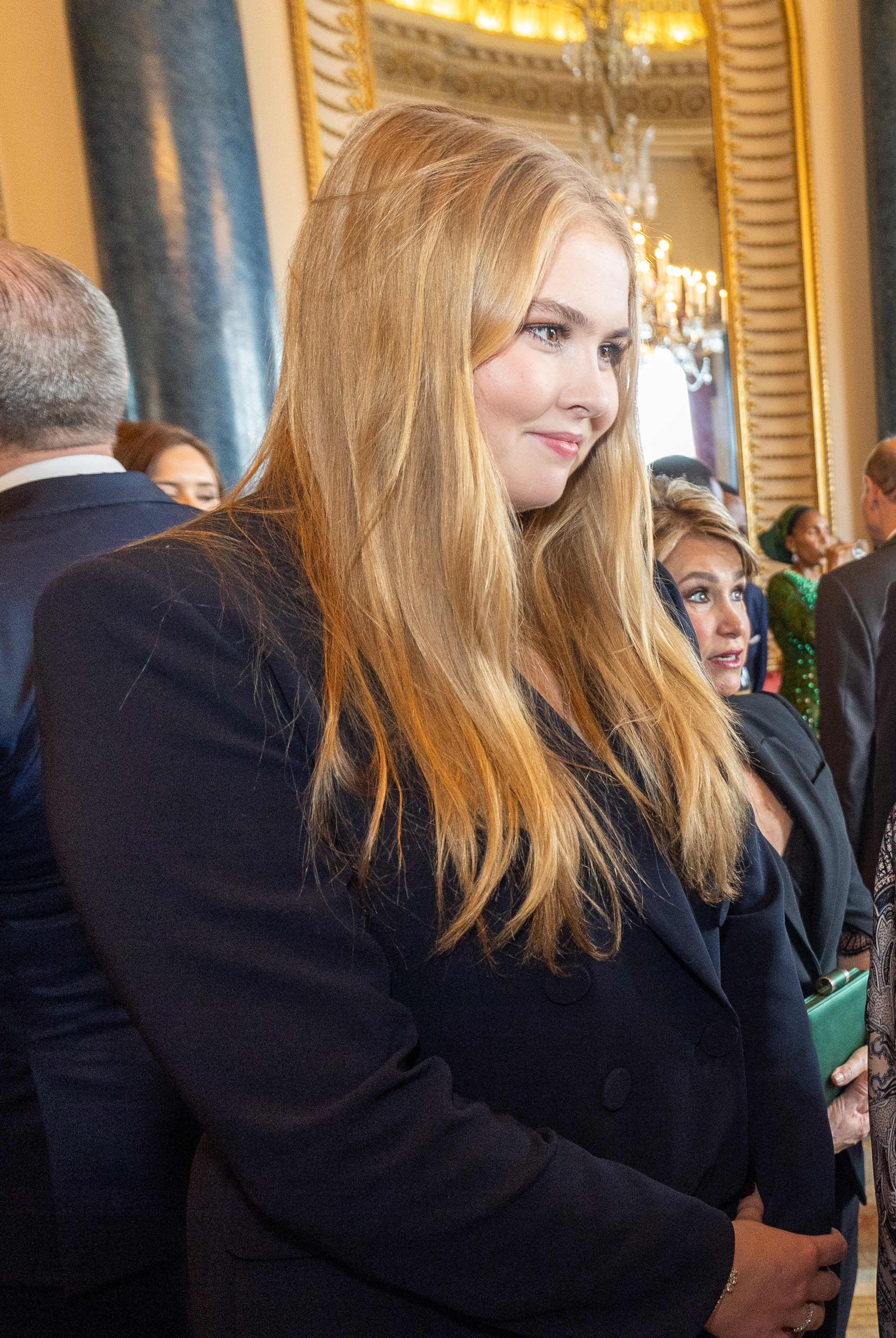
Catharina-Amalia der Niederlande (* 2003)

- Catharinus, Ambrosius († 1553), italienischer Theologe, Autor, Dominikanermönch, Hochschullehrer, Erzbischof
- Catharose de Petri (1902–1990), niederländische Rosenkreuzerin
- Cathcart, Alan, 6. Earl Cathcart (1919–1999), britischer Peer, Generalmajor des Heeres
- Cathcart, Anna (* 2003), kanadisch-US-amerikanische Schauspielerin
- Cathcart, Charles W. (1809–1888), US-amerikanischer Politiker (Demokratische Partei)
- Cathcart, Charles, 2. Earl Cathcart (1783–1859), britischer General
- Cathcart, Charles, 7. Earl Cathcart (* 1952), britischer Politiker (Conservative) und Peer
- Cathcart, Craig (* 1989), nordirischer Fußballspieler
- Cathcart, Daniel B. (1906–1959), US-amerikanischer Artdirector und Szenenbildner
- Cathcart, Dick (1924–1993), US-amerikanischer Dixieland Jazz-Trompeter, Sänger und Schauspieler
- Cathcart, Edward Provan (1877–1954), schottischer Physiologe und Hochschullehrer
- Cathcart, George (1794–1854), britischer General
- Cathcart, Jack (1912–1989), US-amerikanischer Jazz-Trompeter, Pianist, Orchesterleiter und Arrangeur
- Cathcart, Royal (1926–2012), US-amerikanischer Spieler und Schiedsrichter im American Football
- Cathcart, William, 1. Earl Cathcart (1755–1843), britischer General und Diplomat
- Cäthe (* 1982), deutsche Songschreiberin und SängerinCäthe (* 1982)

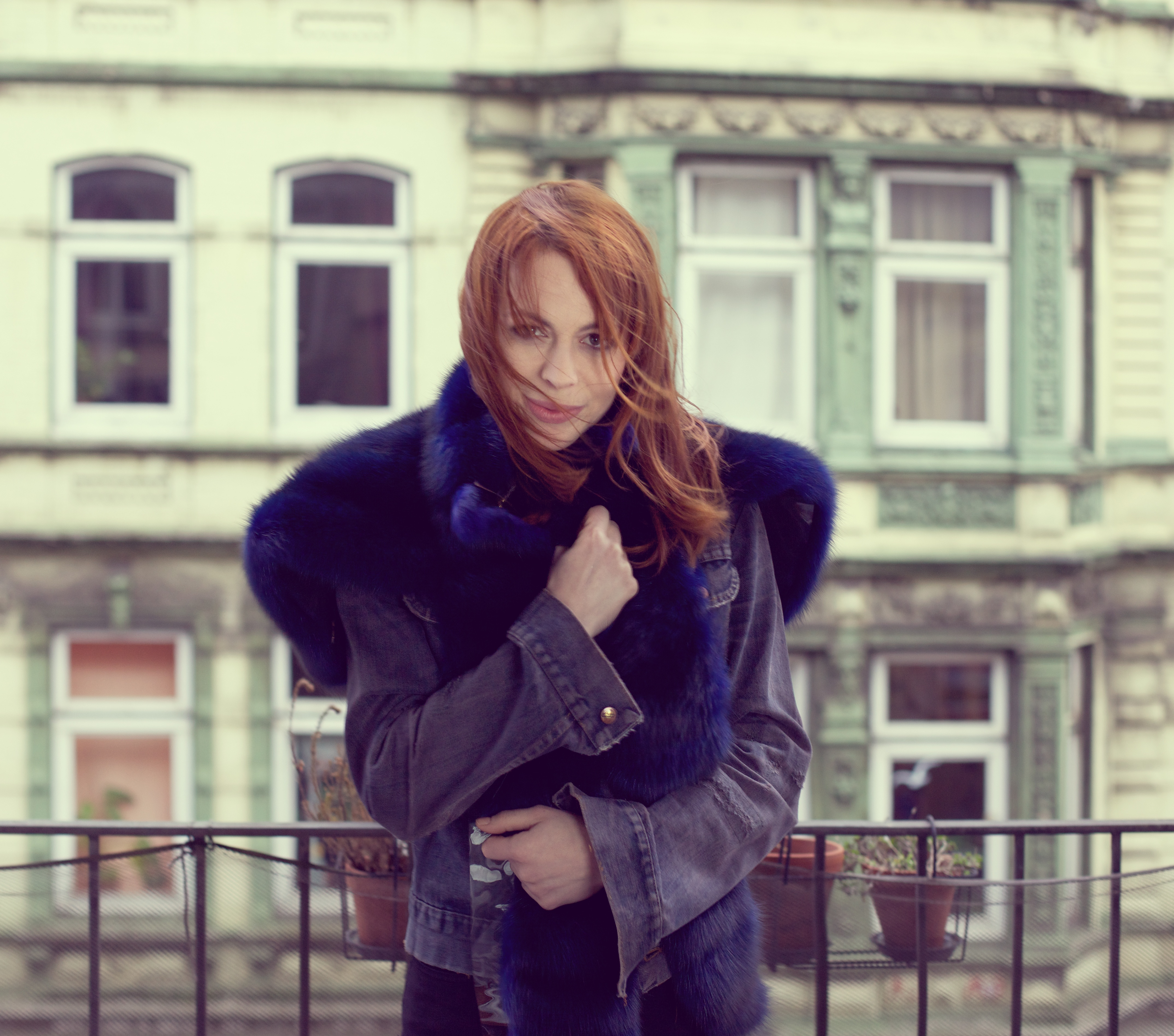
Cäthe (* 1982)

- Cathelineau, Jacques (1759–1793), französischer General der Vendéer
- Cather, Willa (1873–1947), US-amerikanische Schriftstellerin
- Catherin, Brice (* 1981), französischer Komponist und Cellist
- Catherine (* 1972), indonesische Badmintonspielerin
- Catherine d’Alençon († 1462), zweite Ehefrau Ludwigs VII. von Bayern
- Catherine de Bourbon (1559–1604), Regentin des Königreichs Navarra (1577–1592), Ehefrau des Herzogs von Lothringen
- Catherine de Courtenay (* 1274), Titularkaiserin von Konstantinopel
- Catherine de Valois (1401–1437), Mutter Heinrichs VI. von England
- Catherine de Valois (1428–1446), französische Prinzessin und Gräfin von Charolais
- Catherine de Valois-Courtenay (1301–1346), Titularkaiserin von Konstantinopel, Regentin von Achaia und Fürstin von Tarent
- Catherine, Fabrice (* 1973), französischer Fußballspieler
- Catherine, Norman (* 1949), südafrikanischer Künstler
- Catherine, Philip (* 1942), belgischer Jazzgitarrist
- Catherine, Princess of Wales (* 1982), britische Adelige, Ehefrau von William, Prince of WalesCatherine, Princess of Wales (* 1982)

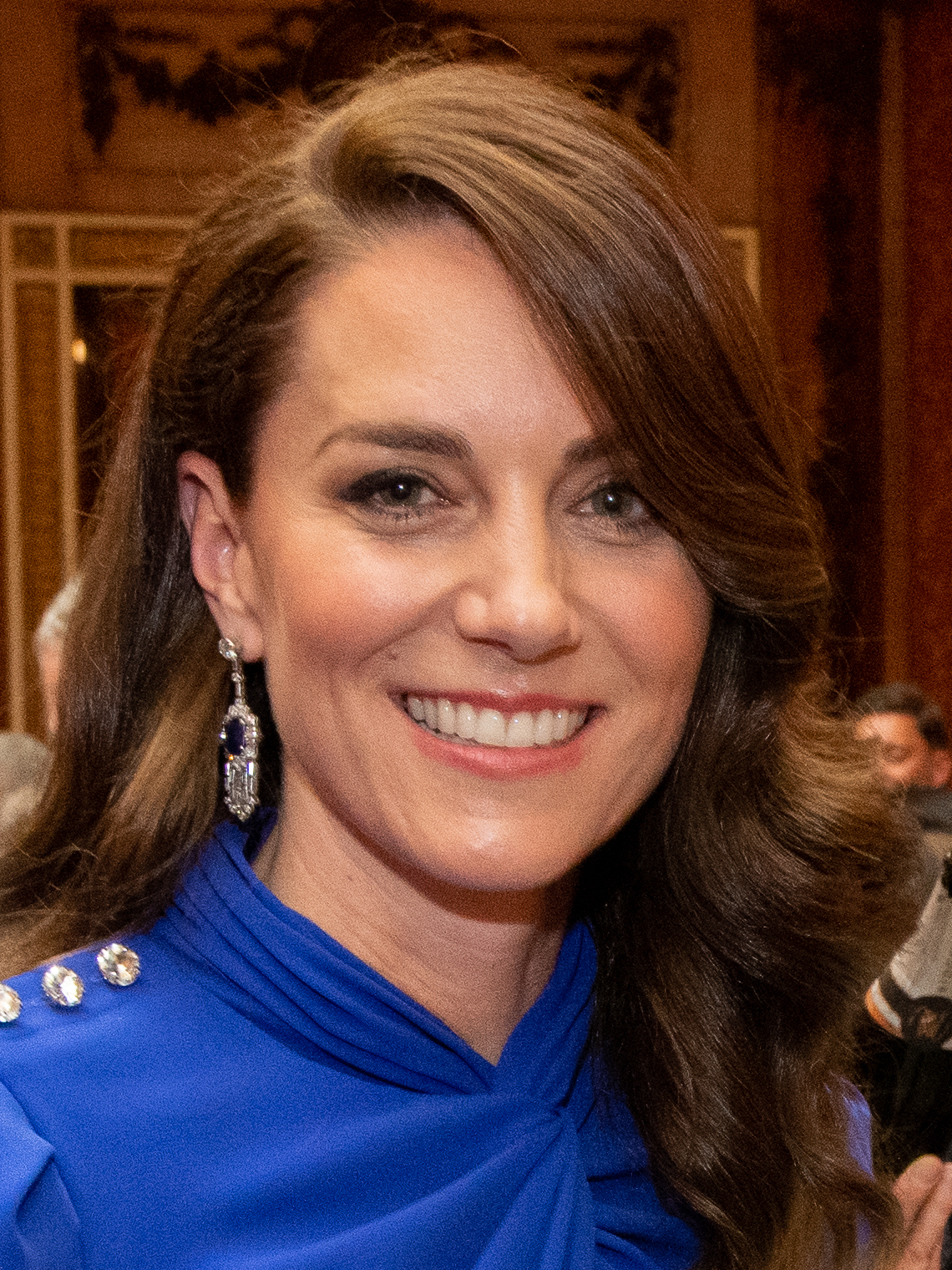
Catherine, Princess of Wales (* 1982)

- Catherwood, Ethel (1908–1987), kanadische Leichtathletin
- Catherwood, Fred (1925–2014), britischer Politiker, MdEP und Wirtschaftsmanager
- Catherwood, Frederick (1799–1854), britischer Architekt, Maler, Archäologe und Forschungsreisender
- Cathey, Reg E. (1958–2018), US-amerikanischer Schauspieler
- Cathline, Yoann (* 2002), französischer Fußballspieler
- Catholy, Eckehard (1914–2010), deutscher Germanist
- Cathomas, Bernard (* 1946), Schweizer Sprach- und Kulturförderer
- Cathomas, Bruno (* 1965), Schweizer Theater- und FilmschauspielerBruno Cathomas (* 1965)

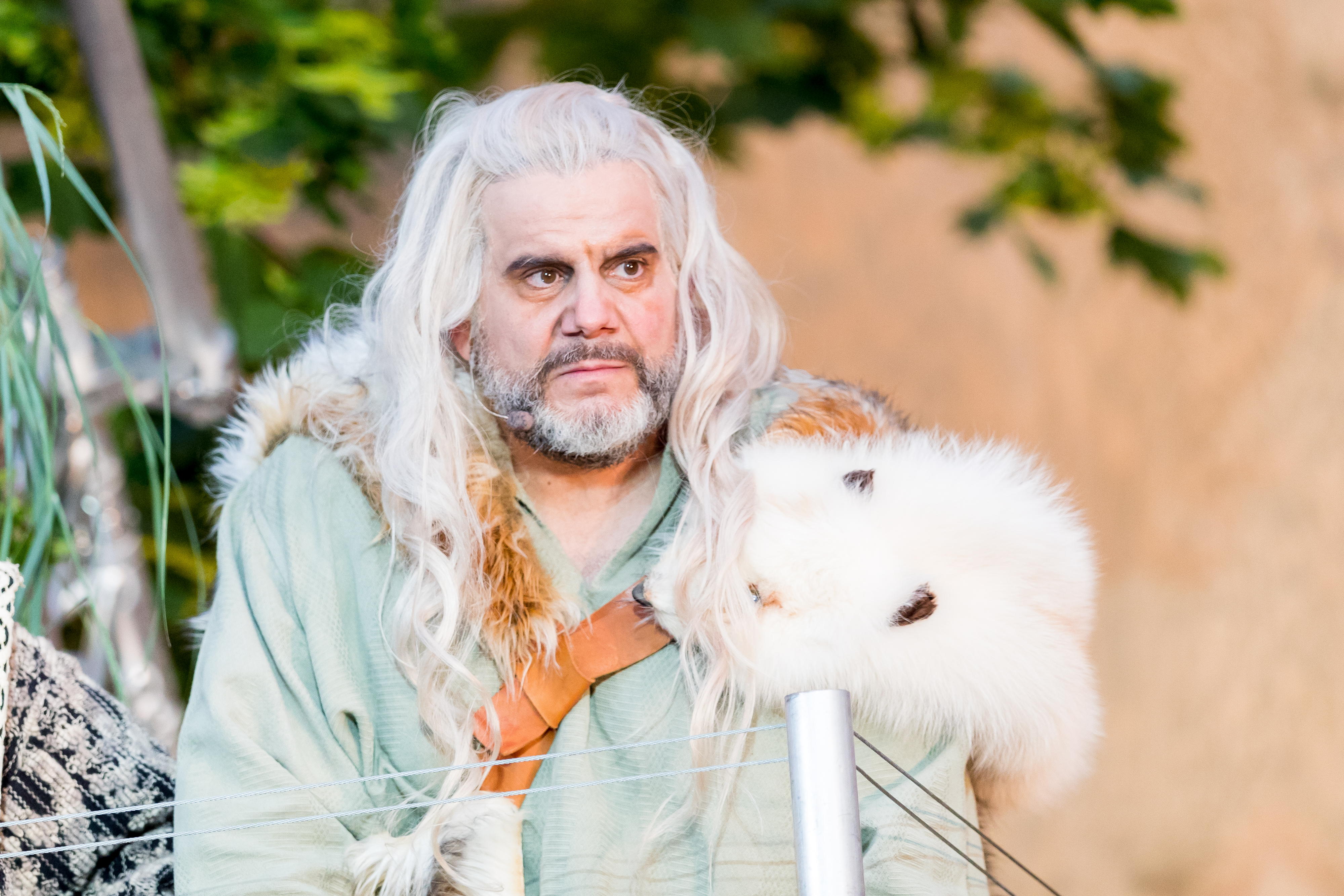
Bruno Cathomas (* 1965)

- Cathomas, Rico (* 1967), Schweizer Pädagoge und Professor für Bildungswissenschaften
- Cathomas, Sep (* 1945), Schweizer Politiker
- Cathomen, Conradin (* 1959), Schweizer Skirennfahrer
- Cathomen, Marianne (* 1966), Schweizer Sängerin
- Cathomen, Toni (* 1966), Schweizer Molekularbiologe
- Cathrein, Alois (1853–1936), österreichischer Mineraloge
- Cathrein, Emil (1847–1916), Schweizer Hoteldirektor und Politiker
- Cathrein, Viktor (1845–1931), schweizerisch-deutscher Moral- und Rechtsphilosoph sowie Priester der Societas Jesu (SJ)
- Cathrine, Arnaud (* 1973), französischer Schriftsteller
- Cathro, Ian (* 1986), schottischer Fußballspieler und -trainer

#### Cati
- Catic, Hajrudin (* 1975), bosnischer Fußballspieler
- Catieau, José (1946–2023), französischer Radrennfahrer
- Catilina, Lucius Sergius († 62 v. Chr.), römischer Politiker, Verschwörer
- Catilius Severus, Lucius, römischer Politiker und Urgroßvater des Kaisers Mark Aurel
- Catillon, Brigitte (* 1951), französische Theater- und Filmschauspielerin
- Catinari, Arnaldo (* 1964), italienischer Kameramann und Kurzfilm-Regisseur
- Catinat, Nicolas de (1637–1712), französischer General und Marschall von Frankreich
- Cătineanu, Dorina (* 1950), rumänische Weitspringerin
- Catinelli, Maximilian von (1840–1907), österreichischer Offizier
- Catingub, Matt (* 1961), US-amerikanischer Jazzmusiker (Saxophon, Piano, Arrangement, Komposition)
- Catini, Chiara (* 1999), italienische Tennisspielerin
- Catius Caesius Fronto, Tiberius, römischer Suffektkonsul 96 n. Chr.
- Catius Celer, Lucius, römischer Statthalter
- Catius Clementinus Priscillianus, Sextus, römischer Konsul 230
- Catius Marcellus, Gaius, römischer Suffektkonsul (153)
- Catius Sabinus, Publius, römischer Konsul 216
- Catizone, Giuseppe (* 1977), deutsch-italienischer Fußballspieler

#### Catk
- Çatkıç, Ömer (* 1974), türkischer Fußballspieler

#### Catl
- Catlett, Buddy (1933–2014), US-amerikanischer Jazz-Bassist und Saxophonist
- Catlett, Elizabeth (1915–2012), US-amerikanisch-mexikanische Künstlerin
- Catlett, Mary Jo (* 1938), US-amerikanische Schauspielerin und Synchronsprecherin
- Catlett, Sidney (1910–1951), US-amerikanischer Jazz-Schlagzeuger
- Catlett, Walter (1889–1960), US-amerikanischer Schauspieler
- Catley, Ann (1745–1789), britische Sängerin, Schauspielerin und Tänzerin
- Catley, Bob (* 1947), britischer SängerBob Catley (* 1947)
- Catley, Glenn (* 1972), britischer Boxer

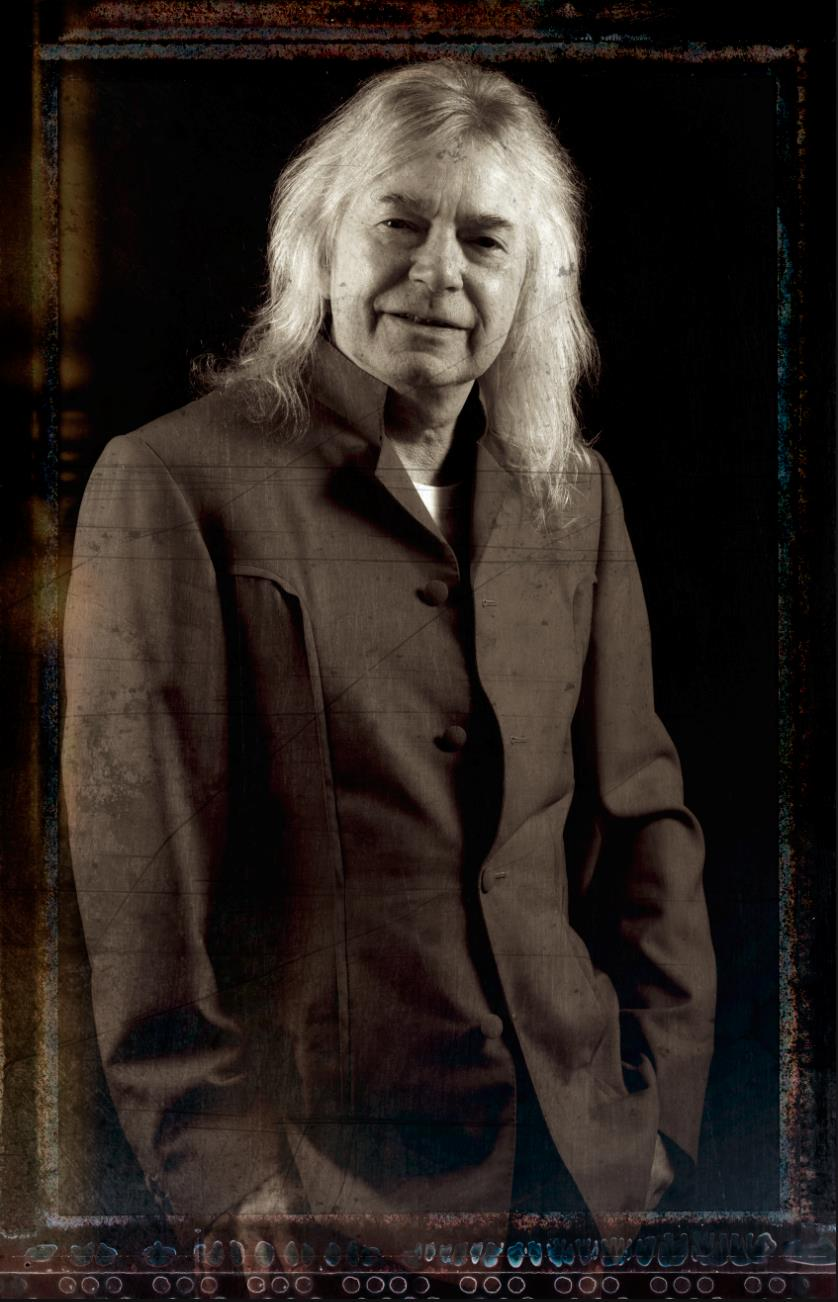
Bob Catley (* 1947)

- Catley, Stephanie (* 1994), australische Fußballspielerin
- Çatlı, Abdullah (1956–1996), türkischer rechtsextremer Aktivist, Mitglied der Grauen Wölfe
- Catlin, David (* 1952), US-amerikanischer Mathematiker
- Catlin, George (1796–1872), US-amerikanischer Maler, Autor und Indianerkenner
- Catlin, George (1896–1979), britischer politischer Wissenschaftler und Philosoph
- Catlin, George S. (1808–1851), US-amerikanischer Politiker
- Catlin, John (1803–1874), US-amerikanischer Politiker
- Catlin, Julius (1798–1888), US-amerikanischer Politiker
- Catlin, Kelly (1995–2019), US-amerikanische Radrennfahrerin
- Catlin, Paul Allen (1948–1995), US-amerikanischer Mathematiker
- Catlin, Theron Ephron (1878–1960), US-amerikanischer Politiker
- Catlin, Victoria (1952–2024), US-amerikanische Schauspielerin
- Catling, Hector (1924–2013), britischer Klassischer Archäologe
- Čatloš, Ferdinand (1895–1972), tschechoslowakischer Offizier und slowakischer GeneralFerdinand Čatloš (1895–1972)

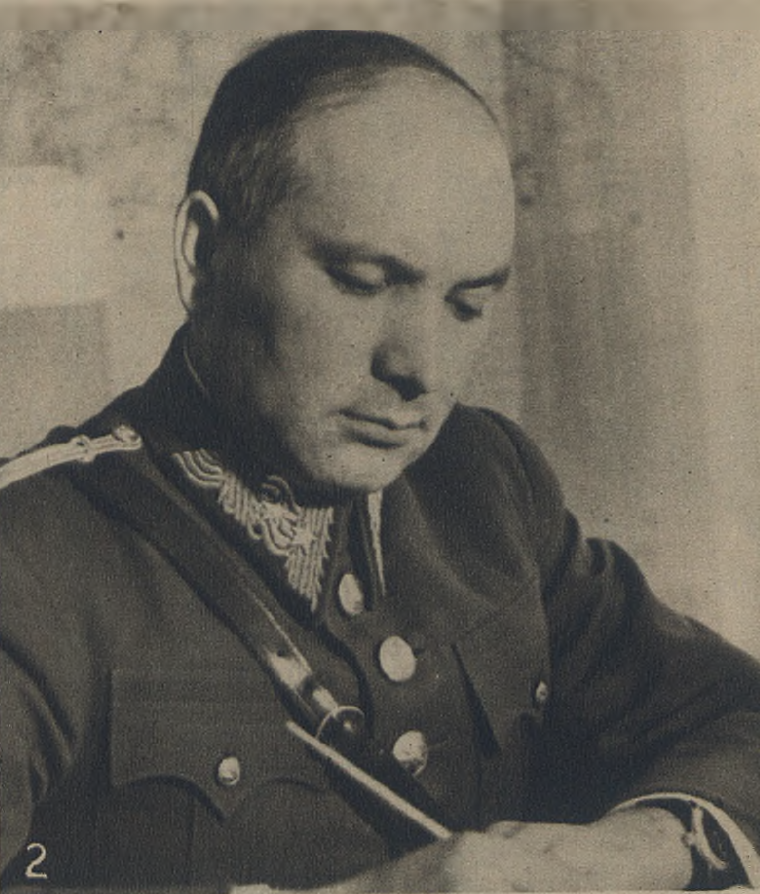
Ferdinand Čatloš (1895–1972)

#### Catm
- Catmull, Edwin (* 1945), amerikanischer Informatiker und Computergrafiker

#### Cato
- Cato, Connie (* 1955), US-amerikanische Country-Sängerin
- Cato, Cordell (* 1992), trinidianischer Fußballspieler
- Cato, Diomedes, italienischer Komponist der Spätrenaissance
- Cato, Gaius Porcius, römischer Politiker
- Cato, J’Aivar (* 2007), vincentischer Leichtathlet
- Cato, Kahlil (* 1977), vincentischer Leichtathlet
- Cato, Magnus (* 1967), schwedischer Handballspieler
- Cato, Marcus Porcius der Jüngere (95 v. Chr.–46 v. Chr.), römischer Politiker, Redner und TruppenbefehlshaberMarcus Porcius Cato der Jüngere (95 v. Chr.–46 v. Chr.)

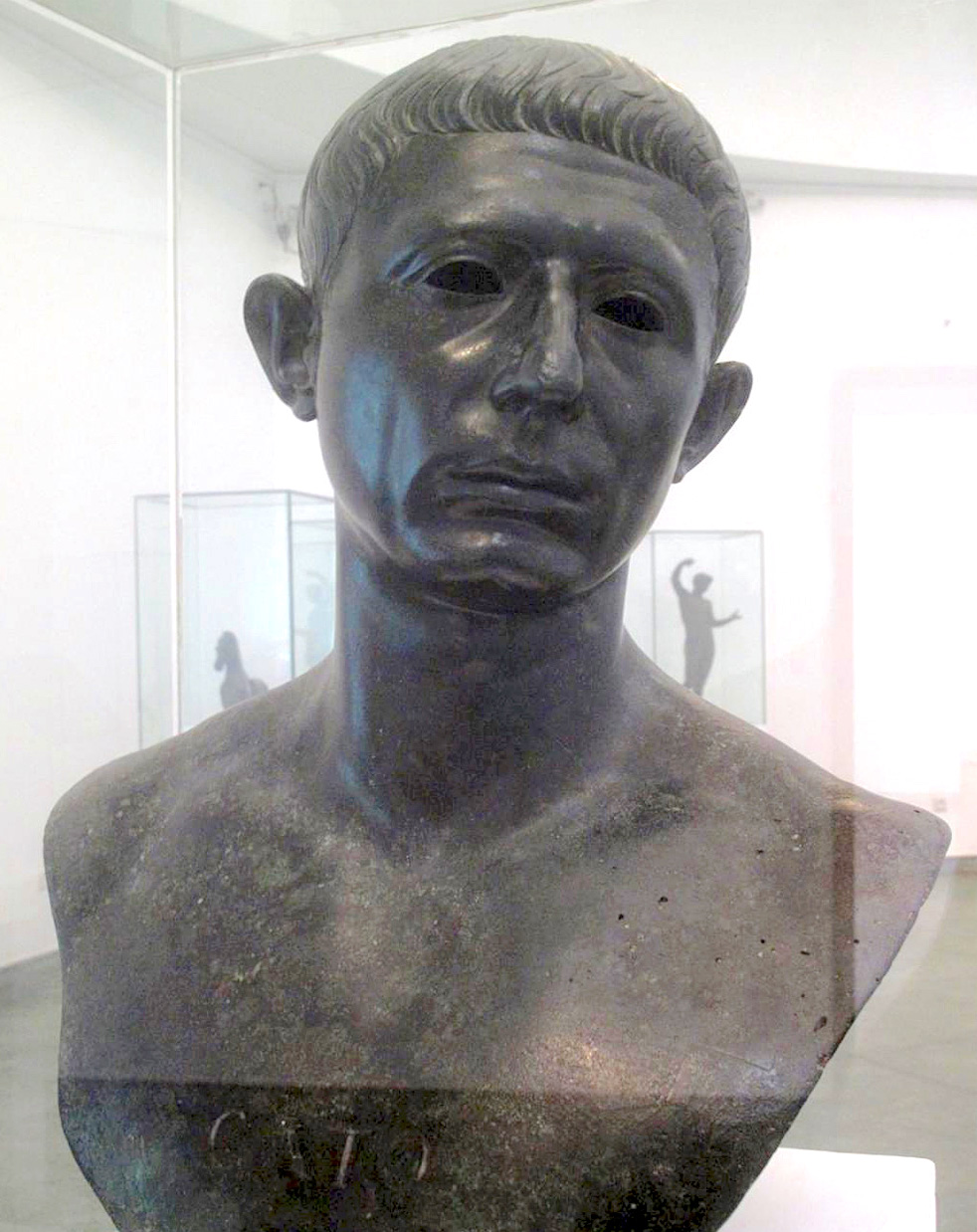
Marcus Porcius Cato der Jüngere (95 v. Chr.–46 v. Chr.)

- Cato, Publius Valerius, römischer Dichter und Philologe
- Cato, Robert Milton (1915–1997), vincentischer Politiker (SVLP), Regierungschef
- Catoir, Louis (1792–1841), deutscher Landschaftsmaler
- Catoire, Georgi (1861–1926), russischer Komponist
- Caton, Edward (1900–1981), US-amerikanischer Tänzer, Ballettlehrer und Choreograph
- Caton, Juliette (* 1975), britische Schauspielerin
- Caton, Lauderic (1910–1999), britischer Jazzmusiker
- Caton, Miles (* 2005), US-amerikanischer Musiker und Schauspieler
- Caton, Richard (1842–1926), britischer Arzt
- Caton-Jones, Michael (* 1957), britischer Filmschauspieler, -Regisseur und -Produzent
- Caton-Thompson, Gertrude (1888–1985), britische Archäologin
- Catonius Iustus († 43), römischer Prätorianerpräfekt
- Catonné, François (* 1944), französischer Kameramann, Dokumentarfilmer und Fotograf
- Cator, Rhonda (* 1966), australische Badmintonspielerin
- Cator, Silvio (1900–1952), haitianischer Leichtathlet
- Catoul, Jean-Pierre (1963–2001), belgischer Jazzmusiker
- Ćatović, Aldin (* 2007), serbischer Mittel- und Langstreckenläufer
- Ćatović, Mirza (* 2007), serbisch-bosnischer Fußballspieler

#### Catr
- Catramby Filho, Guilherme (* 1905), brasilianischer Moderner Fünfkämpfer
- Catricalà, Antonio (1952–2021), italienischer Jurist, Staatssekretär und Hochschullehrer
- Catrillanca, Camilo (1994–2018), chilenischer Aktivist
- Catrina, Werner (* 1943), Schweizer Journalist, Autor und Publizist
- Catrinoi Cornea, Adrian (* 1979), rumänischer Eishockeytorwart
- Catrofe, Santiago (* 1999), uruguayischer Mittelstreckenläufer
- Catron, John (1786–1865), US-amerikanischer Jurist und Richter am Obersten Gerichtshof der Vereinigten Staaten (1837–1865)
- Catron, Johnny (1916–1998), US-amerikanischer Arrangeur, Songwriter und Bigband-Leader
- Catron, Thomas B. (1840–1921), US-amerikanischer Politiker (Republikanische Partei)
- Catrou, François (1659–1737), französischer Jesuit, Historiker und Übersetzer
- Catroux, Georges (1877–1969), französischer General und Diplomat
- Catrufo, Gioseffo (1771–1851), italienischer Sänger, Komponist und Musikpädagoge

#### Cats
- Cats, Boudewijn (1601–1663), römisch-katholischer Bischof
- Cats, Jacob (1577–1660), niederländischer Dichter und Politiker
- Catsburg, Nicky (* 1988), niederländischer Autorennfahrer
- Catsen, Freder (1898–1971), deutscher Schriftsteller und Werbefachmann

#### Catt
- CATT, deutsche Sängerin, Musikerin, Songwriterin und MusikproduzentinCATT

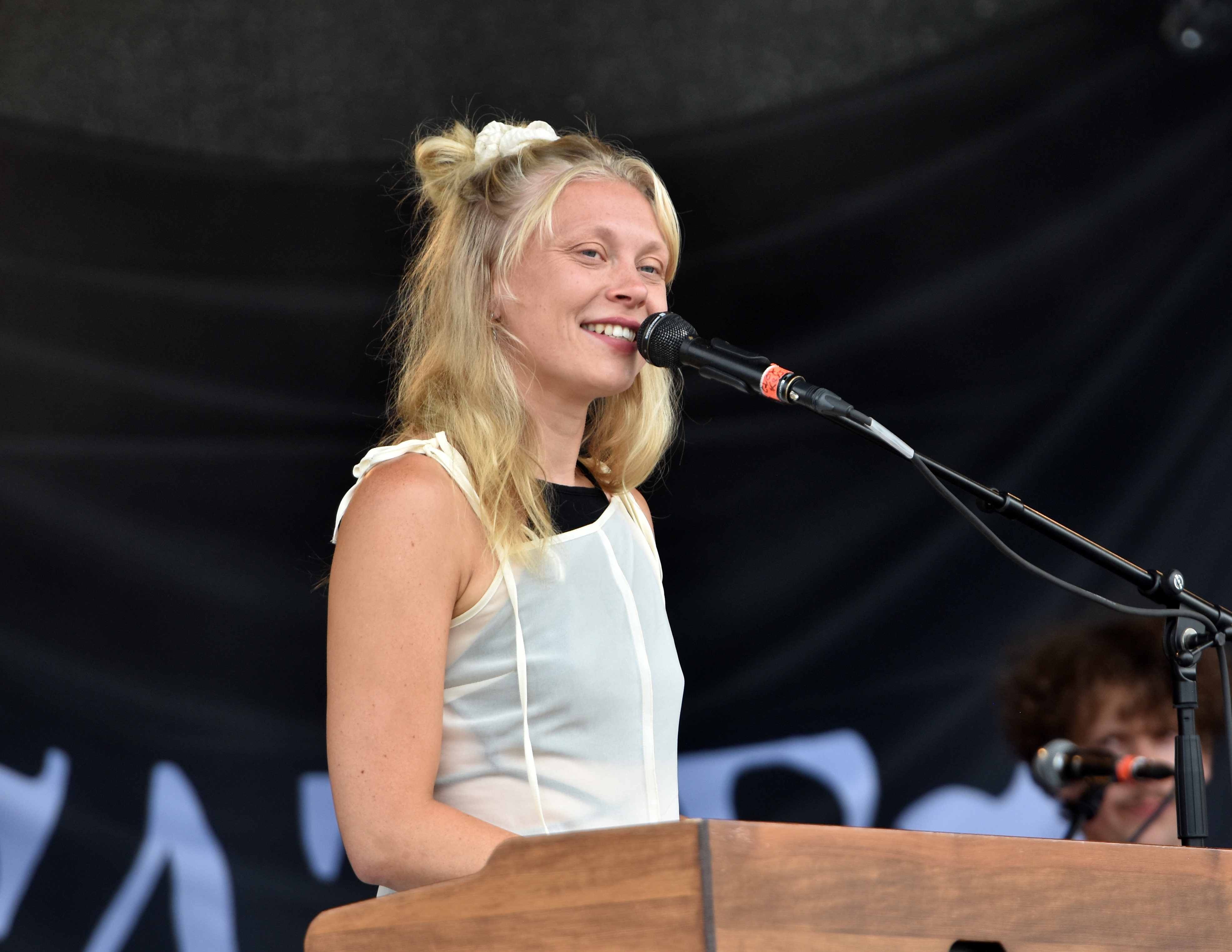
CATT

- Catt, Alfred (1833–1919), australischer Politiker, Abgeordneter und Minister
- Catt, Carrie Chapman (1859–1947), US-amerikanische Frauenrechtlerin
- Catt, Deidre (* 1940), britische Tennisspielerin
- Catt, Henri de (1725–1795), Vorleser Friedrich II.
- Catta, Fritz (1886–1968), deutscher Architekt, liberaler Kommunal- und Landespolitiker (DVP), MdL
- Catta, Martine (* 1942), französische römisch-katholische Mitbegründerin einer Gebetsgruppe
- Cattabriga, Giovanni, italienischer Schriftsteller
- Cattalinich, Antonio (1895–1981), italienischer Ruderer
- Cattalinich, Francesco (1891–1976), italienischer Ruderer
- Cattalinich, Simeone (1889–1977), italienischer Ruderer
- Cattanach, George (1878–1954), kanadischer Lacrossespieler
- Cattanei, Vanozza de’ (1442–1518), Mätresse von Papst Alexander VI.Vanozza de’ Cattanei (1442–1518)

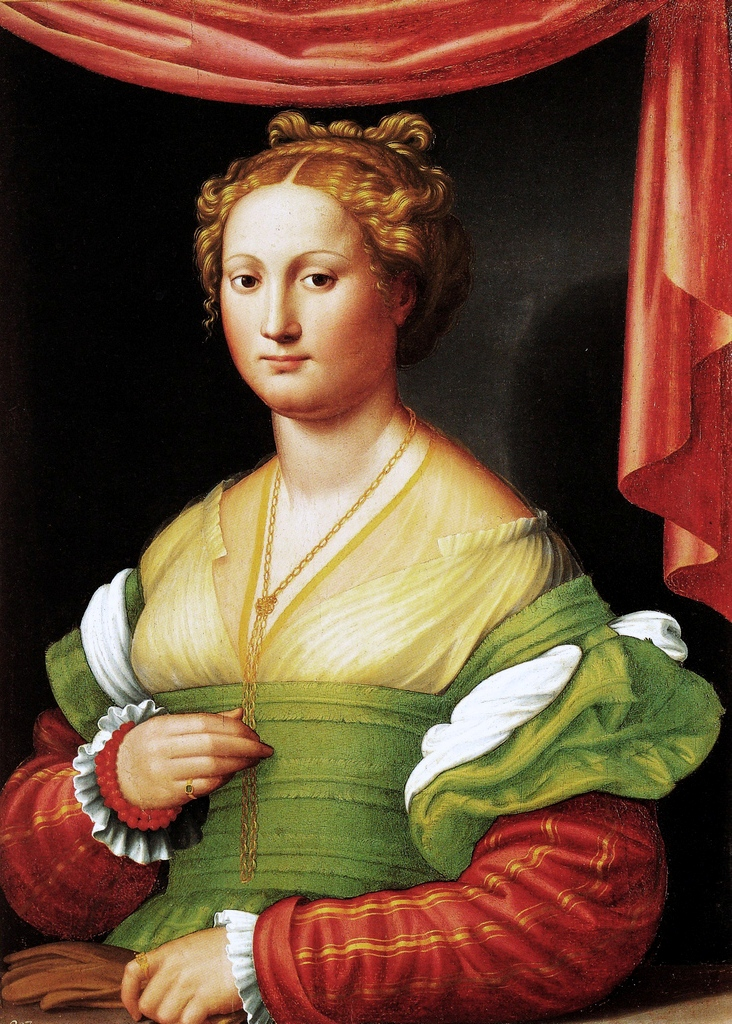
Vanozza de’ Cattanei (1442–1518)

- Cattaneo, Alberto (* 1967), italienischer Mathematiker
- Cattaneo, Angelico (1769–1847), Schweizer Kapuziner und Lokalhistoriker
- Cattaneo, Bartolomeo (1866–1943), italienischer Geistlicher, römisch-katholischer Erzbischof und Diplomat des Heiligen Stuhls
- Cattanéo, Bernadette (1899–1963), französische Kommunistin und Pazifistin
- Cattaneo, Carlo (1801–1869), italienischer Patriot und Politiker
- Cattaneo, Carlo (1883–1941), italienischer Admiral
- Cattaneo, Cristoforo (1823–1898), Schweizer Anwalt und Tessiner Gross- und Staatsrat
- Cattaneo, Elena (* 1962), italienische Pharmakologin
- Cattaneo, Federico (* 1993), italienischer Leichtathlet
- Cattaneo, Francesco Costanzo (1602–1665), italienischer Maler
- Cattaneo, Francesco Maria († 1758), italienischer Violinist und Komponist sowie Konzertmeister der Dresdner Hofkapelle
- Cattaneo, Frédéric (* 1978), französischer Rollstuhltennisspieler
- Cattaneo, Giuseppe (1929–2015), südafrikanischer Künstler und Kunstdozent
- Cattaneo, Ido (1905–2000), italienisch-schweizerischer Skirennläufer
- Cattaneo, Johann Baptist (1745–1831), Schweizer reformierter Pfarrer
- Cattaneo, Johnny (* 1981), italienischer Radrennfahrer
- Cattaneo, Joseph (1888–1975), italienisch-französischer Unternehmer und Autorennfahrer
- Cattaneo, Luca (* 1972), italienischer Skirennläufer und Skicrosser
- Cattaneo, Ludovico (1872–1936), italienischer Ordensgeistlicher, Bischof von Tursi und von Ascoli Piceno in Italien
- Cattaneo, Marco (* 1957), italienischer Radrennfahrer
- Cattaneo, Marco (* 1974), italienischer Skiläufer
- Cattaneo, Marco (* 1982), italienischer Radrennfahrer
- Cattaneo, Mattia (* 1990), italienischer RadrennfahrerMattia Cattaneo (* 1990)

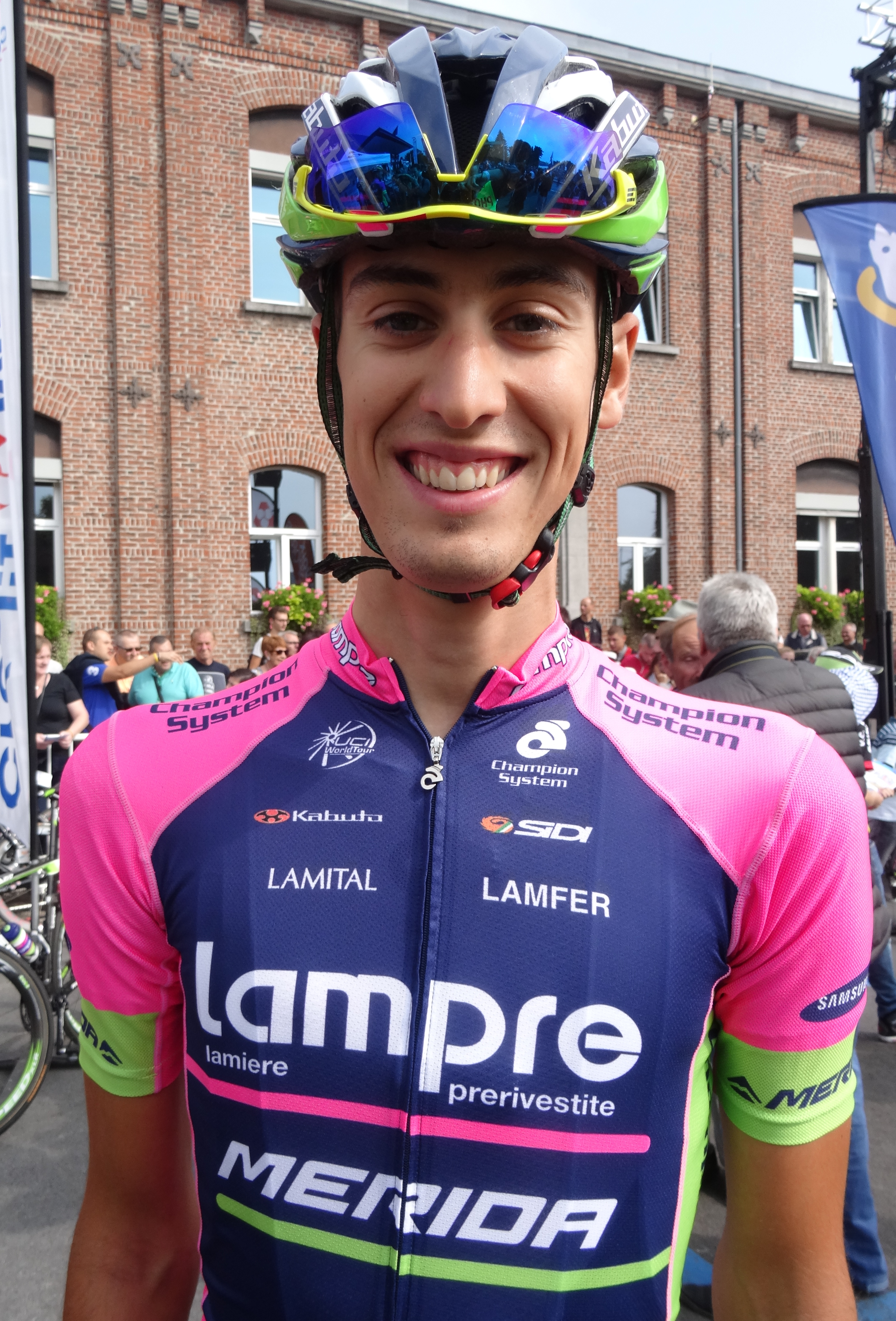
Mattia Cattaneo (* 1990)

- Cattaneo, Peter (* 1964), britischer Filmregisseur
- Cattaneo, Rocco (* 1958), Schweizer Politiker, Unternehmer, Radsportfunktionär und ehemaliger Radsportler
- Cattaneo, Sante (1739–1819), italienischer Maler
- Cattaneo, Sebastian (1545–1609), Bischof von Chiemsee
- Cattani Amadori, Federico (1856–1943), italienischer Kardinal der römisch-katholischen Kirche
- Cattani da Diacceto, Francesco (1466–1522), italienischer Humanist und Philosoph
- Cattani, Alfred (1923–2009), Schweizer Journalist und Historiker
- Cattani, Gabriele, italienischer Astronom
- Cattani, Giacomo (1823–1887), italienischer Geistlicher, Diplomat des Heiligen Stuhls, Erzbischof von Ravenna und Kardinal
- Cattani, Giorgio (* 1949), italienischer Maler und Videokünstler
- Cattani, Marcelo (* 1967), uruguayischer Fotograf
- Cattarinich, Mimmo (1937–2017), italienischer Fotograf und Filmregisseur
- Cattarinussi, René (* 1972), italienischer Biathlet
- Cattaruzza, Beat (* 1966), Schweizer Politiker (GLP) und Eishockeyspieler des EHC Biel und des SC Lyss
- Cattaruzza, Marina (* 1950), italienische Historikerin
- Cattaruzzi, César Ferreira (* 1984), brasilianischer Fußballspieler
- Cattaui, Joseph (1862–1942), ägyptischer Geschäftsmann und Politiker, Präsident der jüdischen Gemeinde Kairo
- Catteau, Aloïs (1877–1939), belgischer Radrennfahrer
- Catteau, Charles (1880–1966), französisch-belgischer Keramiker
- Catteau-Calleville, Jean-Pierre Guillaume (1759–1819), deutsch-französischer Historiker und Geograf
- Cattedra, Marino (* 1965), italienischer Judoka
- Catteeuw, Michel (1910–1992), belgischer Radrennfahrer
- Cattelan, Alessandro (* 1980), italienischer Fernseh- und Radiomoderator
- Cattelan, Efrem (1931–2014), Schweizer Berufsoffizier und ehemaliger Chef der «P-26»
- Cattelan, Maurizio (* 1960), italienischer Künstler
- Cattelan, Sebastien (* 1976), französischer Kitesurfer
- Cattelani, Ferruccio (1867–1932), italienischer Komponist
- Cattell, Alexander G. (1816–1894), US-amerikanischer Politiker (Republikanische Partei)
- Cattell, James McKeen (1860–1944), US-amerikanischer Psychologe, Professor für Psychologie
- Cattell, Raymond Bernard (1905–1998), britisch-US-amerikanischer PsychologeRaymond Bernard Cattell (1905–1998)

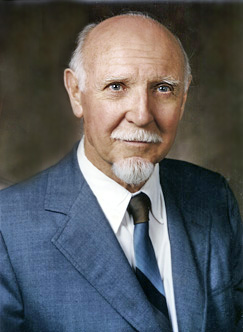
Raymond Bernard Cattell (1905–1998)

- Cattenoz, Jean-Pierre (* 1945), französischer Geistlicher, römisch-katholischer Erzbischof von Avignon
- Cattepoel, Lore (1910–2003), deutsche Politikerin (CDU), MdL
- Catterall, Arthur (1883–1943), englischer Geiger, Dirigent und Musikpädagoge
- Catterall, Charles (1914–1966), südafrikanischer Boxer
- Catterall, John Leslie (1905–1972), US-amerikanischer klassischer Philologe
- Catterall, William A. (1946–2024), US-amerikanischer Pharmakologe und Neurobiologe
- Catterfeld, Yvonne (* 1979), deutsche Sängerin und SchauspielerinYvonne Catterfeld (* 1979)

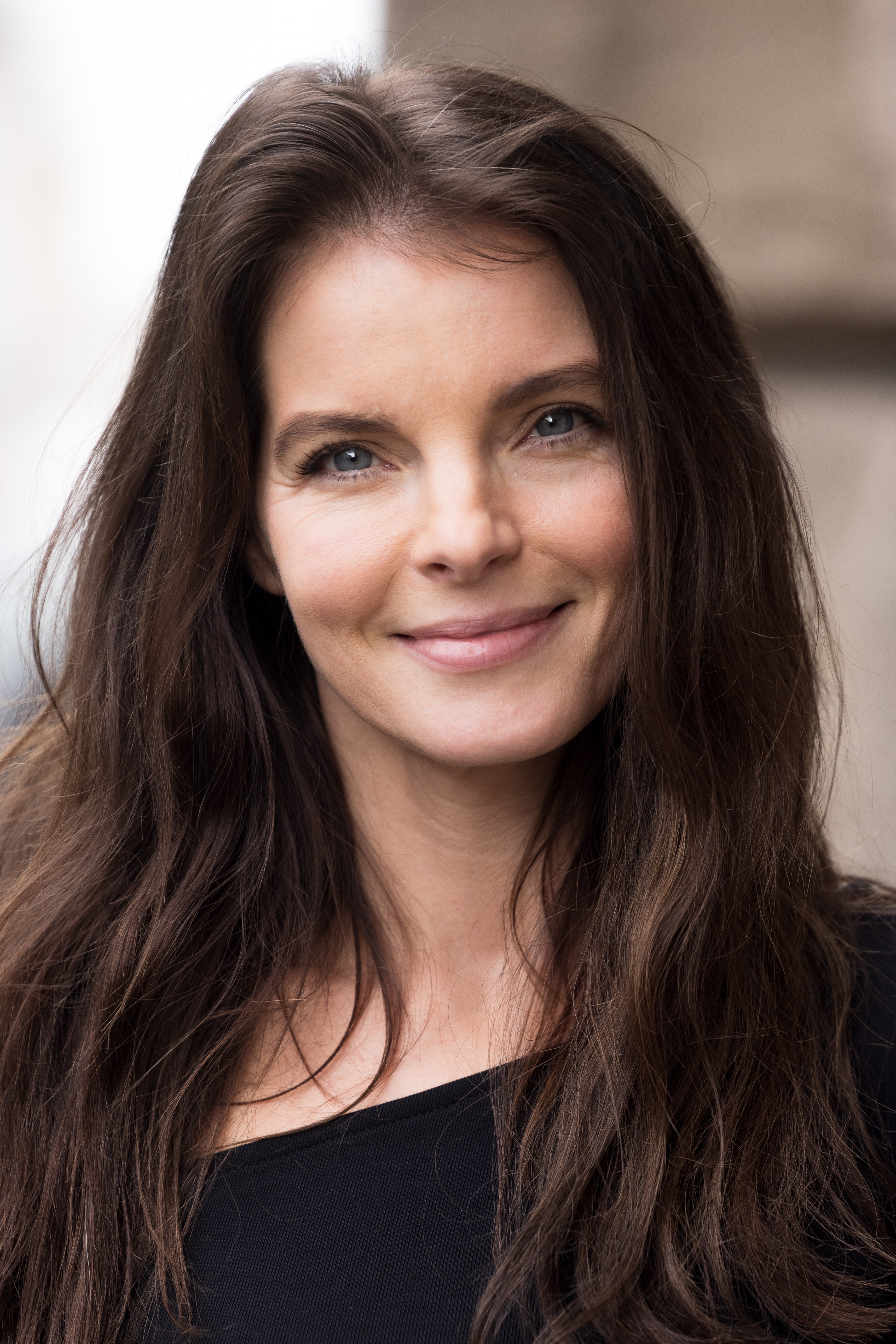
Yvonne Catterfeld (* 1979)

- Catterick, Harry (1919–1985), englischer Fußballspieler und -trainer
- Cattermole, Lee (* 1988), englischer Fußballspieler
- Cattermole, Paul (1977–2023), britischer Sänger und Schauspieler
- Cattet, Samuel (* 1997), französischer Beachvolleyballspieler
- Cattiau, Philippe (1892–1962), französischer Fechter
- Cattiaux, Louis (1904–1953), französischer Maler und Dichter
- Cattier, Félicien (1869–1946), belgischer Jurist
- Cattin, André (1921–1981), Schweizer Jurist und Politiker
- Cattin, Eugène (1866–1947), Schweizer Fotograf
- Cattini, Ferdinand (1916–1969), Schweizer Eishockeyspieler
- Cattini, Hans (1914–1987), Schweizer Eishockeyspieler
- Cattle Annie (1882–1978), US-amerikanischer Outlaw
- Cattley, William (1788–1835), englischer Händler tropischer Pflanzen
- Catto, Max (1907–1992), britischer Schriftsteller
- Catto, Octavius (1839–1871), US-amerikanischer Baseballpionier, Pädagoge, Intellektueller und Bürgerrechtsaktivist
- Cattoi, Noemí Violeta (1911–1965), argentinische Wirbeltier-Paläontologin
- Cattolica, Gilfredo (1882–1962), italienischer Komponist und Musikpädagoge
- Catton, Bruce (1899–1978), US-amerikanischer Historiker des Amerikanischen Bürgerkriegs
- Catton, Eleanor (* 1985), neuseeländische Schriftstellerin
- Cattori, Giuseppe (1866–1932), Schweizer Politiker (KVP)
- Cattozzo, Nino (1886–1961), italienischer Komponist
- Cattrall, Kim (* 1956), kanadisch-britische-amerikanische SchauspielerinKim Cattrall (* 1956)

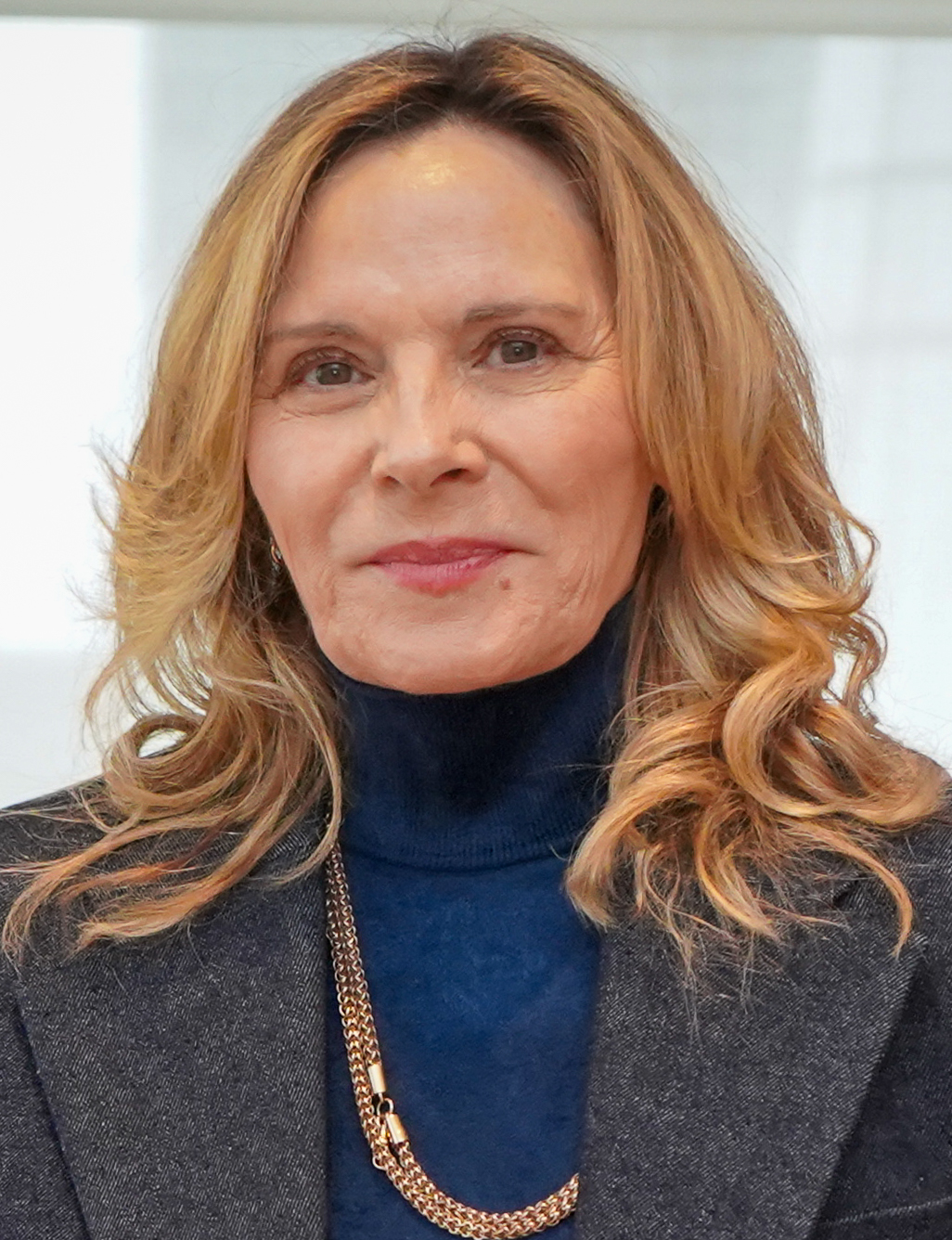
Kim Cattrall (* 1956)

- Cattrein, Wilhelm (* 1781), preußischer Landrat
- Catts, Oron (* 1967), australischer Künstler und Forscher
- Catts, Sidney Johnston (1863–1936), US-amerikanischer Politiker
- Catty, Adolf von (1823–1897), österreichischer Feldzeugmeister
- Catty, Paul (* 1945), österreichischer Moderator und Spieleautor

#### Catu
- Catu(…), antiker römischer Toreut
- Catualda, markomannischer Adliger
- Catull, römischer DichterCatull

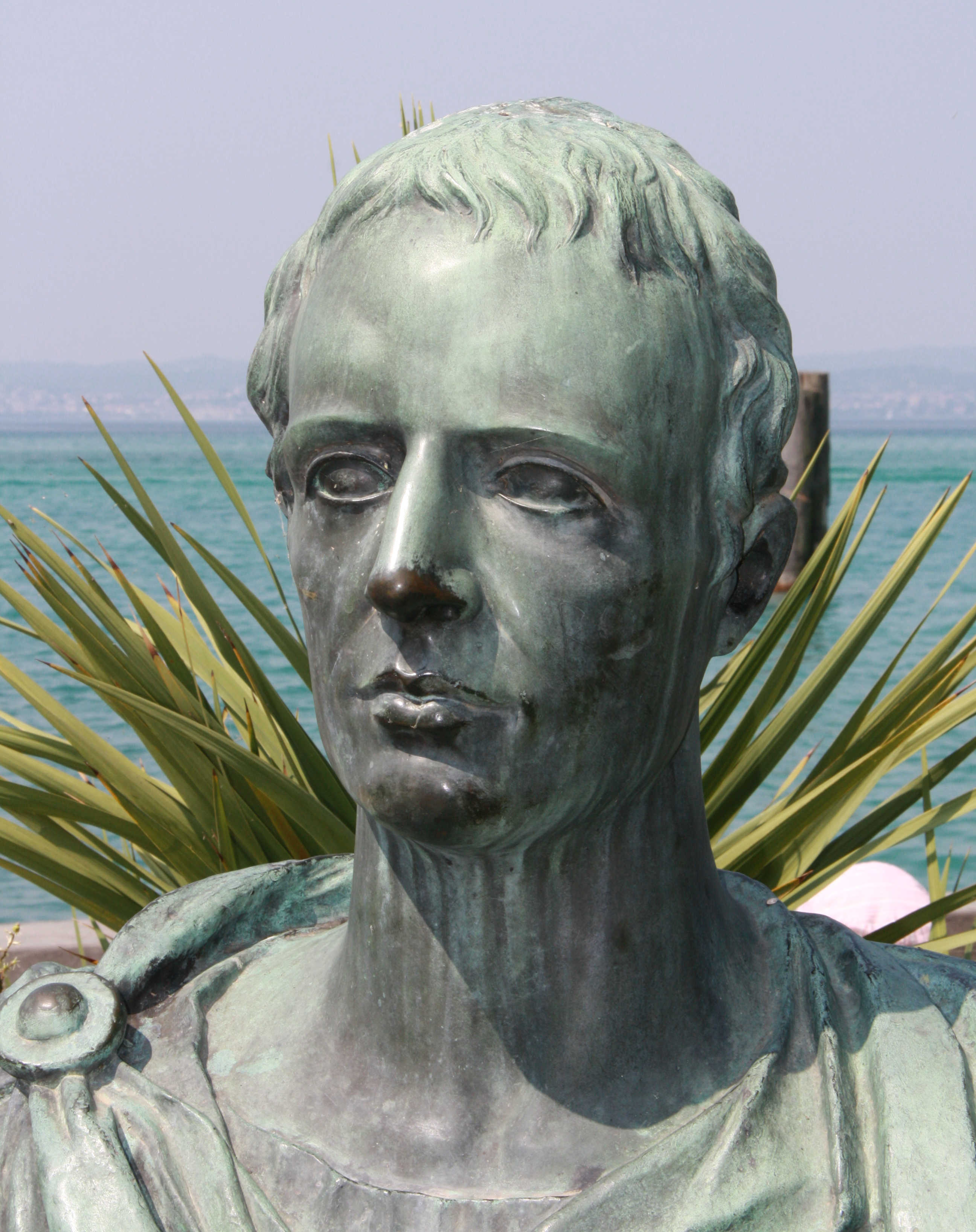
Catull

- Catullo, Tomaso Antonio (1782–1869), italienischer Geologe, Mineraloge und Paläontologe
- Cătună, Anuța (* 1968), rumänische Langstreckenläuferin
- Catuogno, Claudio (* 1978), deutscher Sportjournalist
- Caturelli, Celia (* 1953), argentinische Künstlerin
- Catus Decianus, römischer Prokurator
- Catuvolcus († 53 v. Chr.), Doppelkönig der Eburonen
- Catuz, Patrick, österreichischer Künstler, Kultur- und Filmwissenschafter und Produzent feministischer Pornographie
- Catuzzi, Enrico (1946–2006), italienischer Fußballspieler und -trainer

#### Catz
- Catz, Caroline (* 1970), britische Schauspielerin
- Catz, Safra A. (* 1961), US-amerikanische Managerin
- Catzenstein, Franz (1897–1963), deutsch-britischer Galerist und Kunsthändler
- Catzenstein, Leo (1863–1936), deutscher Arzt, Vorsitzender unter anderem im Central-Verein deutscher Staatsbürger jüdischen Glaubens

### Cau
- Cau, Jean (1875–1921), französischer Ruderer
- Cau, Jean (1925–1993), französischer Schriftsteller
- Cau, Mario, brasilianischer Comiczeichner
- Caubo, Jean Michel (1891–1945), niederländischer Widerstandskämpfer während des Zweiten Weltkriegs
- Caucaia, Jackson (* 1987), brasilianischer Fußballspieler
- Caucannier, Jean Denis Antoine (1860–1905), französischer Genre- und Aktmaler
- Caucchioli, Pietro (* 1975), italienischer Radrennfahrer
- Caucci, Filippo Josiah (1692–1771), römisch-katholischer Patriarch
- Cauchefer, Philippe (* 1956), französischer Cellist
- Cauchefer-Choplin, Sophie-Véronique (* 1959), französische Organistin und Hochschullehrerin
- Caucheteux, Pascal (* 1961), französischer Filmproduzent
- Caucheteux, Raphaël (* 1985), französischer Handballspieler
- Cauchi, Amabile (1917–1995), maltesischer Politiker
- Cauchi, Gaia (* 2002), maltesische Sängerin
- Cauchi, Nikol Joseph (1929–2010), maltesischer Hochschullehrer, römisch-katholischer Theologe und Bischof von Gozo
- Cauchie, Alfred (1860–1922), belgischer katholischer Geistlicher, Kirchenhistoriker und Hochschullehrer
- Cauchie, Antoine (1535–1600), französischer Romanist und Grammatiker
- Cauchois, Eugène Henri (1850–1911), französischer Blumenmaler
- Cauchois, Yvette (1908–1999), französische Physikerin
- Cauchoix, Robert-Aglaé (1776–1845), französischer Optiker und Feinmechaniker
- Cauchon de Lhéry, Henri († 1684), französischer Marineoffizier
- Cauchon, Joseph-Édouard (1816–1885), kanadischer Politiker
- Cauchon, Pierre († 1442), führte den Vorsitz des geistlichen Gerichtshofs im Inquisitionsprozess gegen die französische Nationalheldin Jeanne d’Arc
- Cauchy, Augustin-Louis (1789–1857), MathematikerAugustin-Louis Cauchy (1789–1857)

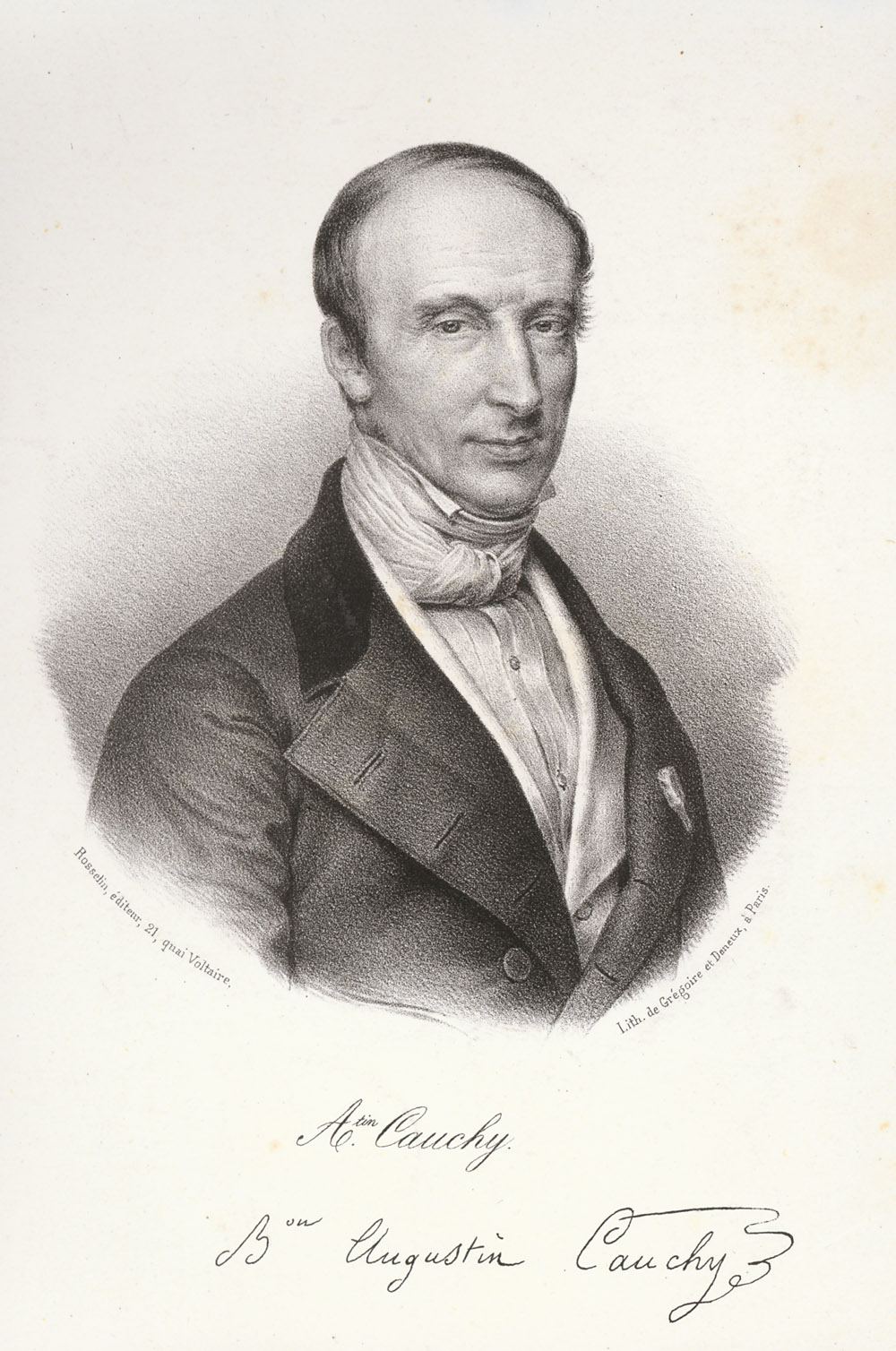
Augustin-Louis Cauchy (1789–1857)

- Caucig, Franz (1755–1828), österreichischer neoklassischer Maler
- Caudell, Toran (* 1982), US-amerikanischer Schauspieler, Synchronsprecher, Schreiber
- Caudery, Molly (* 2000), britische Stabhochspringerin
- Caudière, Paul-Michel-Frédéric (1822–1887), französischer Offizier und Kolonialadministrator
- Caudillo, Enedina (* 1984), mexikanische Fußballschiedsrichterassistentin
- Caudir, Hans († 1579), Komtur des Johanniterordens und kaiserlicher Dolmetscher für Türkisch, Arabisch und Persisch
- Caudle, Daryl (* 1963), US-amerikanischer Admiral
- Caudron, Frédéric (* 1968), belgischer Karambolage-Billardspieler
- Caudron, Jean-François (* 1978), kanadischer Eishockeyspieler
- Caudwell, Christopher (1907–1937), englischer Autor und marxistischer Theoretiker
- Cauer, Detlef (1889–1918), deutscher Mathematiker
- Cauer, Eduard (1823–1881), deutscher Historiker, Gymnasialdirektor und Stadtschulrat von Berlin
- Cauer, Emil der Ältere (1800–1867), deutscher Bildhauer
- Cauer, Emil der Jüngere (1867–1946), deutscher Bildhauer
- Cauer, Friedrich (1863–1932), deutscher Klassischer Philologe und Althistoriker
- Cauer, Friedrich (1874–1945), deutscher Bildhauer und Maler
- Cauer, Hanna (1902–1989), deutsche Bildhauerin und Malerin
- Cauer, Hans (1870–1900), deutscher Maler
- Cauer, Hans (1899–1962), deutscher Chemiker
- Cauer, Hugo (1864–1918), deutscher Bildhauer
- Cauer, Karl (1828–1885), deutscher Bildhauer des Klassizismus
- Cauer, Ludwig (1792–1834), deutscher Pädagoge
- Cauer, Ludwig (1866–1947), deutscher Bildhauer
- Cauer, Marie (1861–1950), deutsche Krankenschwester, Oberin und Publizistin
- Cauer, Minna (1841–1922), deutsche Pädagogin und FrauenrechtlerinMinna Cauer (1841–1922)

Minna Cauer (1841–1922)

- Cauer, Paul (1854–1921), deutscher Gymnasiallehrer und Klassischer Philologe
- Cauer, Robert der Ältere (1831–1893), deutscher Bildhauer
- Cauer, Robert der Jüngere (1863–1947), deutscher Bildhauer
- Cauer, Stanislaus (1867–1943), deutscher Bildhauer und Hochschullehrer
- Cauer, Wilhelm (1858–1940), deutscher Ingenieur und Professor für Eisenbahnwesen in Berlin
- Cauer, Wilhelm (1900–1945), deutscher Mathematiker
- Cauet, Benoît (* 1969), französischer Fußballspieler
- Cauet, Sébastien (* 1972), französischer Showmaster, Entertainer, Moderator und Musiker
- Caufal, Carl (1861–1929), österreichischer Architekt
- Cauffiel, Jessica (* 1976), US-amerikanische Schauspielerin
- Caufield, Cole (* 2001), US-amerikanischer Eishockeyspieler
- Caufield, Jay (* 1960), US-amerikanischer Eishockeyspieler
- Caufriez, Maximiliano (* 1997), belgischer Fußballspieler
- Caugant, Jean (1911–1999), französischer Radrennfahrer
- Caughey, Catherine (1923–2008), britisch-neuseeländische Informatikerin und Beschäftigungstherapeutin
- Caughey, Mark (* 1960), nordirischer Fußballspieler
- Caughey, Thomas K. (1927–2004), US-amerikanischer Ingenieur
- Caugnies, Alizée (* 2013), französische Schauspielerin
- Caulaincourt, Armand de (1773–1827), französischer General und Staatsmann
- Caulaincourt, Auguste de (1777–1812), französischer DivisionsgeneralAuguste de Caulaincourt (1777–1812)

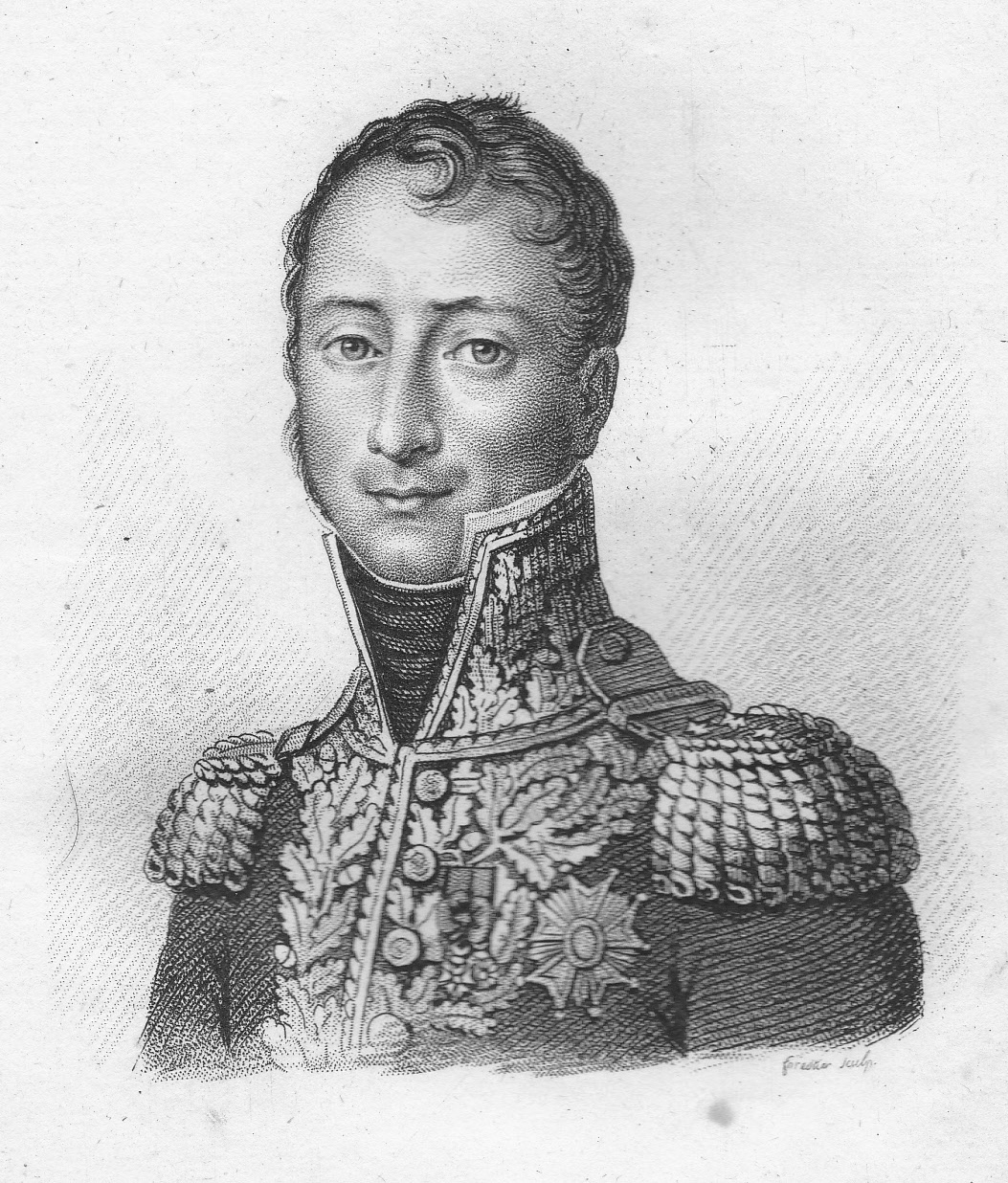
Auguste de Caulaincourt (1777–1812)

- Cauldwell, Brendan (1922–2006), irischer Schauspieler
- Cauldwell, David O. (1897–1959), US-amerikanischer Sexualwissenschaftler
- Caulery, Jean, französischer Komponist der Renaissance
- Cauley-Stein, Willie (* 1993), US-amerikanischer Basketballspieler
- Caulfeild, William, 2. Viscount Charlemont († 1726), anglo-irischer Adliger und Offizier
- Caulfield, Bernard G. (1828–1887), US-amerikanischer Politiker
- Caulfield, Brian (* 1948), kanadischer Kugelstoßer
- Caulfield, Emma (* 1973), US-amerikanische Schauspielerin
- Caulfield, Genevieve (1888–1972), US-amerikanische Lehrerin
- Caulfield, Henry S. (1873–1966), US-amerikanischer Politiker
- Caulfield, Joan (1922–1991), US-amerikanisches Fotomodell und eine Schauspielerin bei Bühne und Film
- Caulfield, Maxwell (* 1959), britischer SchauspielerMaxwell Caulfield (* 1959)

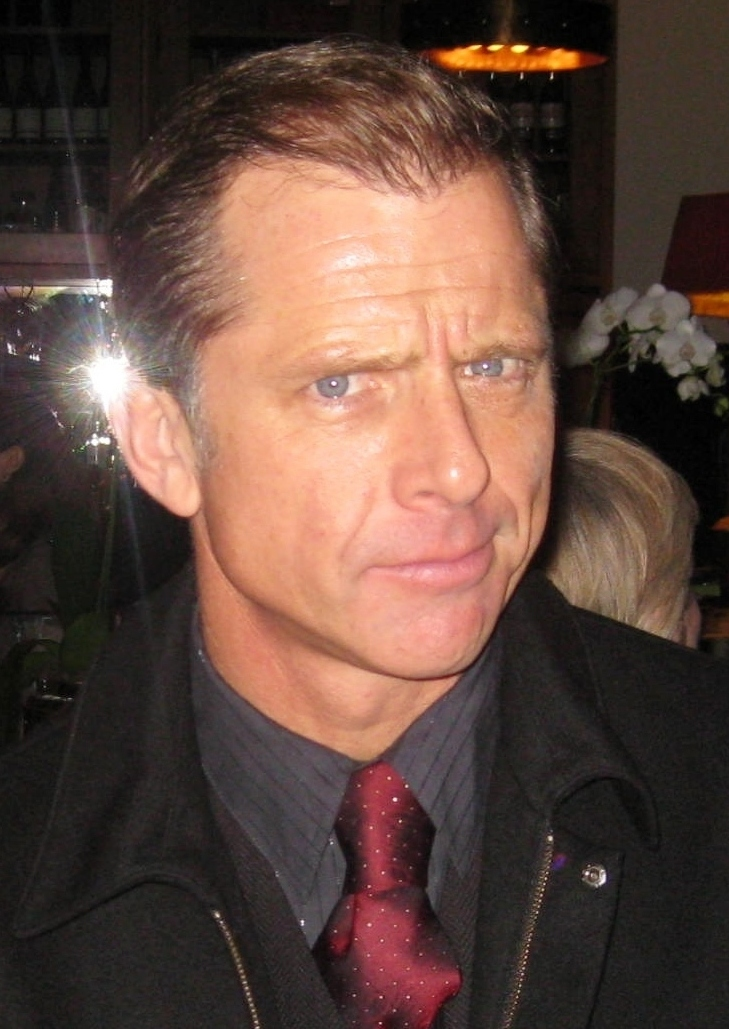
Maxwell Caulfield (* 1959)

- Caulfield, Michael (* 1949), australischer Autor und Regisseur
- Caulfield, Patrick (1936–2005), englischer Maler, Druckgrafiker und Illustrator
- Caulker, Steven (* 1991), englisch-sierra-leonischer Fußballspieler
- Caulkins, Frances Manwaring (1795–1869), US-amerikanische Schulleiterin, Historikerin und Genealogin
- Caulkins, Horace (1850–1923), US-amerikanischer Erfinder und Keramikkünstler
- Caulkins, Tracy (* 1963), US-amerikanische Schwimmerin
- Caullery, Maurice (1868–1958), französischer Zoologe
- Caumartin, Jean-François-Paul Le Fèvre de (1668–1733), französischer Kommendatarabt, Bibliothekar, römisch-katholischer Bischof und Mitglied der Académie française
- Caumont, Anne de (1574–1642), französische Adlige
- Caumont, Arcisse de (1801–1873), französischer Geologe, Archäologe, Kunsthistoriker und Historiker
- Caumont, Élisabeth (* 1957), französische Jazzmusikerin (Gesang, Songwriting) und Schauspielerin
- Caumont, Enzo (* 2004), französischer Fußballspieler
- Caumont, Fortunat-Henri (1871–1930), französischer römisch-katholischer Geistlicher und Kapuziner
- Caumont, Henri Jacques Nompar de (1675–1726), französischer Autor und Politiker
- Cauņa, Aleksandrs (* 1988), lettischer Fußballspieler
- Caune, Agate (* 2004), lettische Mittelstreckenläuferin
- Caune, Baiba (1945–2014), sowjetische Radsportlerin
- Caunes, Antoine de (* 1953), französischer TV-Moderator, Schauspieler und Filmregisseur
- Caunes, Emma de (* 1976), französische SchauspielerinEmma de Caunes (* 1976)

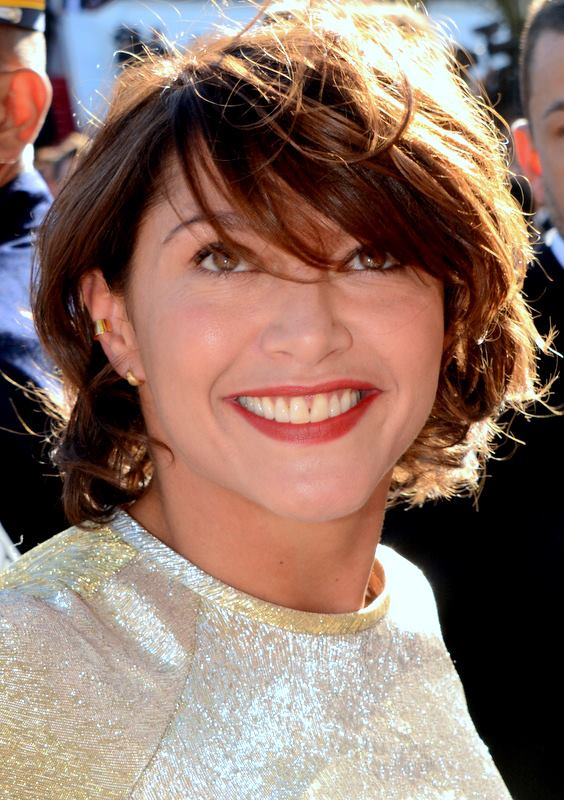
Emma de Caunes (* 1976)

- Caunes, Georges de (1919–2004), französischer Journalist, Autor, Hörfunk- und Fernsehmoderator
- Caunt, Ben (1815–1861), britischer Boxer
- Caupolicán († 1558), Kriegshäuptling der Mapuche
- Caur, Arpana (* 1954), indische Malerin und Graphikerin
- Caurier, Patrice (* 1954), französischer Opernregisseur
- Caurla, Léon (1926–2002), französischer Sprinter
- Caurroy, Eustache du (1549–1609), französischer Komponist der Renaissance
- Caus, Isaac de (1590–1648), französischer Architekt, Gartenarchitekt, Ingenieur und Radierer
- Caus, Salomon de (1576–1626), französischer Physiker und Ingenieur
- Causemann, Margret (* 1944), deutsche Ethnologin und Tibetologin
- Causer, Tamsin (1974–2006), britische Fallschirmspringerin
- Causero, Diego (* 1940), italienischer Geistlicher, emeritierter Diplomat der römisch-katholischen Kirche
- Causeur, Fabien (* 1987), französischer Basketballspieler
- Čaušević, Džemaludin (1870–1938), bosnischer Großmufti
- Causey, Gigi, amerikanische Filmproduzentin
- Causey, John W. (1841–1908), US-amerikanischer Politiker
- Causey, Peter F. (1801–1871), US-amerikanischer Politiker
- Causey, Thomas (* 1949), US-amerikanischer Tonmeister
- Čaušić, Goran (* 1992), serbischer Fußballspieler
- Causier, David (* 1973), englischer English-Billiards-Spieler
- Causin, John (1811–1861), US-amerikanischer Politiker
- Causin, Oswald (1893–1953), deutscher Künstler und Bildhauer
- Causio, Franco (* 1949), italienischer FußballspielerFranco Causio (* 1949)

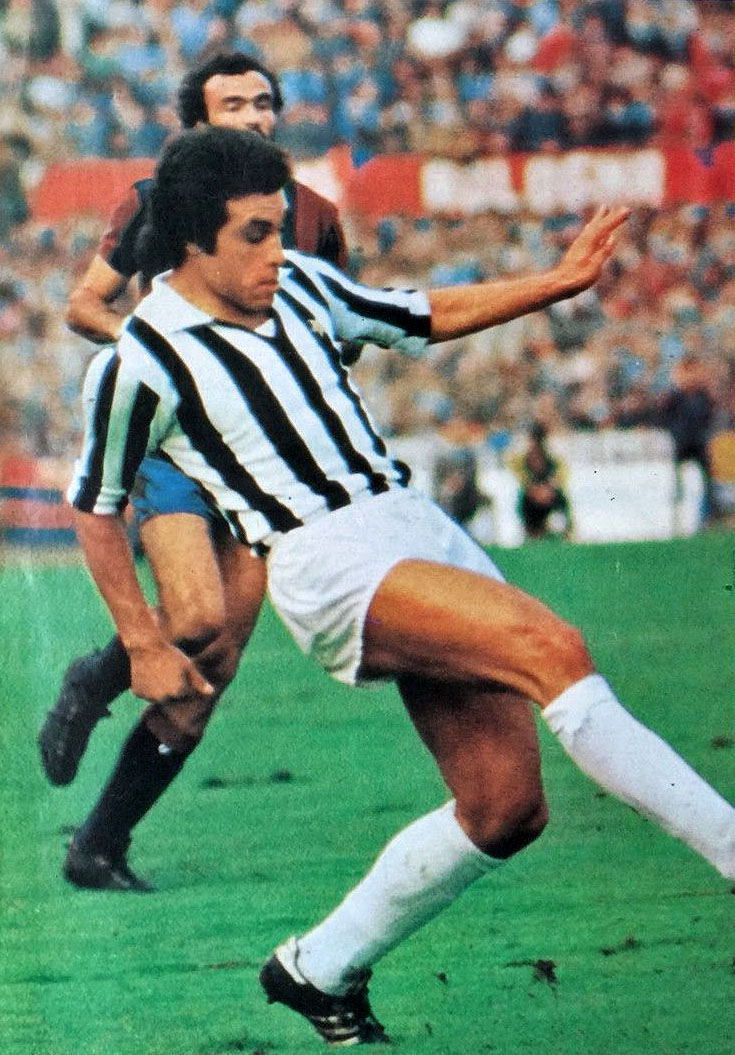
Franco Causio (* 1949)

- Causley, Charles (1917–2003), britischer Schriftsteller
- Causley, Ian (1940–2020), australischer Politiker, Mitglied des Australischen Repräsentantenhauses, Mitglied der Legislativversammlung und Minister von New South Wales
- Caussade, Georges (1873–1936), französischer Musikpädagoge und Komponist
- Caussé, Gérald (* 1963), französischer Präsidierender Bischof der Kirche Jesu Christi der Heiligen der Letzten Tage
- Causse, Michèle (1936–2010), französische Lesbenaktivistin, Übersetzerin und Autorin
- Caussé, Théophile (* 1992), französischer Handballspieler
- Caussemille, Guy (* 1930), französischer Fußballspieler
- Caussidière, Marc (1808–1861), französischer republikanischer Revolutionär
- Caussimon, Jean-Roger (1918–1985), französischer Chansonnier und Schauspieler
- Causton, Richard, 1. Baron Southwark (1843–1929), britischer Politiker (Liberal Party), Mitglied des House of Commons
- Cautela, Filomena (* 1984), portugiesische Fernsehmoderatorin und Schauspielerin
- Cautenet, Marc (1922–1994), französischer Radrennfahrer
- Cauter, Stijn van, belgischer Musiker, Musikproduzent und Labelbetreiber
- Cauteruccio, Martín (* 1987), uruguayischer Fußballspieler
- Cauteruchi, Leonardo (* 1973), argentinischer Fußballspieler
- Cauthen, Steve (* 1960), US-amerikanischer ehemaliger Jockey
- Cauthen, Terrance (* 1976), US-amerikanischer Boxer
- Cautinus († 571), Bischof von Clermont
- Cautis, Sabin, kanadischer Mathematiker
- Cautley, Marjorie Sewell (1891–1954), US-amerikanische Landschaftsarchitektin
- Cautley, Proby Thomas (1802–1871), englischer Ingenieur und Geologe
- Cauville, Sylvie (* 1952), französische Ägyptologin
- Cauvin, Jacques (1930–2001), französischer Archäologe
- Cauvin, Patrick (1932–2010), französischer Schriftsteller
- Cauvin, Raoul (1938–2021), belgischer Comicautor
- Cauwelaert, Didier van (* 1960), französischer Schriftsteller
- Cauwels, Katline (* 1980), belgische Squashspielerin
- Cauwenberghe, Kobe Van (* 1984), belgischer Gitarrist
- Caux de Blacquetot, Louis Victor de (1773–1845), französischer General und Politiker
- Caux, Philippe (* 1973), französischer Curler
- Cauzé de Nazelle, Gérard du, französischer Chemieingenieur und Manager

### Cav
- Cav, Cavit (1905–1982), türkischer Radrennfahrer
- Cav, Galip (1912–1950), türkischer Radrennfahrer

#### Cava
- Cava, Carlo (1928–2018), italienischer Opernsänger (Bass)
- Cava, Michael P. (1926–2010), US-amerikanischer Chemiker
- Cava, Robert J. (* 1951), US-amerikanischer Chemiker
- Cavaccio, Giovanni (1556–1626), italienischer Komponist und Kapellmeister
- Cavaceppi, Bartolomeo († 1799), italienischer Bildhauer und Restaurator
- Cavad, Əhməd (1892–1937), aserbaidschanischer Dichter
- Cavada, Jean-Marie (* 1940), französischer Politiker, MdEP
- Cavadaski, Marguerite (1906–1972), französisch-schweizerische Schauspielerin und Theaterleiterin
- Cavaday, Naomi (* 1989), britische Tennisspielerin
- Cavadenti, Scarlet (* 1965), deutsche Schauspielerin und Synchronsprecherin
- Cavadias, Fabian (* 2001), deutscher Fußballspieler
- Cavadini, Adriano (* 1942), Schweizer Politiker (FDP)
- Cavadini, Agostino (1907–1990), Schweizer Architekt
- Cavadini, Auguste (1865–1922), französischer Sportschütze
- Cavadini, Claudio (1935–2014), Schweizer Komponist, Musikwissenschaftler und Musikpädagoge
- Cavadini, Eugenio (1881–1962), Schweizer Architekt
- Cavadini, Fabio, italienisch-australischer Filmemacher
- Cavadini, Jean (1936–2013), Schweizer Politiker (LPS)
- Cavadini, John, US-amerikanischer katholischer Theologe und Historiker
- Cavadini, Raffaele (* 1954), Schweizer Architekt
- Cavadov, Rövşən (1951–1995), Militäroffizier bei den Aserbaidschanischen Streitkräften und Leiter der aserbaidschanischen OPON
- Cavadov, Vaqif (* 1989), aserbaidschanischer Fußballspieler
- Cavadzadə, Samir (* 1980), aserbaidschanischer Sänger
- Cavadzade, Nesrin (* 1982), türkische Schauspielerin
- Cavael, Rolf (1898–1979), deutscher Maler, Zeichner und Grafiker
- Cavafe (* 1999), kubanischer Fußballspieler
- Cavagin, Tim, britischer Tontechniker
- Cavagna, Marco (1958–2005), italienischer Astronom
- Cavagna, Rémi (* 1995), französischer RadrennfahrerRémi Cavagna (* 1995)

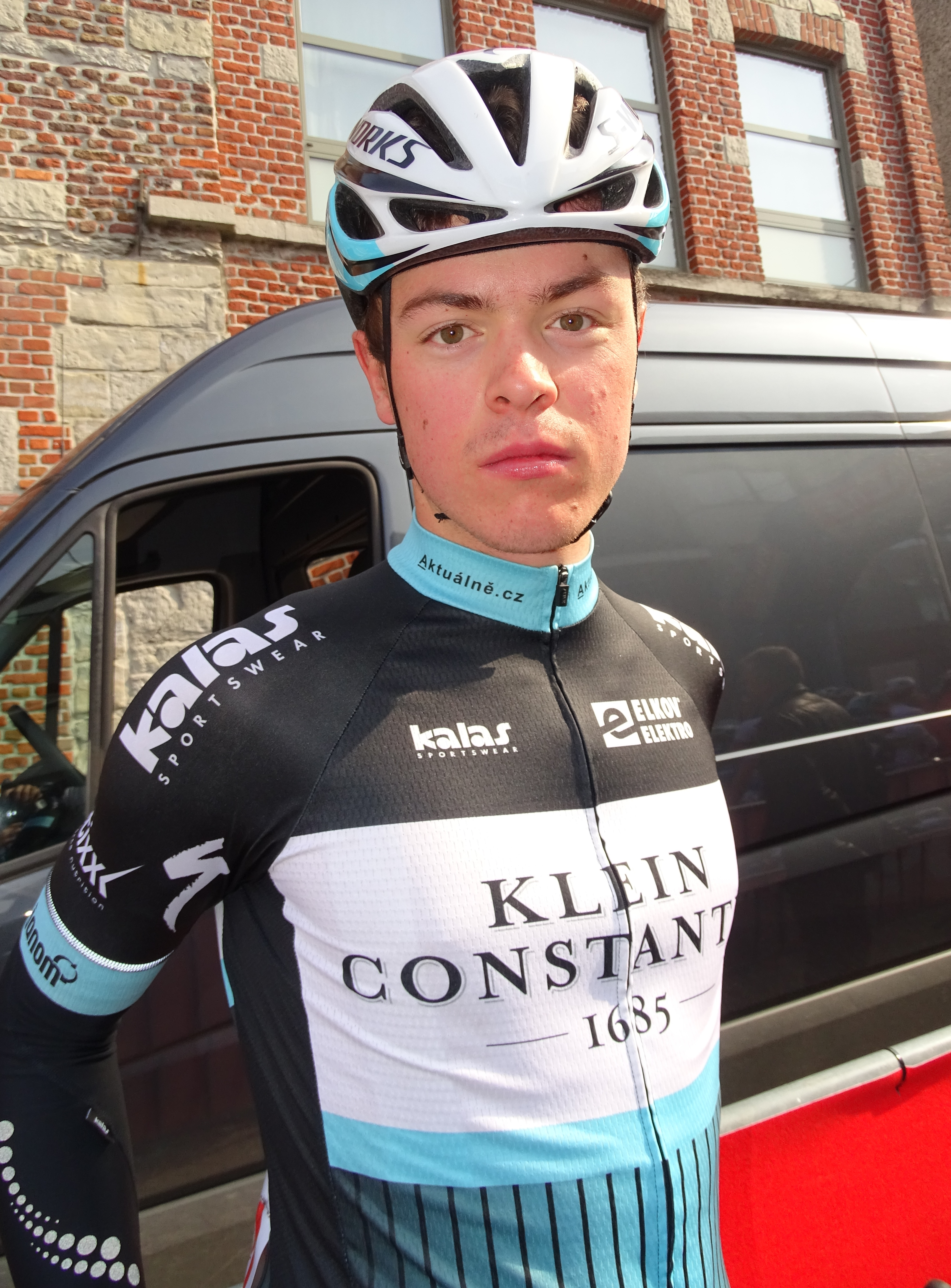
Rémi Cavagna (* 1995)

- Cavagnac, Guy (1934–2022), französischer Produzent, Regisseur und Drehbuchautor
- Cavagnari, Domenico (1876–1966), italienischer Admiral und Staatssekretär
- Cavagnari, Louis (1841–1879), britischer Offizier
- Cavagnaro, Mario (1926–1998), peruanischer Cantautore
- Cavagnis, Felice (1841–1906), katholischer Theologe und Kardinal
- Cavagnoud, Régine (1970–2001), französische Skirennläuferin
- Cavaignac, Eugène (1876–1969), französischer Historiker
- Cavaignac, Godefroy (1853–1905), französischer Politiker
- Cavaignac, Jean-Baptiste (1762–1829), französischer General und Mitglied des Nationalkonvents
- Cavaignac, Louis-Eugène (1802–1857), französischer General und Kriegsminister
- Cavaillé, Jean-Charles (1930–2012), französischer Politiker, Mitglied der Nationalversammlung
- Cavaillé-Coll, Aristide (1811–1899), französischer Orgelbauer der RomantikAristide Cavaillé-Coll (1811–1899)

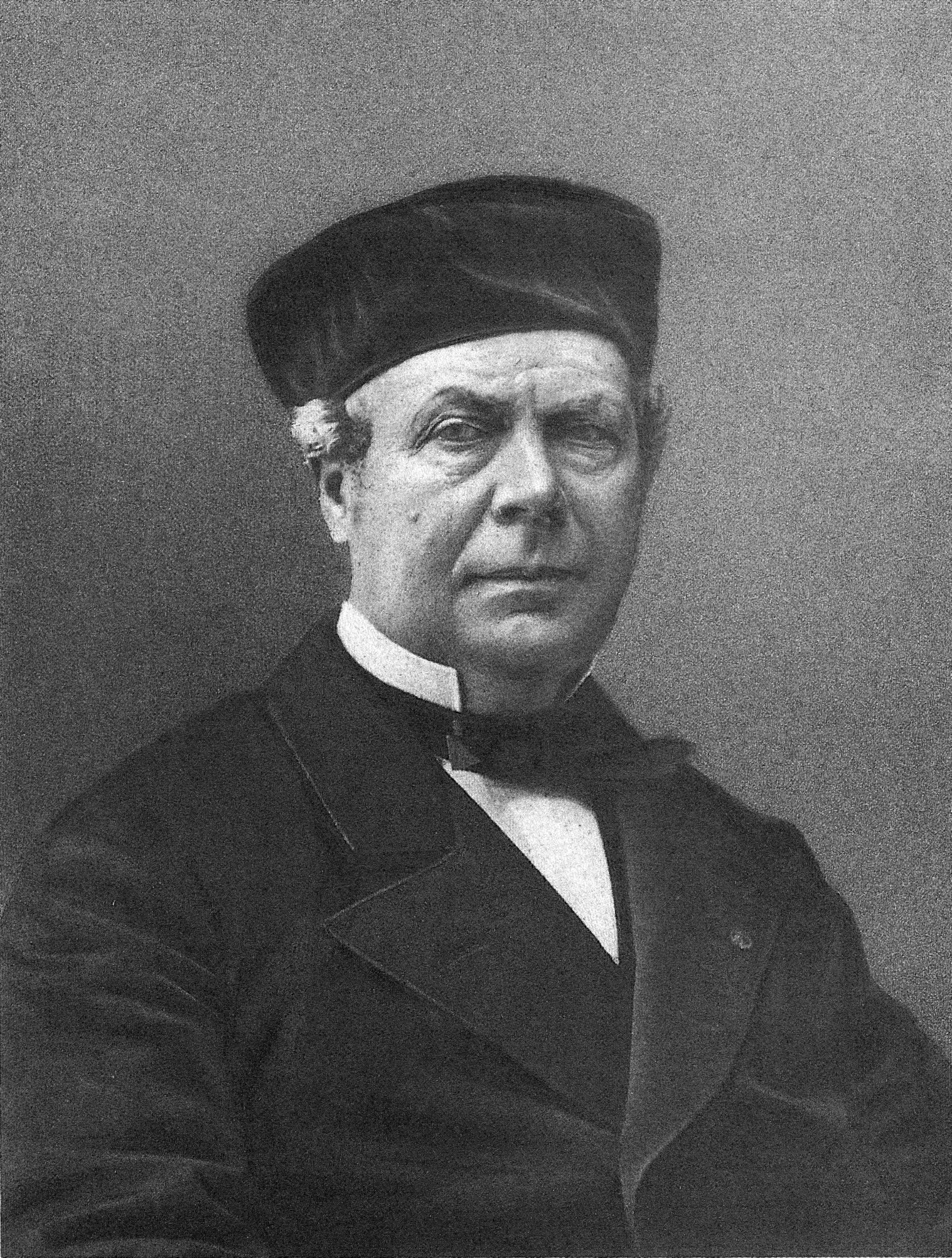
Aristide Cavaillé-Coll (1811–1899)

- Cavaillès, Jean (1903–1944), französischer Philosoph und Résistancekämpfer
- Cavaillès, Jules (1901–1977), französischer Maler der Réalité Poétique
- Cavalari Machry, Andressa (* 1995), brasilianische Fußballspielerin
- Cavalca, Agostino, italienischer Kostümbildner
- Cavalcante Ribeiro, Ricardo (* 1977), brasilianischer Fußballspieler
- Cavalcante, Anthony (1897–1966), US-amerikanischer Politiker
- Cavalcante, Joyce (* 1949), brasilianische Schriftstellerin
- Cavalcante, Luiz (1913–2002), brasilianischer Politiker und Offizier
- Cavalcanti de Albuquerque, José Pessôa (1885–1959), brasilianischer Marschall
- Cavalcanti, Alberto (1897–1982), brasilianischer Filmregisseur und Filmproduzent
- Cavalcanti, Alexandre (* 1996), portugiesischer Handballspieler
- Cavalcanti, Ana Flavia (* 1982), brasilianische Schauspielerin, Drehbuchautorin, Performancekünstlerin und Filmregisseurin
- Cavalcanti, Andressa (* 1996), brasilianische Beachvolleyballspielerin
- Cavalcanti, Claudia (* 1966), italienische Schauspielerin und Fernsehregisseurin
- Cavalcanti, Constâncio Deschamps (1872–1957), brasilianischer Generalmajor
- Cavalcanti, Dado (* 1981), brasilianischer Fußballtrainer
- Cavalcanti, Flávio (1923–1986), brasilianischer Journalist und Fernsehmoderator
- Cavalcanti, Geraldo Holanda (* 1929), brasilianischer Schriftsteller, Übersetzer und Diplomat
- Cavalcanti, Giovanni (* 1381), italienischer Geschichtsschreiber
- Cavalcanti, Guido († 1300), italienischer Dichter
- Cavalcanti, Roberto Andersen (1921–2001), brasilianischer Admiral
- Cavalcaselle, Giovanni Battista (1819–1897), italienischer Zeichner und Maler sowie Kunsthistoriker und Kunstexperte
- Cavaleiro, Deonise (* 1983), brasilianische Handballspielerin
- Cavaleiro, Ivan (* 1993), portugiesischer Fußballspieler
- Cavalera, Igor (* 1970), brasilianischer Schlagzeuger
- Cavalera, Max (* 1969), brasilianischer RockmusikerMax Cavalera (* 1969)

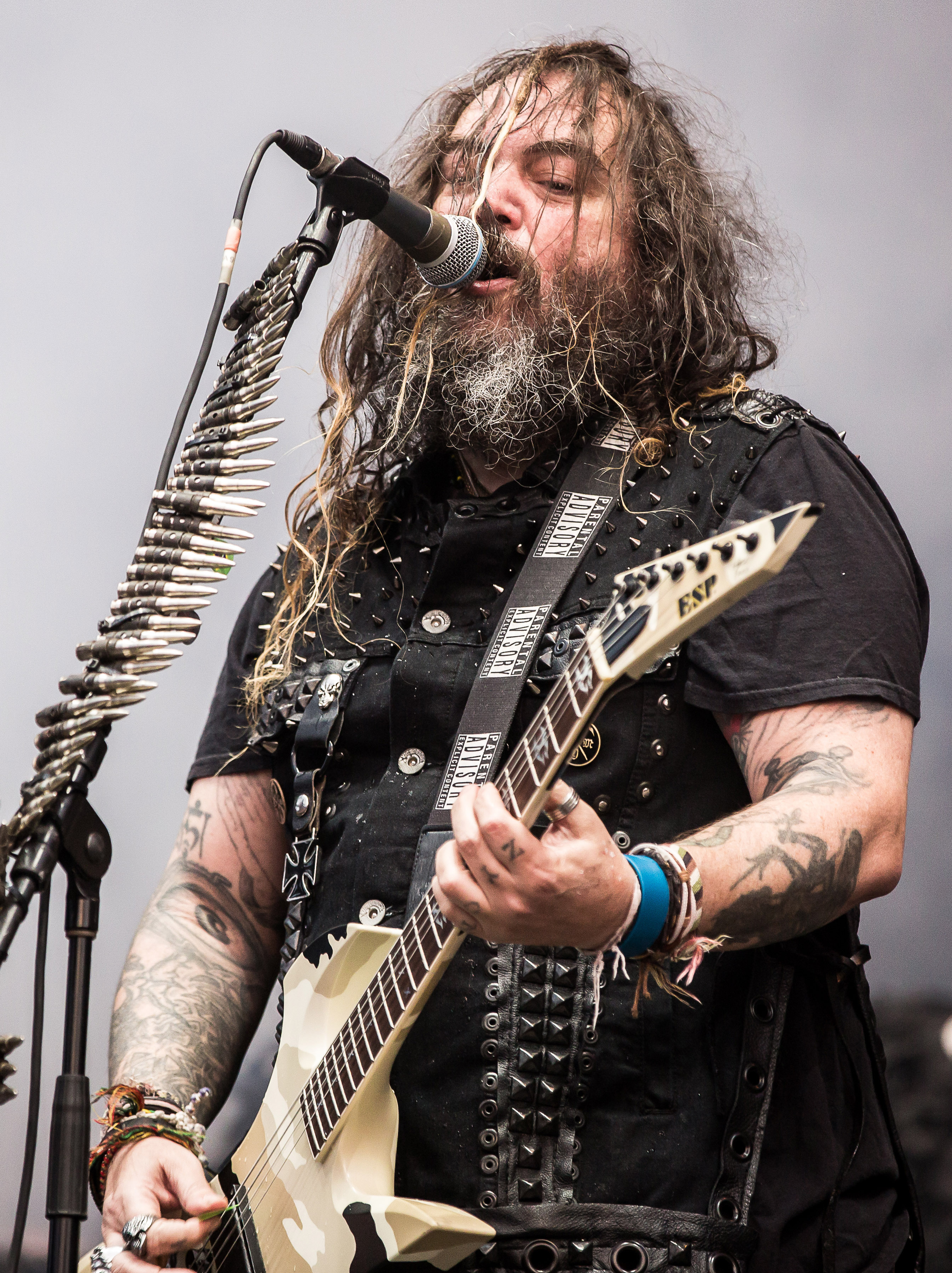
Max Cavalera (* 1969)

- Cavalero, Tony (* 1983), US-amerikanischer Schauspieler
- Cavaletto, Gary, US-amerikanischer Schiedsrichter im American Football
- Cavalheiro, Érica (* 2002), brasilianische Sprinterin
- Cavalheiro, Robert Anderson (* 1983), brasilianischer Fußballspieler
- Cavalho, Rachel (* 1907), kanadische Pianistin und Musikpädagogin
- Cavaliè, Cesare (1835–1907), italienischer Landschaftsmaler der Düsseldorfer Schule
- Cavalier, Alain (* 1931), französischer Drehbuchautor und Regisseur
- Cavalier, Heinz (1901–1982), deutscher Journalist und Pressewart
- Cavalier, Jean (1681–1740), Hauptanführer der Kamisarden im Cevennenkrieg und englischer Gouverneur von Jersey
- Cavalier-Bénézet, Francis (1922–2014), französischer Politiker
- Cavalier-Smith, Thomas (1942–2021), britischer Evolutionsbiologe
- Cavaliere, Alexandre (* 1985), belgischer Jazzmusiker (Geige, Komposition)
- Cavaliere, Gerardo (1941–2023), argentinischer Radrennfahrer
- Cavaliere, Joan Albos (* 1980), andorranischer Skibergsteiger
- Cavaliere, Massimo (* 1962), italienischer Säbelfechter
- Cavalieri, Bonaventura (1598–1647), italienischer Mathematiker und AstronomBonaventura Cavalieri (1598–1647)

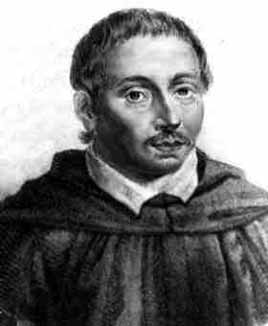
Bonaventura Cavalieri (1598–1647)

- Cavalieri, Caterina (1755–1801), österreichische Opernsängerin (Sopran)
- Cavalieri, Diego (* 1982), brasilianischer Fußballspieler
- Cavalieri, Emilio de’ (1550–1602), italienischer Komponist, Organist, Diplomat, Choreograf und Tänzer
- Cavalieri, Gianni (1908–1955), italienischer Schauspieler
- Cavalieri, Gino (1895–1992), italienischer Schauspieler
- Cavalieri, Giovanni Battista (1525–1601), italienischer Kupferstecher, Radierer und Verleger
- Cavalieri, Joey, US-amerikanischer Comicautor und Verlagsredakteur
- Cavalieri, Lina (1874–1944), italienische OpernsängerinLina Cavalieri (1874–1944)

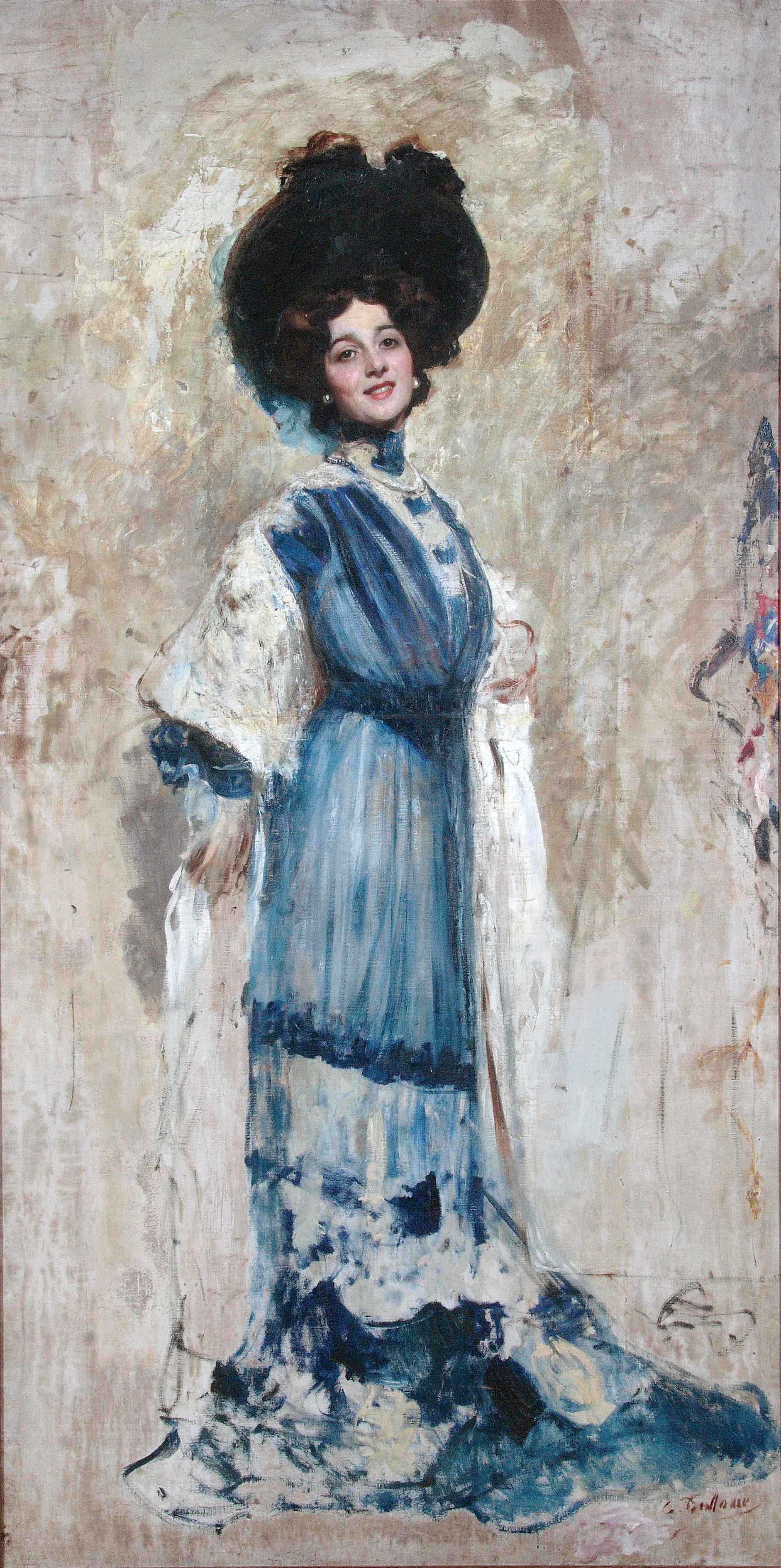
Lina Cavalieri (1874–1944)

- Cavalieri, Paola (* 1950), italienische Philosophin
- Cavalieri, Prospero (1768–1833), italienischer Geistlicher, theologischer Schriftsteller, Bibliothekar und Abt
- Cavalieri, Samuele (* 1997), italienischer Motorradrennfahrer
- Cavalieri, Tommaso de’ († 1587), italienischer Zeichner und Kunstsammler
- Cavalla, Carlo (1919–1999), italienischer Geistlicher, Bischof von Casale Monferrato
- Cavalla, Mario (1902–1962), italienischer Skispringer
- Cavallanti, Daniele (* 1952), italienischer Jazz-Saxophonist
- Cavallar von Grabensprung, Ferdinand (1886–1952), österreichisch-böhmischer Offizier und Flugpionier
- Cavallar von Grabensprung, Ferdinand I (1805–1881), österreichischer Offizier
- Cavallar von Grabensprung, Friedrich Wilhelm (1904–1989), österreichischer Ingenieur und Kraftfahrzeugsachverständiger
- Cavallar von Grabensprung, Marie-Luise (1889–1977), österreichische Schriftstellerin und Rezitatorin
- Cavallar von Grabensprung, Wilhelm (1889–1957), österreichischer Offizier
- Cavallar, Anton von († 1831), altösterreichischer Diplomat und Hofbeamter
- Cavallar, Georg (* 1962), österreichischer Historiker
- Cavallar, Joseph von (1739–1812), österreichischer Offizier
- Cavallar, Julius von (1845–1906), altösterreichischer Offizier
- Cavallar, Valentina (* 2001), österreichische Spitzensportlerin
- Cavallar, Veronica (* 1983), italienische Skilangläuferin
- Cavallari, Aristide (1849–1914), italienischer Geistlicher und Patriarch von Venedig
- Cavallari, Francesco Saverio (1809–1896), italienischer Architekt, Maler und Archäologe auf Sizilien
- Cavallari, Kristin (* 1987), US-amerikanische Schauspielerin und ModelKristin Cavallari (* 1987)

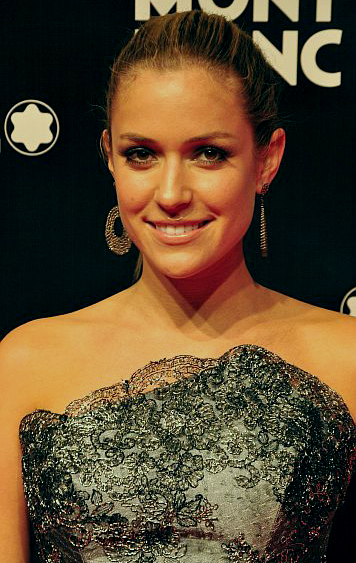
Kristin Cavallari (* 1987)

- Cavallari, Mario (1878–1960), italienischer Anwalt, Politiker und Antifaschist
- Cavallari, Simona (* 1971), italienische Schauspielerin
- Cavallaro, Carmen (1913–1989), US-amerikanischer Pianist, Bandleader und Filmschauspieler
- Cavallaro, Enrico (1858–1895), italienischer Maler
- Cavallaro, Salvatore (* 1995), italienischer Boxer
- Cavalle-Reimers, Yvonne (* 1992), spanische Tennisspielerin
- Cavalleri, Andrea (* 1969), italienischer Physiker und Direktor am Max-Planck-Institut für Struktur und Dynamik der Materie
- Cavalleri, Fernando (1949–2017), argentinisch-chilenischer Fußballspieler
- Cavalleri, Filipa (* 1973), portugiesische Judoka
- Cavallero, José Maria (1899–1963), uruguayischer Geistlicher, Bischof von Minas
- Cavallero, Martina (* 1990), argentinische Hockeyspielerin
- Cavallero, Pablo (* 1974), argentinischer Fußballspieler
- Cavallero, Ugo (1880–1943), italienischer Feldmarschall
- Cavalletti, Alessandro, italienischer Filmschaffender
- Cavalli, Aldo (* 1946), italienischer Geistlicher, römisch-katholischer Erzbischof und Diplomat des Heiligen Stuhls
- Cavalli, Eva (* 1959), österreichische Modedesignerin und ehemalige Schönheitskönigin
- Cavalli, Francesco (1602–1676), italienischer Komponist und OrganistFrancesco Cavalli (1602–1676)

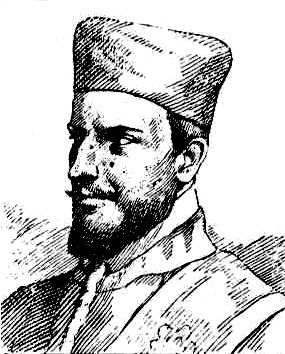
Francesco Cavalli (1602–1676)

- Cavalli, Franco (* 1942), Schweizer Onkologe und Politiker (PSA, SP, Forum Alternativo)
- Cavalli, Gianluca (* 1978), italienischer Radrennfahrer
- Cavalli, Giovanni (1808–1879), italienischer Generalleutnant
- Cavalli, Ludovica (* 2000), italienische Mittelstreckenläuferin
- Cavalli, Marta (* 1998), italienische Radsportlerin
- Cavalli, Massimo (1930–2017), Schweizer Maler, Zeichner und Kupferstecher
- Cavalli, Olimpia (1930–2012), italienische Schauspielerin
- Cavalli, Patrizia (1947–2022), italienische Dichterin, Autorin und Übersetzerin
- Cavalli, Pierre (1928–1985), Schweizer Jazzmusiker
- Cavalli, Rachael (* 1984), US-amerikanische Pornodarstellerin
- Cavalli, Roberto (1940–2024), italienischer ModedesignerRoberto Cavalli (1940–2024)

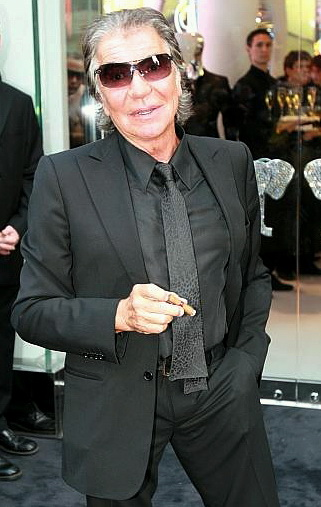
Roberto Cavalli (1940–2024)

- Cavalli, Valeria (* 1959), italienische Schauspielerin
- Cavalli-Sforza, Luigi Luca (1922–2018), italienischer Biologe, Genetiker
- Cavallie, James (* 1933), schwedischer Historiker
- Cavallin, Lars (1940–2017), schwedischer Geistlicher und römisch-katholischer Theologe; Großprior des Ritterordens vom Heiligen Grab zu Jerusalem
- Cavallina, Paolo (1916–1986), italienischer Journalist und Filmregisseur
- Cavallini, Alex (* 1992), US-amerikanische Eishockeytorhüterin
- Cavallini, Ernesto (1807–1874), italienischer Klarinettist und Komponist
- Cavallini, Eugenio (1806–1881), italienischer Geiger, Bratschist, Dirigent und Komponist
- Cavallini, Gino (* 1962), italo-kanadischer Eishockeyspieler
- Cavallini, Lucas (* 1992), kanadischer Fußballspieler
- Cavallini, Paul (* 1965), kanadischer Eishockeyspieler
- Cavallini, Pietro, italienischer Maler
- Cavallino, Bernardo († 1656), italienischer Barockmaler
- Cavallo, Daniela (* 1975), deutsch-italienische BetriebswirtinDaniela Cavallo (* 1975)

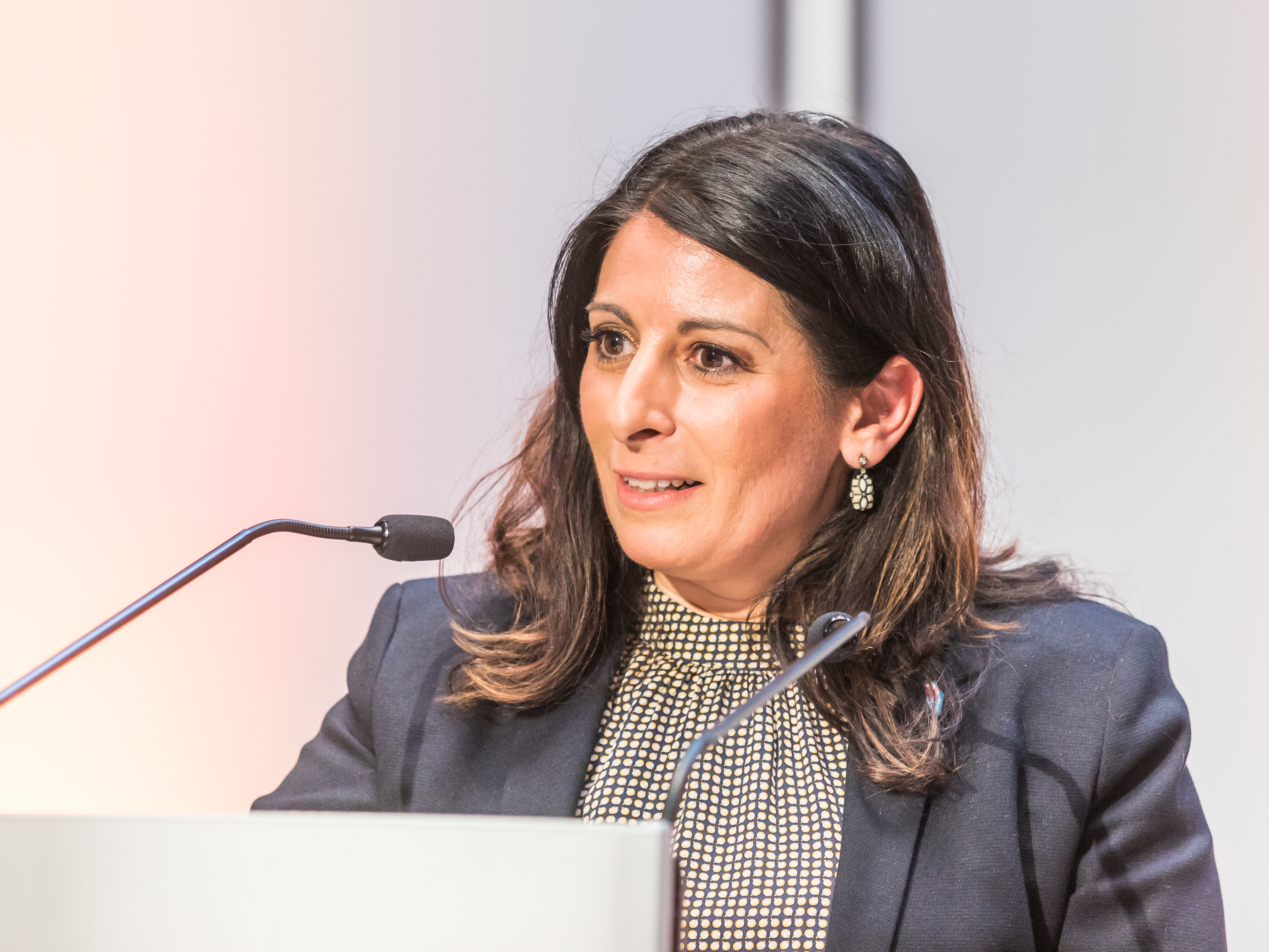
Daniela Cavallo (* 1975)

- Cavallo, Domingo (* 1946), argentinischer Ökonom und Politiker
- Cavallo, Enrica (1921–2007), italienische Pianistin und Musikpädagogin
- Cavallo, Fortunatus (1738–1801), deutscher Kapellmeister und Komponist
- Cavallo, Franco (1932–2022), italienischer Segler
- Cavallo, Guglielmo (* 1938), italienischer Paläograph
- Cavallo, Johann Nepomuk (1840–1917), deutscher Komponist, Organist, Pianist, Chorleiter und Gesanglehrer
- Cavallo, Josh (* 1999), australisch-italienischer FußballspielerJosh Cavallo (* 1999)

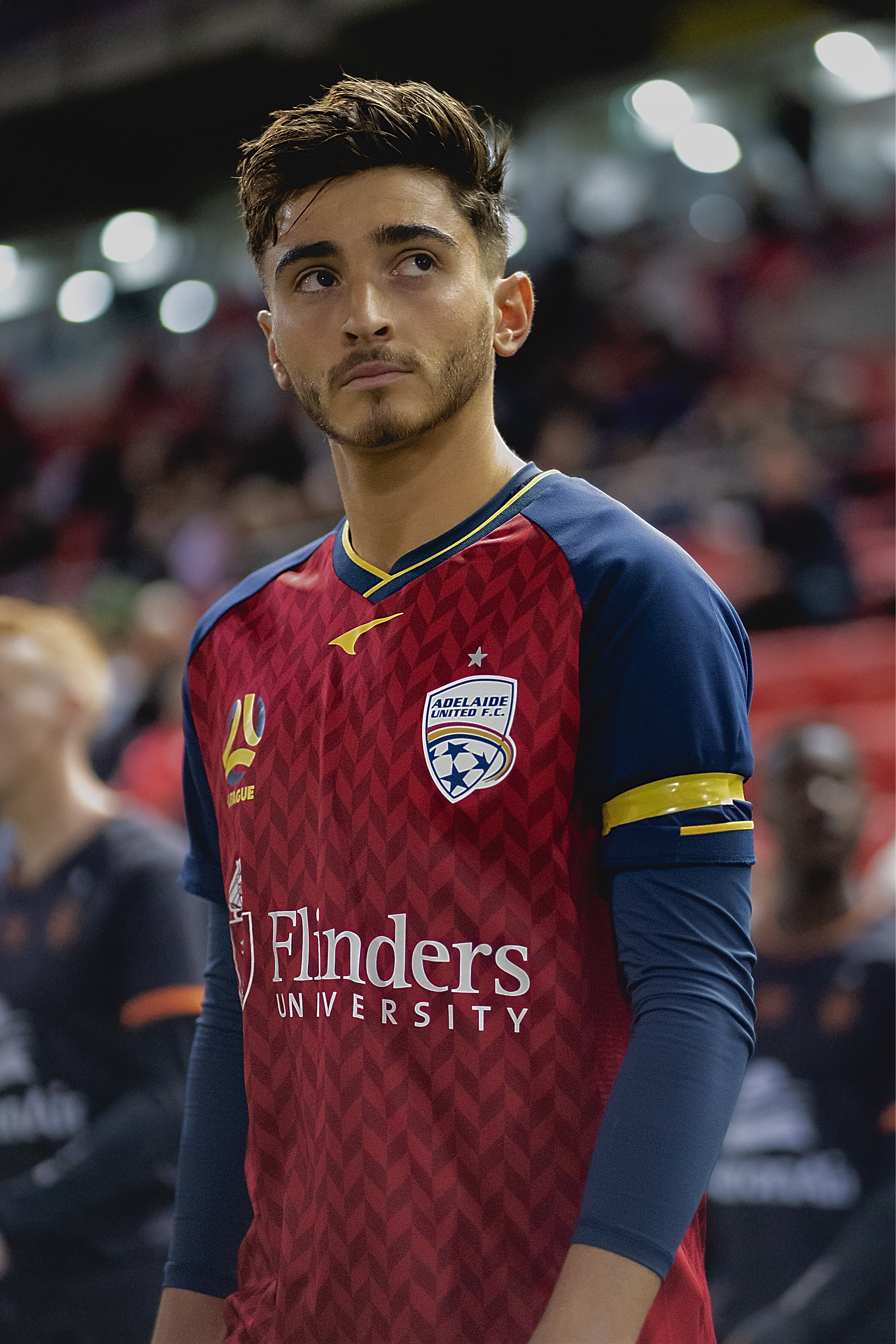
Josh Cavallo (* 1999)

- Cavallo, Juan Manuel (* 1981), argentinischer Fußballspieler
- Cavallo, Miguel Ángel (* 1951), argentinischer Leutnant
- Cavallo, Tiberius (1749–1809), italienischer Physiker und Naturphilosoph
- Cavallo, Victor (1947–2000), italienischer Schauspieler
- Cavallo, Wenzeslaus (1780–1861), deutscher Kirchenmusiker und Komponist
- Cavallone, Alberto (1938–1997), italienischer Filmregisseur und Drehbuchautor
- Cavallotti, Felice (1842–1898), italienischer Politiker, Journalist, Schriftsteller und Übersetzer
- Cavallotto, Giuseppe (1940–2025), italienischer römisch-katholischer Geistlicher, Bischof von Cuneo und Fossano
- Cavalo, Roberto (* 1963), brasilianischer Fußballspieler und -trainer
- Cavan, Allan (1880–1941), US-amerikanischer Schauspieler
- Cavan, Ruth Shonle (1896–1993), US-amerikanische Soziologin und Kriminologin
- Cavanagh, John (1933–2016), britischer Radrennfahrer
- Cavanagh, Megan (* 1960), US-amerikanische Schauspielerin und Synchronsprecherin
- Cavanagh, Paul (1888–1964), englischer Schauspieler
- Cavanagh, Roberto (1914–2002), argentinischer Polospieler
- Cavanagh, Steve (* 1976), irischer Rechtsanwalt und Autor
- Cavanagh, Thomas (* 1963), kanadischer SchauspielerThomas Cavanagh (* 1963)

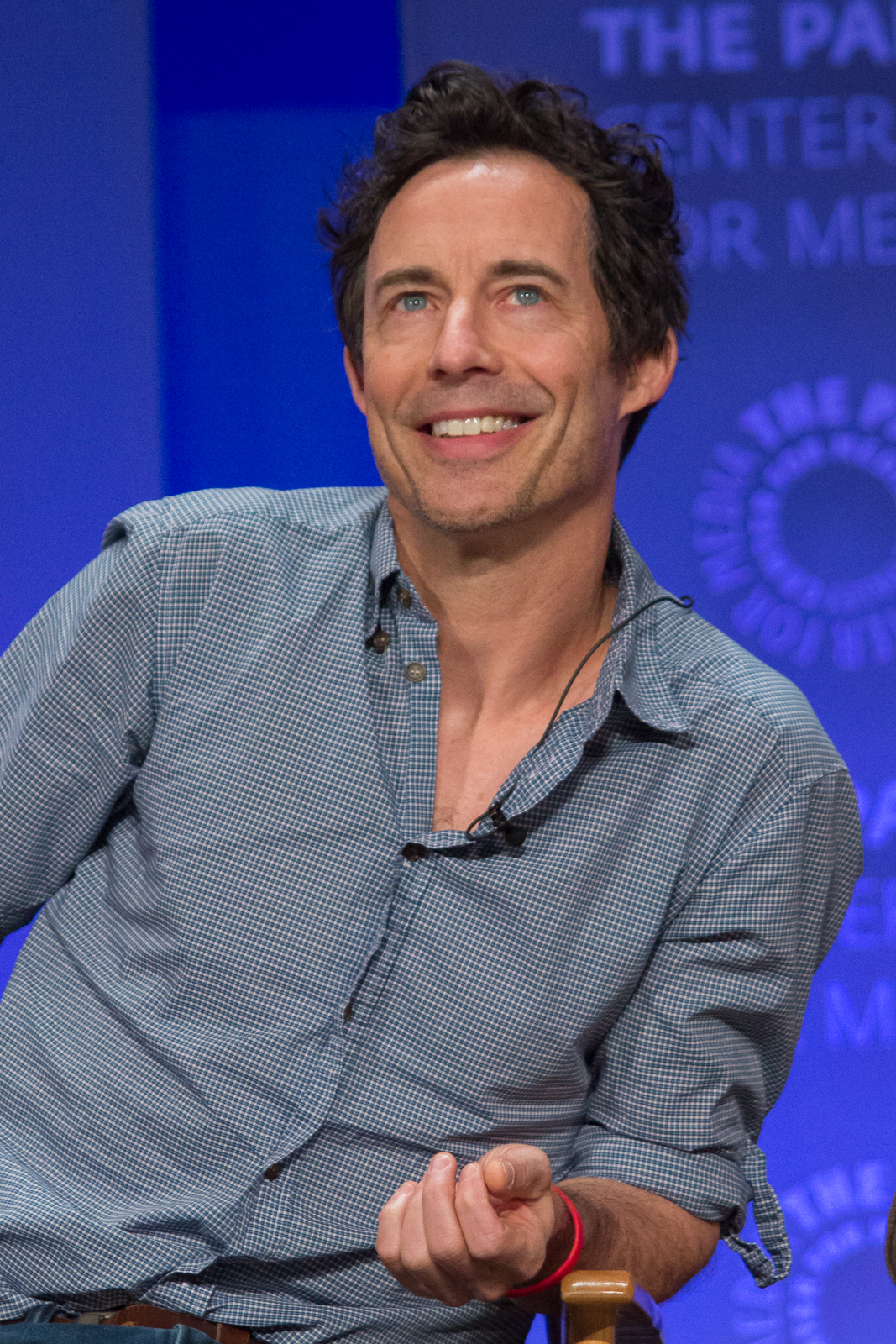
Thomas Cavanagh (* 1963)

- Cavanagh, Tom (1982–2011), US-amerikanischer Eishockeyspieler
- Cavanaugh, Christine (1963–2014), US-amerikanische Schauspielerin und Synchronsprecherin
- Cavanaugh, Christopher (* 1962), US-amerikanischer Schwimmer
- Cavanaugh, Dennis Miles (* 1937), amerikanischer Eisenbahnmanager
- Cavanaugh, Hobart (1886–1950), US-amerikanischer Schauspieler
- Cavanaugh, James M. (1823–1879), US-amerikanischer Politiker
- Cavanaugh, John Joseph (* 1945), US-amerikanischer Politiker
- Cavanaugh, Michael (* 1942), US-amerikanischer Schauspieler
- Cavanaugh, Orlester Watson (1939–2005), US-amerikanischer Schlagzeuger und Sänger
- Cavanaugh, Page (1922–2008), US-amerikanischer Jazz- und Pop-Pianist
- Cavanaugh, Richard (* 1948), US-amerikanischer Rennrodler
- Cavanda, Luis Pedro (* 1991), belgisch-kongolesischer Fußballspieler
- Cavandoli, Osvaldo (1920–2007), italienischer Cartoonist und Ehrenbürger von Mailand
- Cavani, Edinson (* 1987), uruguayischer FußballspielerEdinson Cavani (* 1987)

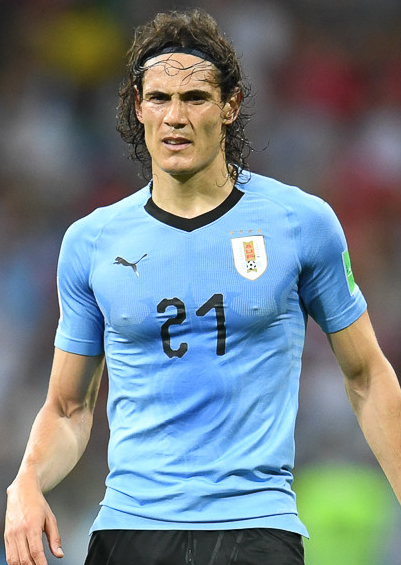
Edinson Cavani (* 1987)

- Cavani, Liliana (* 1933), italienische Filmregisseurin und Drehbuchautorin
- Cavanilles, Antonio José (1745–1804), spanischer Botaniker
- Cavanis, Nicola (* 1998), deutsches Model und Influencerin
- Cavanna, Alejandro (* 1994), uruguayischer Fußballspieler
- Cavanna, François (1923–2014), französischer Journalist und Schriftsteller
- Cavanna, Giuseppe (1905–1976), italienischer Fußballtorhüter und Fußballtrainer
- Cavanna, Luigi (1906–1974), italienischer Motorrad- und Automobilrennfahrer
- Cavanşir, Behbud Xan (1878–1921), aserbaidschanischer Politiker
- Cavanşir, Həmidə (1873–1955), aserbaidschanisch-sowjetische Unternehmerin, Schriftstellerin, Übersetzerin, Philanthropin und Mäzenin
- Cavanşirov, Əfsər (1930–2005), sowjetisch-aserbaidschanischer Komponist, Musikpädagoge und Chorleiter
- Cavaquinho, José (1884–1951), brasilianischer Cavaquinhospieler, Gitarrist, Flötist, Dirigent und Komponist
- Ćavar, Davor (* 1995), kroatischer Handballspieler
- Ćavar, Marijan (* 1998), bosnischer Fußballspieler
- Ćavar, Patrik (* 1971), kroatischer Handballspieler
- Cavara, Paolo (1926–1982), italienischer Filmregisseur und Drehbuchautor
- Cavarai, Gian Paolo (* 1939), italienischer Diplomat
- Cavard, Christophe (* 1970), französischer Politiker, Mitglied der Nationalversammlung
- Cavaré, Dimitri (* 1995), französischer Fußballspieler
- Cavarero, Adriana (* 1947), italienische Philosophin, Feministin und Hochschullehrerin
- Cavaricci, Nestore (1924–1991), US-amerikanisch-italienischer Schauspieler
- Cavarinus, König der Senonen
- Cavarius Priscus, Gaius, römischer Offizier (Kaiserzeit)
- Cavarnos, Constantine (1918–2011), US-amerikanischer Philosoph, Byzantinist und orthodoxer Mönch
- Cavarozzi, Bartolomeo (1590–1625), Maler im Frühbarock in Italien und Spanien
- Čavars, Agnis (* 1986), lettischer Basketballspieler
- Cavasos Barnard, Juana Josefina (1824–1906), mexikanisch-amerikanische Pionierien, Gefangene der Comanchen und Sklavenhalterin
- Cavassa, Gabrielle (* 1994), amerikanische Jazzmusikerin (Gesang, Komposition)
- Cavaterra, Fernando (* 1949), portugiesischer Marineangehöriger
- Cavati, João Batista (1892–1987), brasilianischer Ordensgeistlicher, römisch-katholischer Bischof von Caratinga
- Cavatore, Alessio (* 1978), italienisch-englischer Spieleentwickler
- Cavatore, Cédric (* 1990), deutsch-französischer Schauspieler
- Cavayé, Fred (* 1967), französischer Regisseur und Drehbuchautor
- Cavazo, Carlos (* 1957), US-amerikanischer Musiker und Gitarrist
- Cavazos Arizpe, Jorge Alberto (* 1962), mexikanischer Geistlicher, römisch-katholischer Erzbischof von San Luis Potosí
- Cavazos Pérez, Heriberto (* 1948), mexikanischer römisch-katholischer Geistlicher, emeritierter Weihbischof in Monterrey
- Cavazos, Lauro (1927–2022), US-amerikanischer Politiker, Hochschullehrer und Bildungsminister
- Cavazos, Richard E. (1929–2017), US-amerikanischer Offizier, Generalleutnant der US-Army
- Cavazza, Boris (* 1939), slowenischer Schauspieler und Theaterregisseur
- Cavazza, Sandro (* 1992), schwedischer Popsänger und Songwriter
- Cavazzano, Giorgio (* 1947), italienischer Comic-Zeichner
- Cavazzini, Anna (* 1982), deutsche Politikerin (Bündnis 90/Die Grünen), MdEPAnna Cavazzini (* 1982)

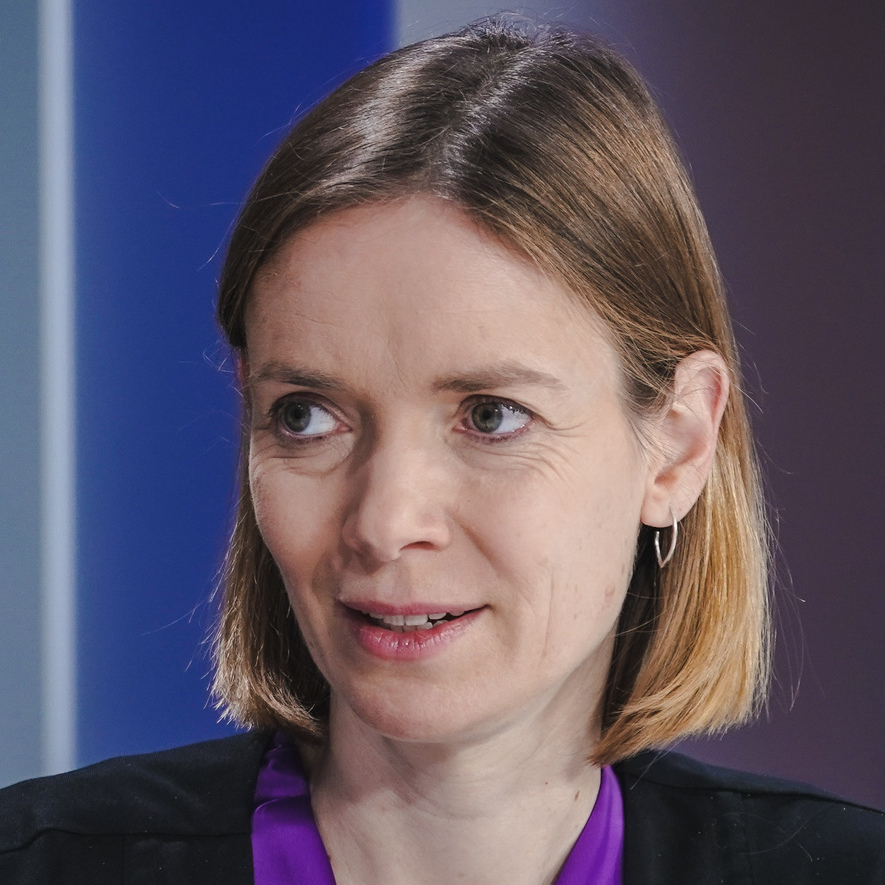
Anna Cavazzini (* 1982)

- Cavazzoni, Ermanno (* 1947), italienischer Schriftsteller, Übersetzer, Hörspiel- und Drehbuchautor
- Cavazzoni, Girolamo, italienischer Organist und Komponist
- Cavazzoni, Marco Antonio (1480–1559), italienischer Komponist und Organist
- Cavazzuti, Cinzia (* 1973), italienische Judoka

#### Cavd
- Çavdar, Tolga (* 1984), türkischer Fußballspieler
- Çavdarbasha, Agim (1944–1999), kosovo-albanischer Bildhauer

#### Cave
- Cave, Arthur (1883–1948), irischer Badmintonspieler
- Cave, Caroline (* 1974), kanadische Schauspielerin
- Cave, Colby (1994–2020), kanadischer Eishockeyspieler
- Cave, Des, irischer Schauspieler in Theater, Film und Fernsehen
- Cave, Earl (* 2000), britischer Schauspieler
- Cave, Edward (1691–1754), britischer Drucker, Redaktor und Verleger
- Cave, George, 1. Viscount Cave (1856–1928), britischer Anwalt und Politiker, Mitglied des House of Commons
- Cave, Jessie (* 1987), britische Schauspielerin
- Cavé, Jules-Cyrille (1859–1949), französischer Maler
- Cave, Leanda (* 1978), britische Triathletin
- Cave, Nick (* 1957), australischer Musiker, Texter, Dichter, Schriftsteller, Schauspieler und DrehbuchautorNick Cave (* 1957)

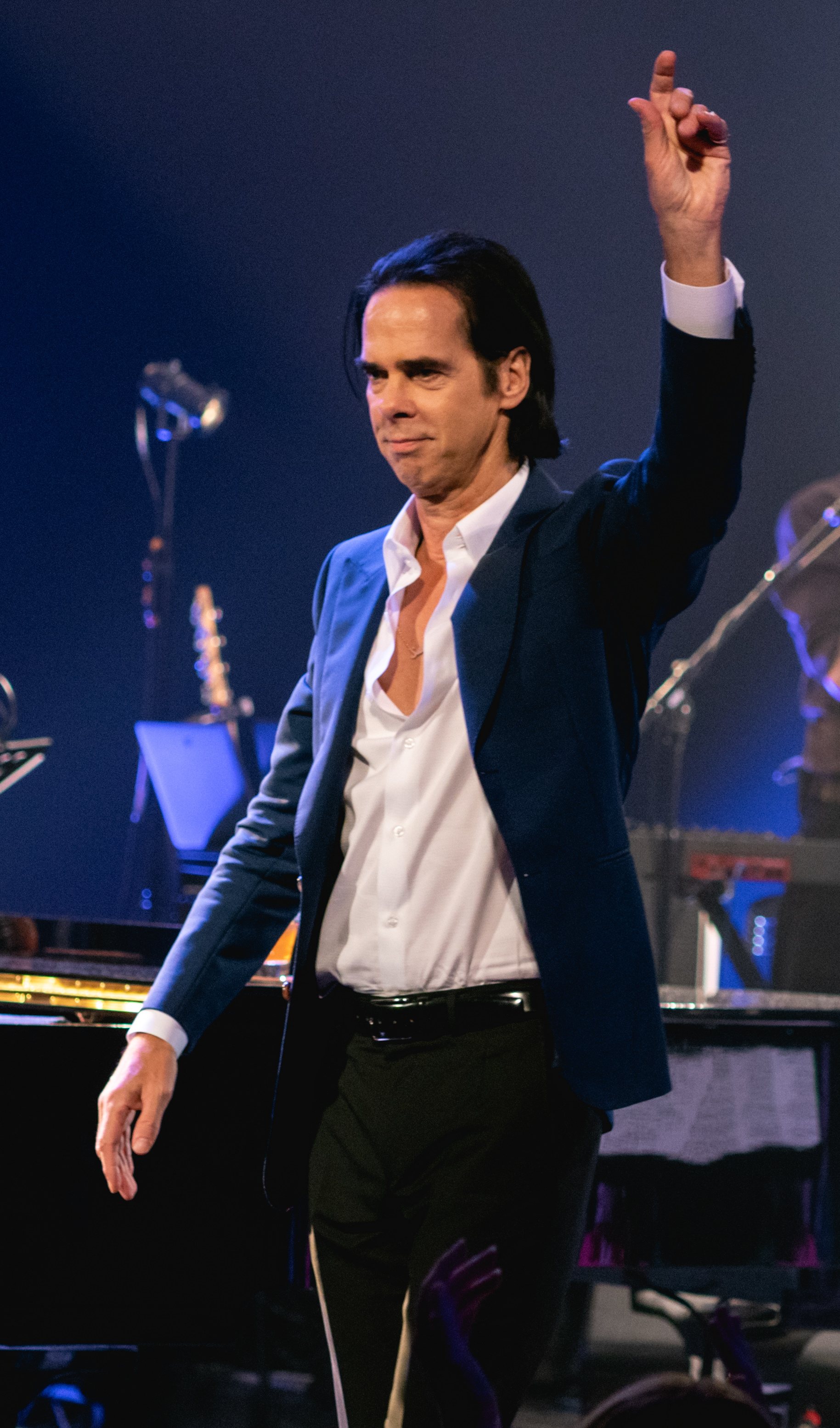
Nick Cave (* 1957)

- Cavé, Olivier (* 1977), Schweizer Pianist
- Cave, Pierre de la (1605–1679), kurbrandenburgischer Generalmajor, Gouverneur der Festung Pillau, geheimer Kriegsrat und Kämmerer
- Cave, Terence (* 1938), britischer Literaturwissenschaftler und Romanist
- Cave, Thomas H. (1870–1958), US-amerikanischer Politiker und Treasurer von Vermont
- Cave, Wilhelm de la (1650–1731), kurbrandenburgischer Generalmajor und Chef eines Infanterieregiments
- Cave-Browne-Cave, Beatrice (1874–1947), englische Mathematikerin und Ingenieurin
- Cave-Browne-Cave, Frances (1876–1965), britische Mathematikerin und Hochschullehrerin
- Cavecche, Carolyn V. (* 1960), US-amerikanische Bürgermeisterin von Orange, Kalifornien
- Cavedon, Giorgio (1930–2001), italienischer Drehbuchautor und Filmregisseur
- Cavedone, Giacomo (1577–1660), italienischer Maler
- Cavedoni, Celestino (1795–1865), italienischer Geistlicher, Archäologe und Numismatiker
- Cavefors, Bo (1935–2018), schwedischer Verleger, Schriftsteller und Künstler
- Cavegn, Franco (* 1971), Schweizer Skirennfahrer
- Cavegn, Sandro (* 1984), Schweizer Model, Mister Schweiz 2012 und Fernsehdarsteller
- Cavela, Felismina (* 1992), angolanische Leichtathletin
- Cavelier, Pierre-Jules (1814–1894), französischer Bildhauer
- Cavelius, Timo (* 1996), deutscher Judoka
- Cavell, Edith (1865–1915), britische Patriotin und KrankenschwesterEdith Cavell (1865–1915)

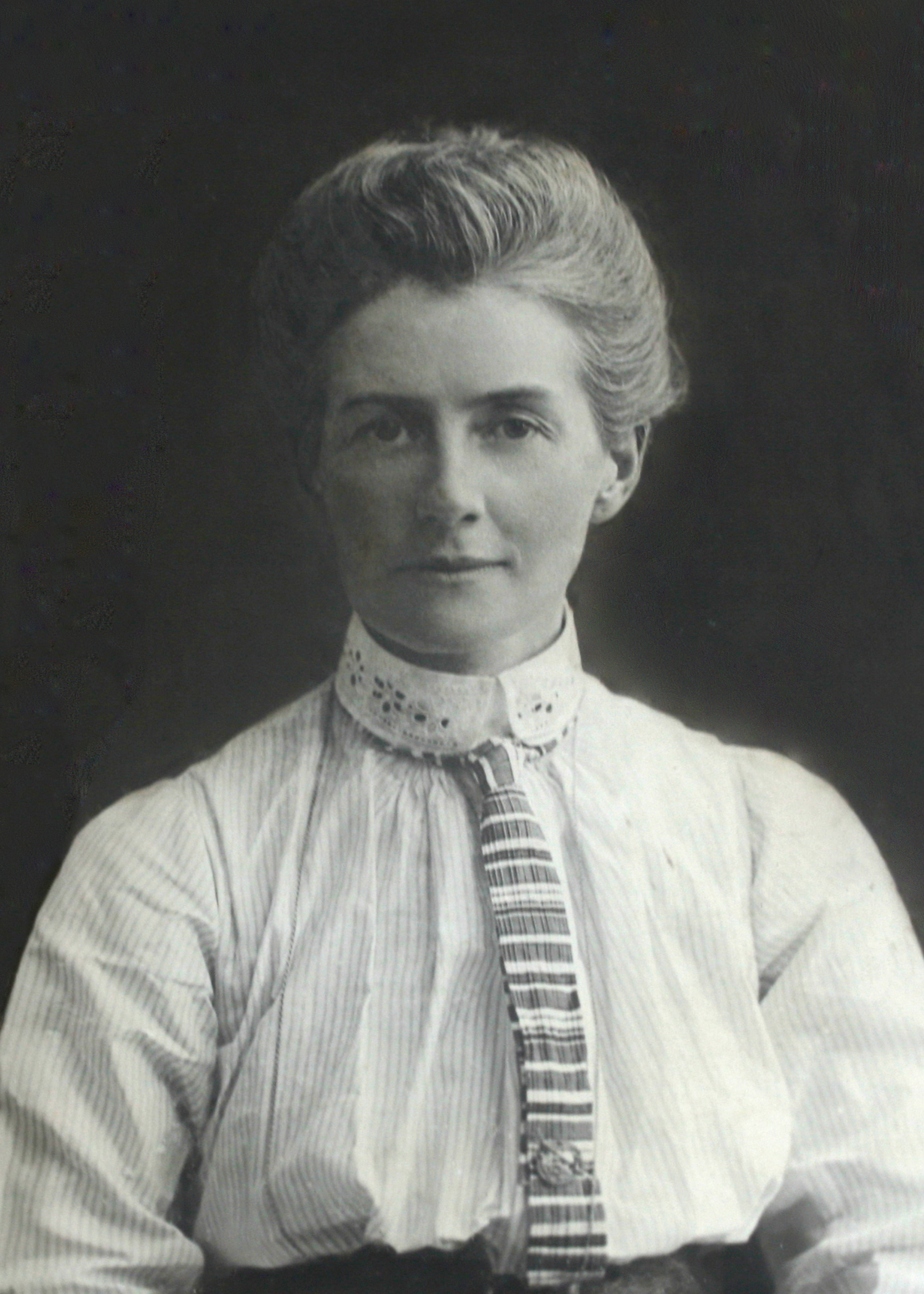
Edith Cavell (1865–1915)

- Cavell, Stanley (1926–2018), US-amerikanischer Philosoph
- Cavelti Häller, Franziska (* 1964), Schweizer Politikerin (glp) und Kantonsrätin
- Cavelti, Elsa (1907–2001), Schweizer Sängerin (Alt, Mezzosopran) und Gesangspädagogin
- Cavelti, Sandro (* 1990), Schweizer Unihockeyspieler
- Cavelti, Ulrich (1947–2018), Schweizer Jurist
- Cavelty, Gieri (* 1976), Schweizer Journalist
- Cavelty, Gion Mathias (* 1974), Schweizer Schriftsteller und Dramatiker
- Cavelty, Luregn Mathias (* 1935), Schweizer Politiker (CVP)
- Caven, Ingrid (* 1938), deutsche Chanson-Sängerin und Schauspielerin
- Caven, Jamie (* 1976), englischer Dartspieler
- Cavenaghi, Fernando (* 1983), argentinischer Fußballspieler
- Cavenaghi, Luigi (1844–1918), italienischer Maler und Restaurator
- Cavendish, Alfred (1859–1943), britischer Brigadegeneral
- Cavendish, Andrew, 11. Duke of Devonshire (1920–2004), britischer Politiker
- Cavendish, Charles (1595–1654), britischer Mathematiker, Politiker und Patron der Wissenschaft
- Cavendish, Charlotte, Marchioness of Hartington (1731–1754), britische Adlige
- Cavendish, Deborah, Duchess of Devonshire (1920–2014), britische Adlige, Unternehmerin und Autorin
- Cavendish, Evelyn, Duchess of Devonshire (1870–1960), britische Adlige und Hofdame der Queen Mary
- Cavendish, Frederick (1836–1882), britischer liberaler Politiker, Mitglied des House of Commons
- Cavendish, Georgiana, Duchess of Devonshire (1757–1806), britische Adlige und Schriftstellerin
- Cavendish, Henry (1673–1700), englischer Adliger und Politiker
- Cavendish, Henry (1731–1810), britischer Naturphilosoph
- Cavendish, Hugh, Baron Cavendish of Furness (* 1941), britischer Politiker
- Cavendish, Kathleen (1920–1948), US-amerikanische Schwester von John F. Kennedy
- Cavendish, Lucy (1841–1925), britische Salonnière und Frauenbildungsaktivistin
- Cavendish, Margaret, Duchess of Newcastle (1623–1673), englische Adelige und Schriftstellerin
- Cavendish, Mark (* 1985), britischer RadrennfahrerMark Cavendish (* 1985)

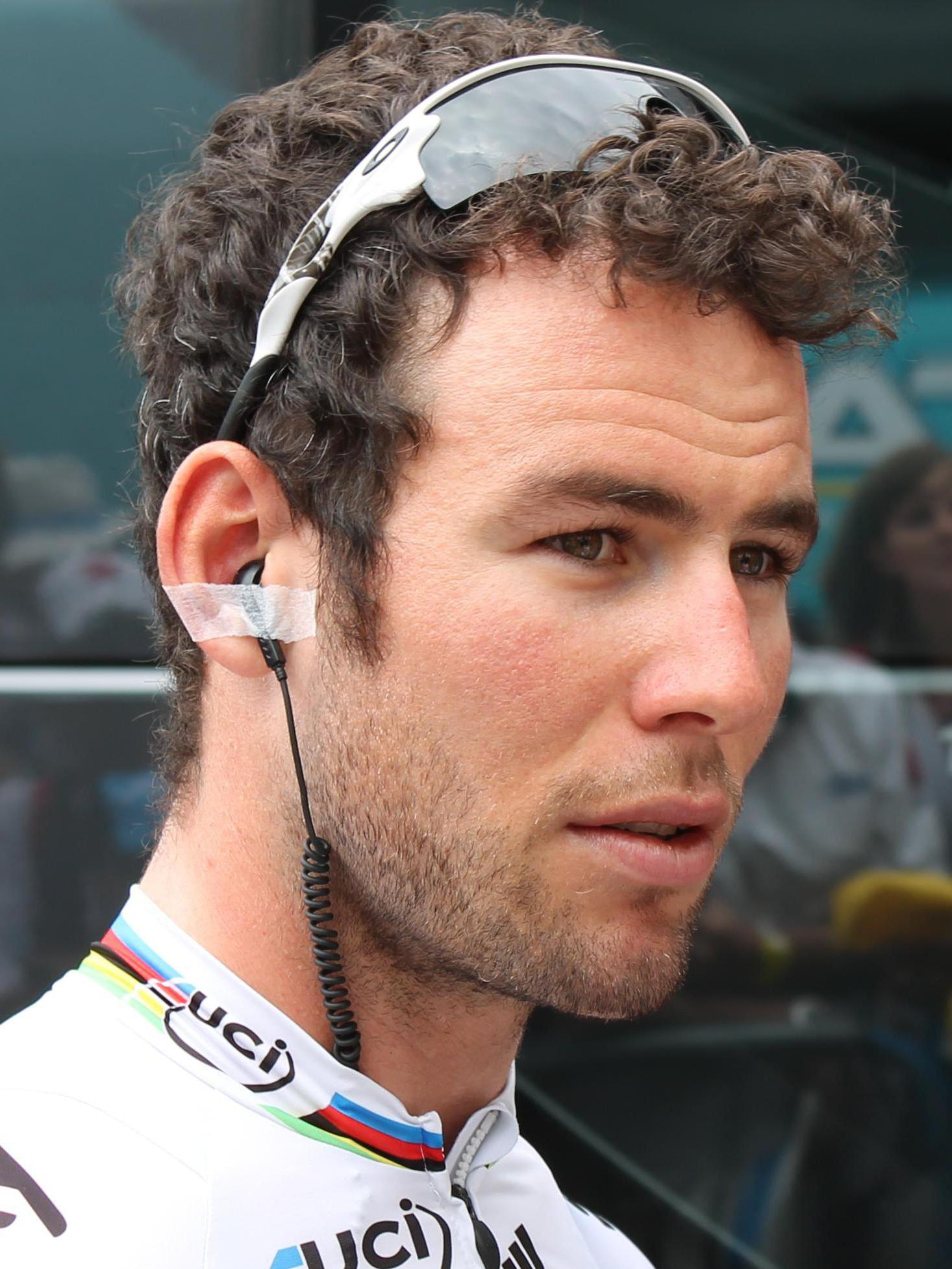
Mark Cavendish (* 1985)

- Cavendish, Mary, Duchess of Devonshire (1895–1988), britische Adlige und Hofdame der Königin Elisabeth II.
- Cavendish, Spencer, 8. Duke of Devonshire (1833–1908), britischer Peer und Politiker
- Cavendish, Thomas (1555–1592), englischer Freibeuter
- Cavendish, Victor, 9. Duke of Devonshire (1868–1938), britischer Politiker, Mitglied des House of Commons
- Cavendish, William, 1. Duke of Devonshire (1640–1707), englischer Peer und Politiker
- Cavendish, William, 1. Duke of Newcastle († 1676), englischer General und Politiker
- Cavendish, William, 2. Duke of Devonshire (1672–1729), britischer Adeliger und Politiker
- Cavendish, William, 3. Duke of Devonshire (1698–1755), britischer Adeliger und Politiker
- Cavendish, William, 4. Duke of Devonshire (1720–1764), britischer Politiker, Premierminister (1756–1757)
- Cavendish, William, 5. Duke of Devonshire (1748–1811), britischer Adliger
- Cavendish, William, 6. Duke of Devonshire (1790–1858), englischer Staatsmann
- Cavendish, William, Marquess of Hartington (1917–1944), britischer Adeliger und Ehemann von Kathleen Kennedy
- Cavendish-Bentinck, Anne (1916–2008), britische Adlige und Großgrundbesitzerin
- Cavendish-Bentinck, Cecilia (1862–1938), britische Aristokratin und Großmutter und Taufpatin der heutigen Königin Elisabeth II.Cecilia Cavendish-Bentinck (1862–1938)

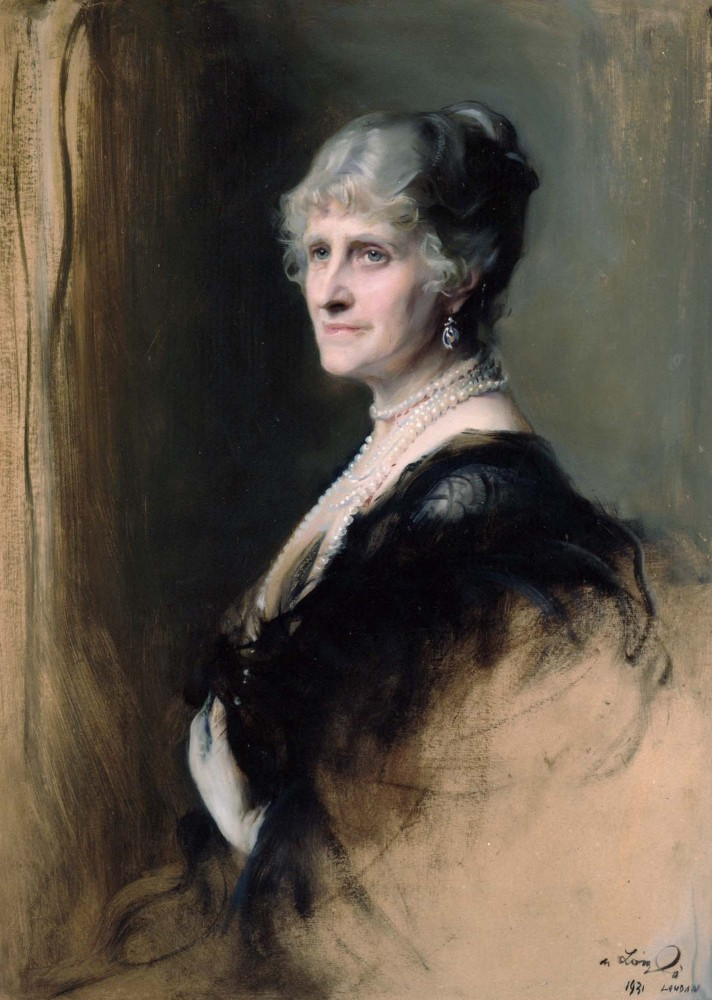
Cecilia Cavendish-Bentinck (1862–1938)

- Cavendish-Bentinck, George (1802–1848), britischer Politiker, Mitglied des House of Commons
- Cavendish-Bentinck, Ruth (1867–1953), britische Aristokratin, Suffragette und Sozialistin
- Cavendish-Bentinck, William (1774–1839), britischer General und Staatsmann
- Cavendish-Bentinck, William, 3. Duke of Portland (1738–1809), britischer Politiker und Premierminister
- Cavendish-Bentinck, William, 7. Duke of Portland (1893–1977), britischer Politiker (Conservative Party), Mitglied des House of Commons
- Cavendish-Bentinck, Winifred, Duchess of Portland (1863–1954), britische Adlige und Hofdame (Mistress of the Robes) der Königinwitwe Alexandra
- Cavendish-Scott-Bentinck, John, 5. Duke of Portland (1800–1879), britischer Peer und Exzentriker
- Cavenee, Webster K. (* 1951), US-amerikanischer Molekulargenetiker und Krebsforscher
- Caveng, Barbara (* 1963), Schweizer Schauspielerin und bildende Künstlerin
- Cavens, Jurgen (* 1978), belgischer Fußballspieler
- Caventou, Joseph Bienaimé (1795–1877), französischer Chemiker und Pharmazeut
- Caveny, Leslie (* 1962), US-amerikanische Film- und Fernseh-Autorin und Produzentin
- Caveri, Nicolo de, genuesischer Kartograph
- Cavero Cazo, Moisés (1885–1972), peruanischer Lehrer, Dramatiker und Dichter
- Cavero León, José Salvador (1912–2006), peruanischer katholischer Geistlicher, Dramatiker und Dichter
- Caverot, Louis-Marie-Joseph-Eusèbe (1806–1887), französischer Bischof und Kardinal
- Cavert, Philipp (* 1974), deutsch-französischer Kulturjournalist
- Caverzaschi, Daniel (* 1993), spanischer Rollstuhltennisspieler
- Caves, Aidan (* 1995), kanadischer Radsportler
- Caves, Alan (* 1966), englischer Dartspieler
- Caves, Carlton M. (* 1950), US-amerikanischer Physiker
- Caves, David (* 1979), britischer Schauspieler
- Caves, Ken (1926–1974), australischer Radrennfahrer
- Cavestany Anduaga, Rafael (1902–1958), spanischer Agronom und Politiker
- Cavestany de Anduaga, Julio (1883–1965), spanischer Kunsthistoriker
- Cavestany, Enrique (* 1943), spanischer Maler, Zeichner, Autor und Journalist
- Cavet, Benjamin (* 1994), französischer Freestyle-Skisportler
- Cavetown (* 1998), britischer Musiker und Songwriter
- Cavett, Dick (* 1936), US-amerikanischer Talkshow-ModeratorDick Cavett (* 1936)

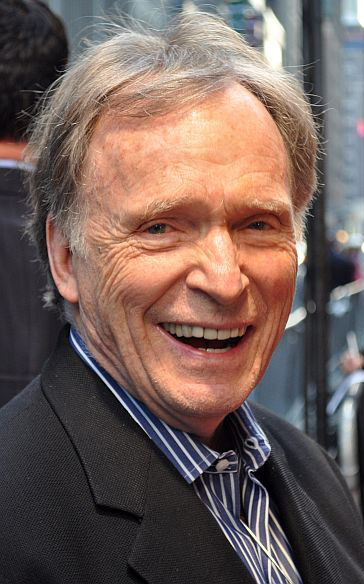
Dick Cavett (* 1936)

- Cavett, Frank (1905–1973), US-amerikanischer Drehbuchautor
- Cavett, Julian, US-amerikanischer Schauspieler und Filmschaffender
- Cavezza, Carmen J. (* 1937), US-amerikanischer Offizier, Generalleutnant der US-Army

#### Cavi
- Čavić, Dragan (* 1958), bosnisch-serbischer Politiker in der Republika Srpska (Bosnien-Herzegowina)
- Čavić, Milorad (* 1984), serbischer Schwimmer
- Cavicchi, Franco (1928–2018), italienischer Boxer
- Cavicchia, Peter Angelo (1879–1967), US-amerikanischer Politiker
- Cavicchioni, Beniamino (1836–1911), italienischer katholischer Geistlicher und Kardinal
- Cavid Bey (1875–1926), osmanischer Ökonom, Zeitungsverleger und Politiker der zweiten Verfassungsära
- Cavid, Hüseyn (1882–1941), aserbaidschanischer Pädagoge, Schriftsteller und Dramaturg
- Caviedes Medina, Miguel (* 1930), chilenischer Geistlicher und emeritierter römisch-katholischer Bischof von Los Ángeles
- Caviezel, Claudia (* 1977), Schweizer Textildesignerin
- Caviezel, Dario (* 1995), Schweizer Snowboarder
- Caviezel, Flavia (* 1964), Schweizer Ethnologin, Videastin und Hochschullehrerin
- Caviezel, Flurin (* 1956), Schweizer Musiker (Graubünden), Kabarettist und Entertainer
- Caviezel, Gino (* 1992), Schweizer Skirennfahrer
- Caviezel, James (* 1968), US-amerikanischer SchauspielerJames Caviezel (* 1968)

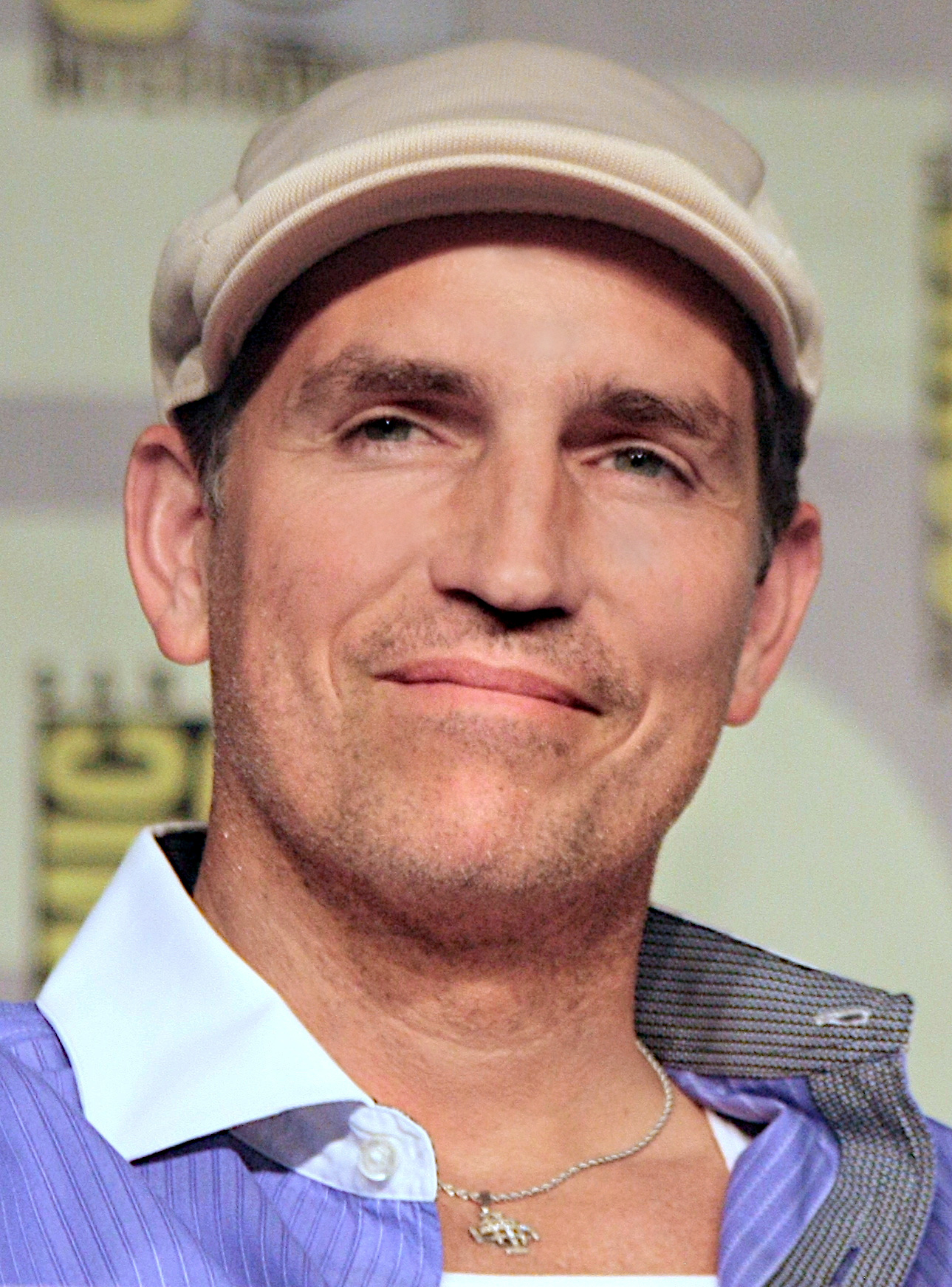
James Caviezel (* 1968)

- Caviezel, Ladina (* 1993), Schweizer Snowboarderin
- Caviezel, Lorenz, Schweizer Zuckerbäcker
- Caviezel, Madlaina, Schweizer Eisstocksportlerin
- Caviezel, Mauro (* 1988), Schweizer Skirennläufer
- Caviezel, Nott (* 1953), Schweizer Kunsthistoriker und Universitätsprofessor
- Caviezel, Tarzisius (* 1954), Schweizer Politiker, Manager und Eishockeyfunktionär
- Cavigelli, Mario (* 1965), Schweizer Politiker
- Caviglia, Enrico (1862–1945), italienischer Marschall und Senator
- Caviglia, Giovanni Battista (1770–1845), italienischer Kapitän und Ägyptologe
- Caviglia, Juan (1929–2022), argentinischer Turner
- Caviglia, Orestes (1893–1971), argentinischer Schauspieler und Regisseur
- Cavill, Henry (* 1983), britischer SchauspielerHenry Cavill (* 1983)

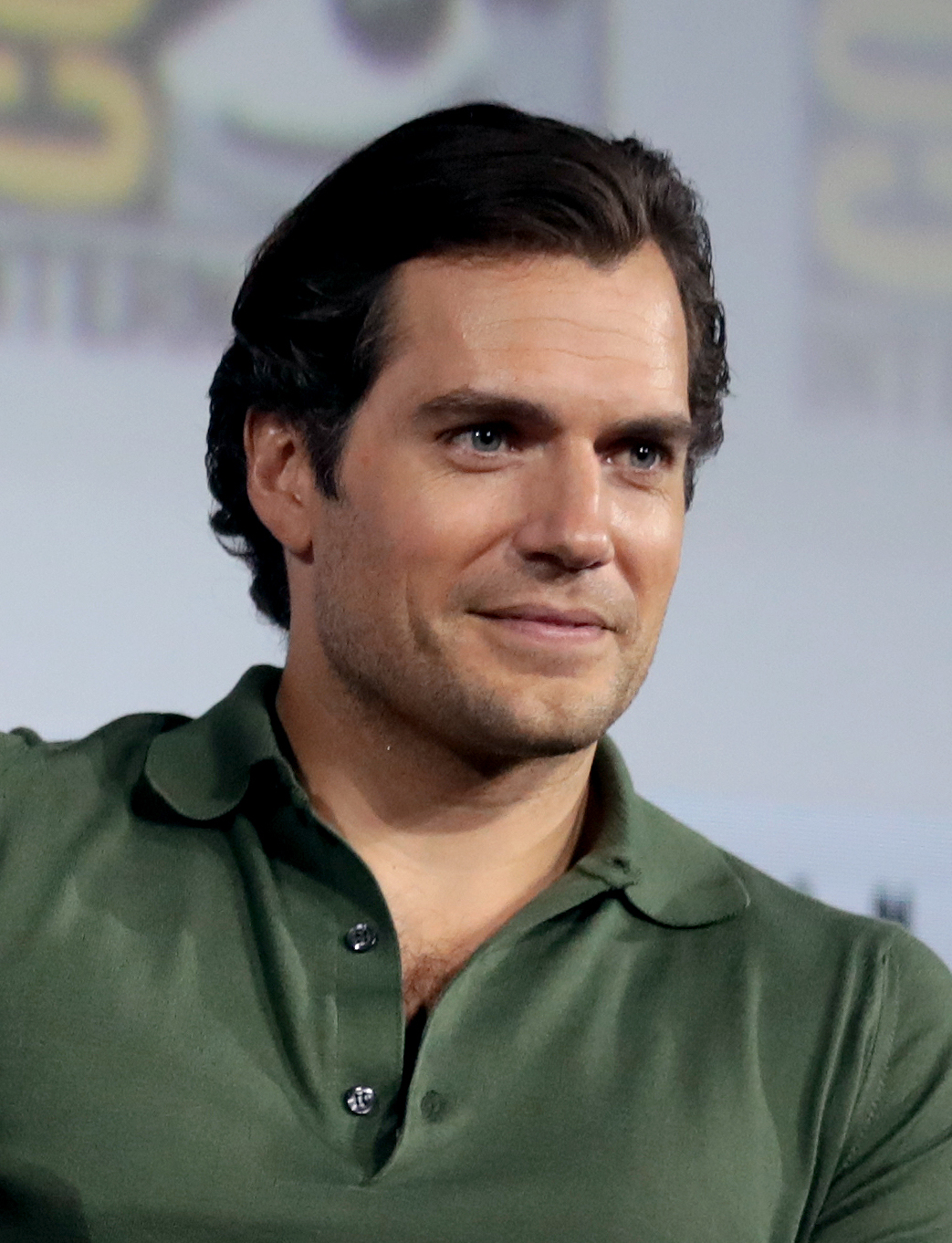
Henry Cavill (* 1983)

- Cavin, Chantal (* 1978), Schweizer paralympische Schwimmerin
- Cavin, Hannah Mirjam (1918–2002), österreichisch-rumänische Bildhauerin, Textildesignerin und Lyrikerin
- Cavina, Carlo (1820–1880), italienischer katholischer Priester, Ordensgründer
- Cavina, Francesco (* 1955), italienischer Geistlicher, emeritierter römisch-katholischer Bischof von Carpi
- Cavina, Gianni (1940–2022), italienischer Schauspieler und Drehbuchautor
- Cavino, Giovanni (1500–1570), italienischer Stempelschneider

#### Cavl
- Cavlan, Caner (* 1992), niederländischer Fußballspieler
- Čavlina, Silvije (* 1977), kroatischer Fußballtorhüter und Torwarttrainer
- Čavlovič, Gašper (* 1984), slowenischer Skispringer
- Cavlović, Niko (* 2003), kroatischer Eishockeyspieler

#### Cavn
- Cavney, Paul (* 1967), englischer Snookerspieler

#### Cavo
- Cavo Dragone, Giuseppe (* 1957), italienischer Militär, Admiral der italienischen Marine
- Cavo, Malena (* 1999), argentinische Handballspielerin
- Cavoli, Antonio (1888–1972), italienischer Ordensgeistlicher, Missionar und Ordensgründer
- Cavoli, Christopher G. (* 1964), US-amerikanischer GeneralChristopher G. Cavoli (* 1964)

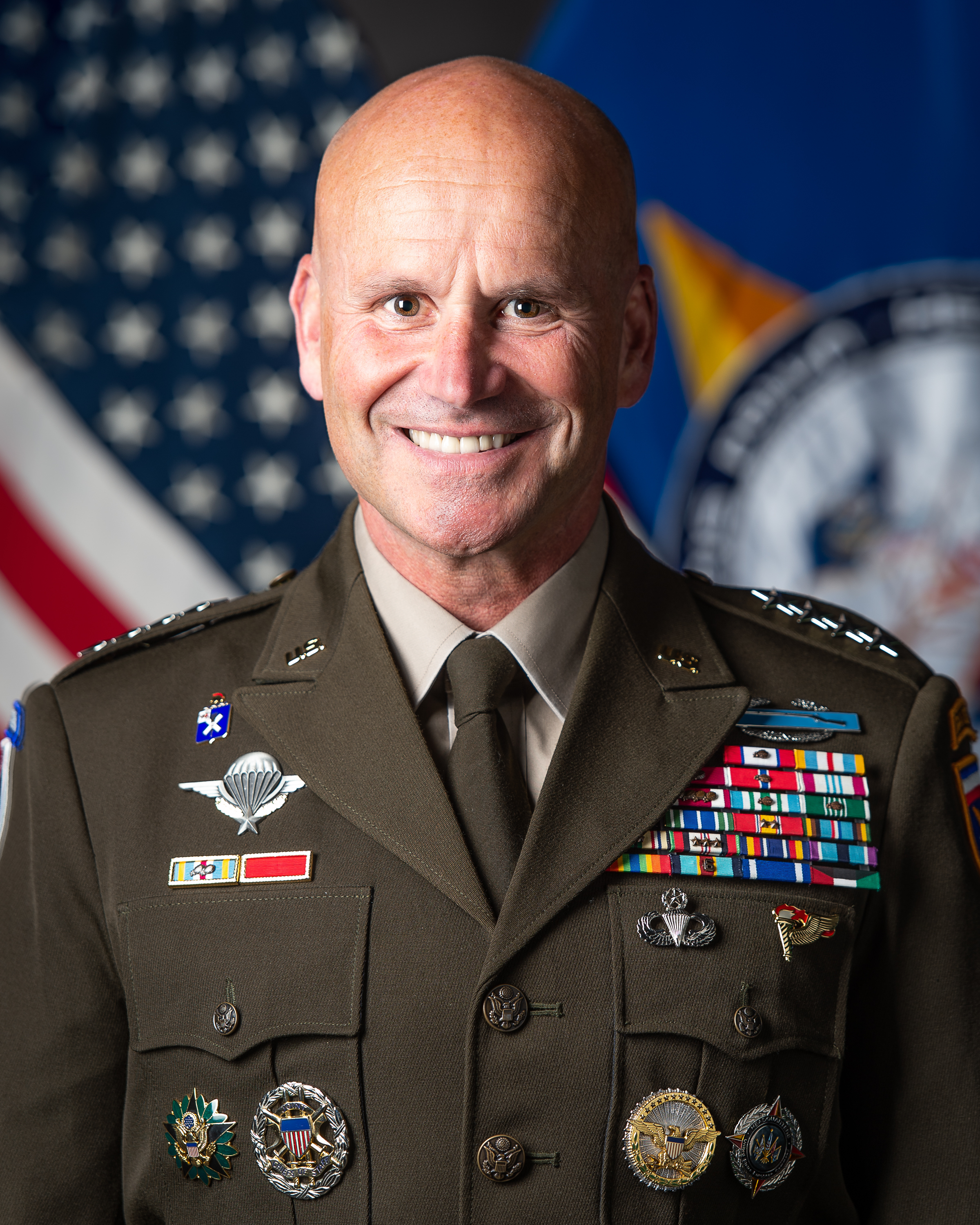
Christopher G. Cavoli (* 1964)

- Čavor, Stefan (* 1994), montenegrinischer Handballspieler
- Cavoret, Philippe (* 1968), französischer Skeletonpilot
- Cavos, Catterino (1775–1840), russischer Komponist italienischer Herkunft
- Cavosie, Marc (* 1981), US-amerikanischer Eishockeyspieler und -trainer
- Čavoški, Kosta (* 1941), serbischer Jurist und Hochschulprofessor
- Cavoukian, Ann (* 1952), kanadische Datenschützerin, Informations- und Datenschutzbeauftragte der Provinz Ontario
- Cavour, Camillo Benso von (1810–1861), italienischer Staatsmann und erster PremierministerCamillo Benso von Cavour (1810–1861)

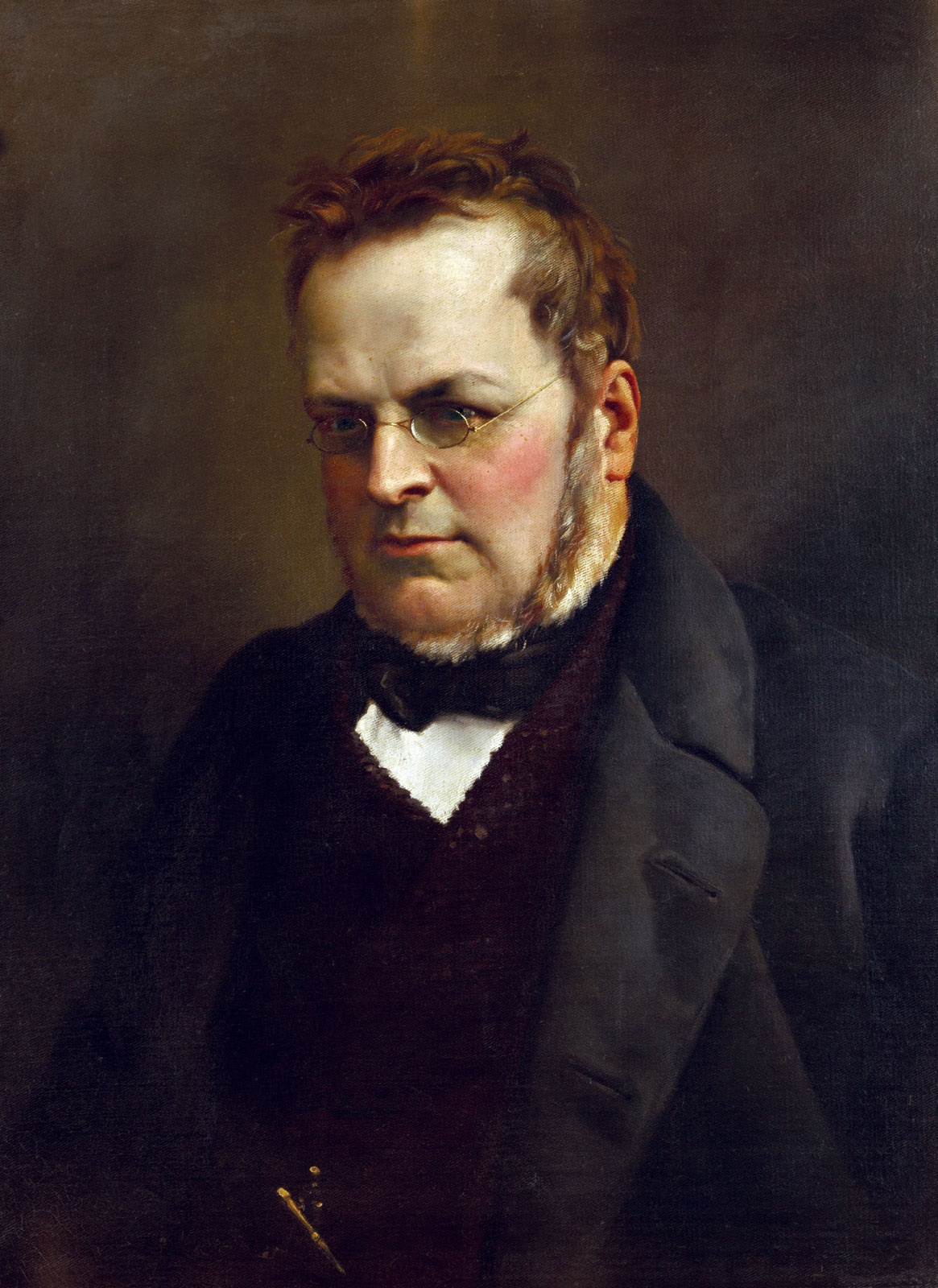
Camillo Benso von Cavour (1810–1861)

- Cavour, Michele Benso von (1781–1850), italienischer Politiker

#### Cavr
- Cavriani, Ludwig von (1739–1799), österreichischer Adliger und Beamter

#### Cavu
- Cavunt, Salim (* 1926), türkischer Fußballspieler und Fußballtrainer
- Çavuş, Bigalı Mehmet (1878–1964), osmanisch-türkischer Soldat
- Çavuş, Kevork († 1907), armenischer Widerstandskämpfer und Verteidiger
- Čavušević, Džengis (* 1987), slowenischer Fußballspieler
- Çavuşoğlu, Hakan (* 1972), türkischer Politiker der Partei für Gerechtigkeit und Aufschwung (AKP), stellvertretender Ministerpräsident
- Çavuşoğlu, Mevlüt (* 1968), türkischer Politiker
- Cavuto, Antônio Roberto (* 1944), brasilianischer Ordensgeistlicher und römisch-katholischer Bischof von Itapipoca
- Cavuto, Neil (* 1958), US-amerikanischer Fernsehmoderator und -kommentator

### Caw
- Cawcutt, Reginald Michael (1938–2022), südafrikanischer römisch-katholischer Geistlicher und Weihbischof in Kapstadt
- Cawdry, Sjeanne (* 1972), südafrikanische Squashspielerin
- Cawley, Frederick, 1. Baron Cawley (1850–1937), britischer Politiker, Unterhausabgeordneter und Peer
- Cawley, Jim (* 1969), US-amerikanischer Politiker
- Cawley, Rex (1940–2022), US-amerikanischer Hürdenläufer und Olympiasieger
- Cawley, Shirley (* 1932), britische Weitspringerin
- Cawley, Tucker, US-amerikanischer Comedy-Autor und Produzent
- Cawood, Elize († 2020), südafrikanische Schauspielerin
- Cawood, Gilbert (1939–2022), neuseeländischer Ruderer
- Caws, Mary Ann (* 1933), amerikanische Literaturwissenschaftlerin und Kunsthistorikerin
- Cawthon, Scott (* 1978), US-amerikanischer Videospieldesigner
- Cawthorn, Madison (* 1995), US-amerikanischer Politiker (Republikanische Partei)Madison Cawthorn (* 1995)

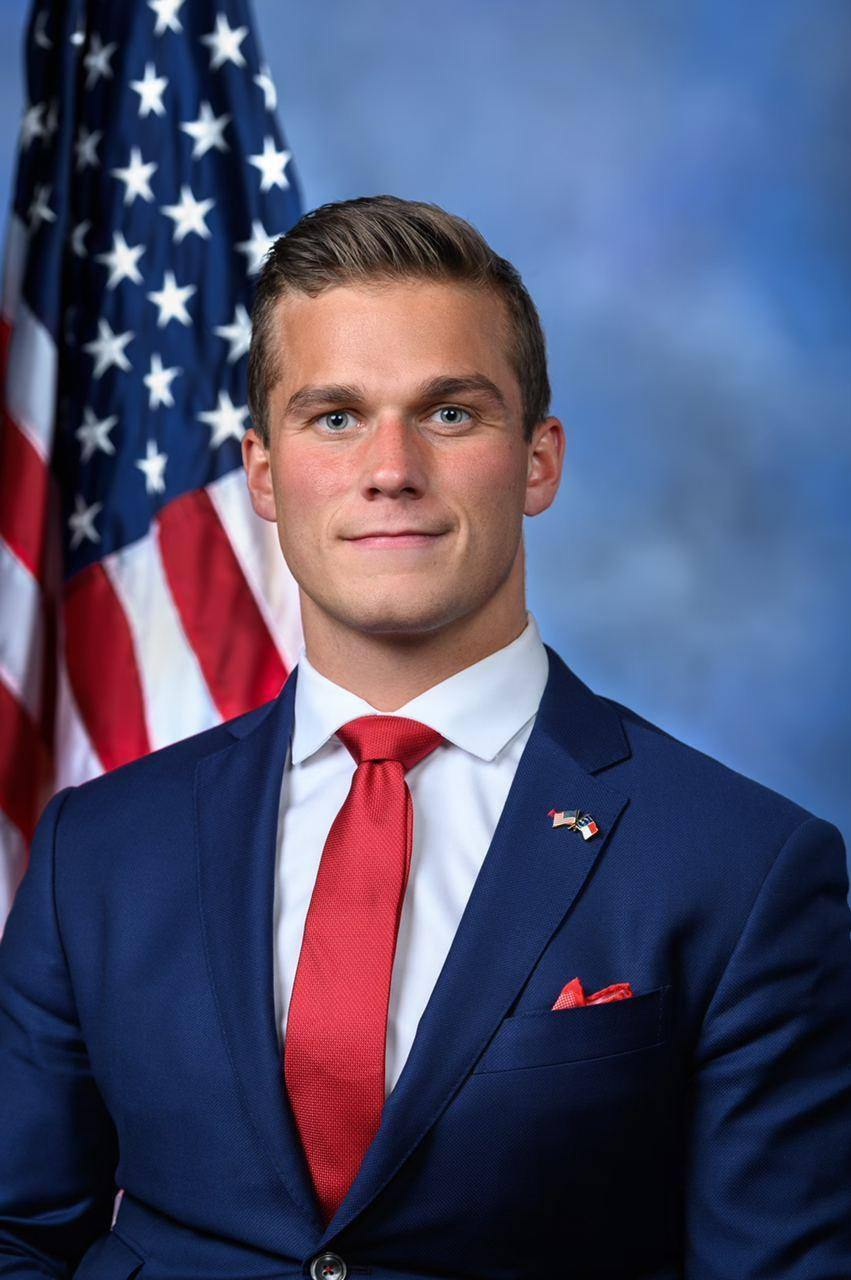
Madison Cawthorn (* 1995)

- Cawthorne, Milo (* 1989), neuseeländischer Schauspieler

### Cax
- Caxambu, Alexandre (* 1993), brasilianischer Fußballspieler
- Caxton, Jeremy of († 1249), englischer Richter und Geistlicher
- Caxton, William (1422–1491), erster englischer Buchdrucker

### Cay
- Çay, Abdulhaluk (* 1945), türkischer Politiker und Wissenschaftler
- Çayan, Mahir (1946–1972), türkischer Mitbegründer der Volksbefreiungspartei-Front der Türkei
- Çayan, Mehmet (* 1998), türkischer Fußballspieler
- Cayard, Paul (* 1959), US-amerikanischer Segler
- Cayart, Jean Louis (1645–1702), französischer Architekt und Ingenieur
- Cayasso Reid, Juan (* 1961), costa-ricanischer Fußballspieler
- Cayat, Elsa (1960–2015), französische Psychiaterin, Psychoanalytikerin und Kolumnistin
- Cayatte, André (1909–1989), französischer Filmregisseur
- Cayce, Edgar (1877–1945), US-amerikanischer Seher und MystikerEdgar Cayce (1877–1945)

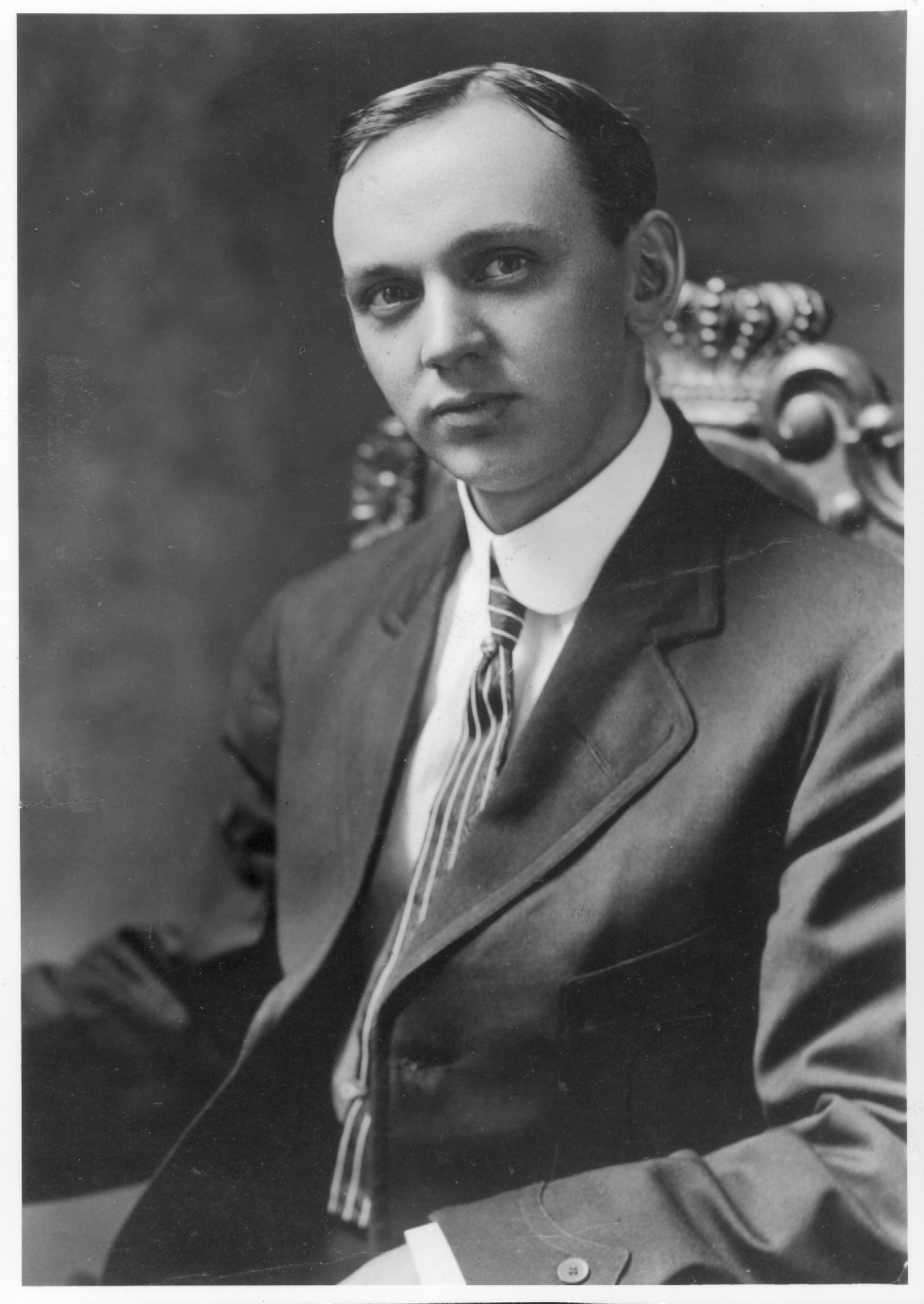
Edgar Cayce (1877–1945)

- Caycedo, Alfonso (1932–2017), spanischer Psychiater und Begründer der Sophrologie
- Caycedo, Carolina (* 1978), kolumbianische multimediale Künstlerin mit Wohnsitz in den USA
- Cayco, Jacinto (1924–2021), philippinischer Schwimmer
- Cayco, Pedro (* 1932), philippinischer Schwimmer
- Cayenne, Benedict (1944–2014), Mittelstreckenläufer aus Trinidad und Tobago
- Cayer, David (* 1983), kanadischer Eishockeyspieler
- Cayer, Jean de Capistran Aimé (1900–1978), kanadischer Ordensgeistlicher, Apostolischer Vikar von Alexandria in Ägypten
- Cayetano, Alan Peter (* 1970), philippinischer Politiker
- Cayetano, Ángel (* 1991), uruguayischer Fußballspieler
- Cayetano, Ben (* 1939), US-amerikanischer Politiker, Gouverneur von Hawaii
- Cayetano, Catana (* 1940), deutsch-guatemaltekische Schauspielerin und Model und US-amerikanische Hochschulprofessorin
- Cayetano, Eryn (* 2001), US-amerikanische Tennisspielerin
- Cayetano, Pen (* 1954), belizischer Maler und Musiker
- Cayetano, Pia (* 1966), philippinische Politikerin, Rechtsanwältin, Moderatorin und Unternehmerin
- Caygill, Josh (* 1989), britischer Rennfahrer
- Çaykıran, Asım Can (* 1998), türkischer Fußballspieler
- Cayla, Philippe (* 1949), französischer Manager
- Cayla, Véronique (* 1950), französische Kultur- und Medienmanagerin
- Cayler, Joy (1923–2014), US-amerikanische Jazz-Trompeterin und Bandleaderin
- Cayley, Arthur (1821–1895), englischer MathematikerArthur Cayley (1821–1895)

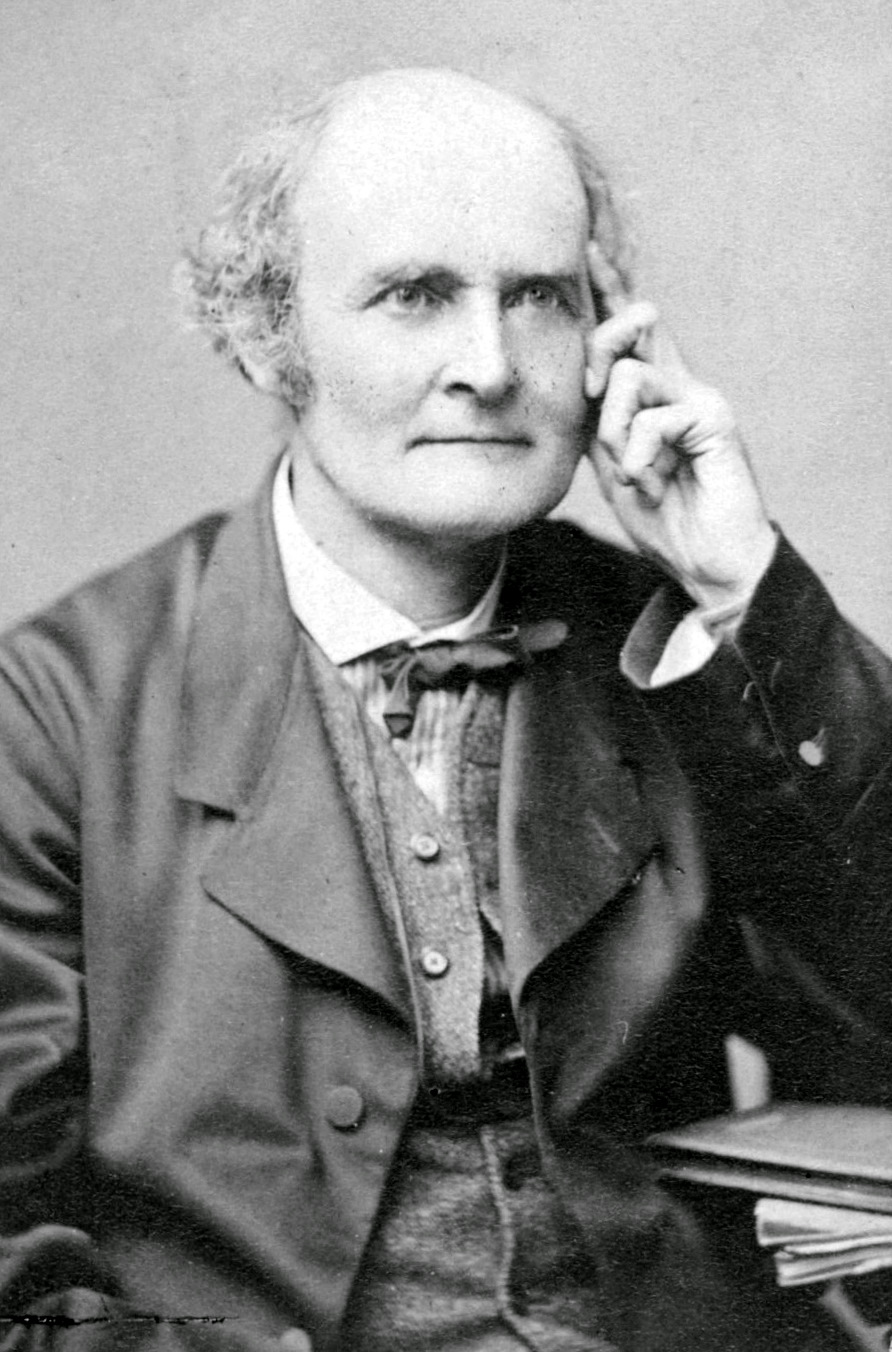
Arthur Cayley (1821–1895)

- Cayley, George (1773–1857), britischer Luftfahrtpionier, Erfinder der Wissenschaft des Fluges
- Cayley, Neville William (1886–1950), australischer Autor, Vogelmaler und Ornithologe
- Caylus, Anne-Claude-Philippe, Comte de (1692–1765), französischer Antiquar und Sammler
- Cayman, Janice (* 1988), belgische FußballspielerinJanice Cayman (* 1988)

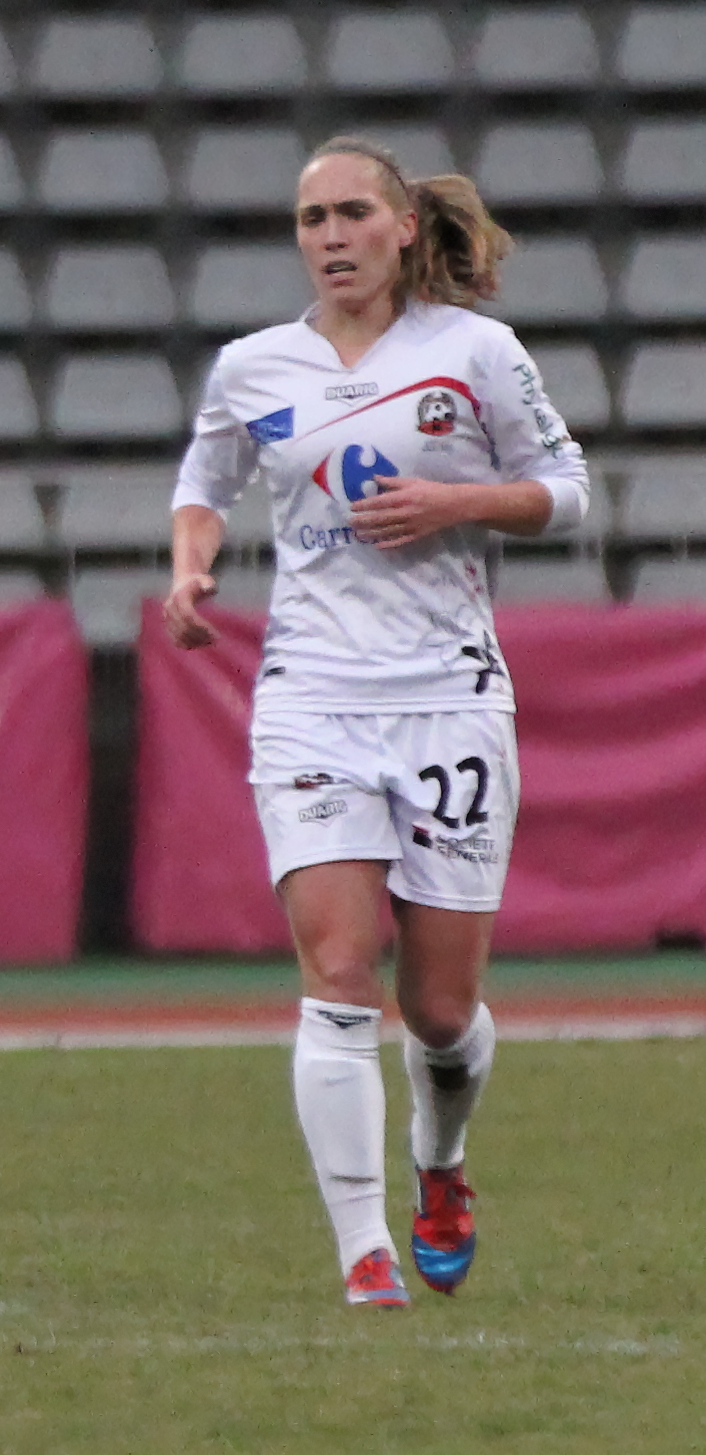
Janice Cayman (* 1988)

- Caymax, Katrien (1951–2016), belgische Graphikerin und Malerin
- Caymaz, Timuçin (1928–2000), türkischer Schauspieler und Synchronsprecher
- Caymmi, Dori (* 1943), brasilianischer Sänger, Gitarrist, Songwriter der Música Popular Brasileira
- Caymmi, Dorival (1914–2008), brasilianischer Musiker
- Caymmi, Nana (1941–2025), brasilianische Sängerin
- Cayo Coaquira, Amiel (* 1969), peruanischer Schauspieler und plastischer Künstler
- Cayo, Stephanie (* 1988), peruanische Schauspielerin
- Çayoğlu, Serkan (* 1987), türkischer Schauspieler
- Cayol, Lucien (1882–1975), französischer Konteradmiral
- Cayouette, Laura (* 1964), amerikanische Schauspielerin, Drehbuchautorin und Filmproduzentin
- Cayrel, Roger (1925–2021), französischer Astronom
- Cayrol, Jean (1911–2005), französischer Autor und Verleger
- Caysa, Volker (1957–2017), deutscher Philosoph und Autor
- Çaytemel, Mesut (* 1984), türkischer Fußballspieler
- Cayton, Andrew (1954–2015), US-amerikanischer Historiker
- Cayton, William (1918–2003), US-amerikanischer Filmproduzent und Boxmanager
- Cayulef, Francisco (* 1986), chilenischer Rollstuhltennisspieler
- Cayzer, Phil (1922–2015), australischer Ruderer
- Cayzer, Robin, 3. Baron Rotherwick (* 1954), britischer Politiker

### Caz
- Caza (* 1941), französischer ComiczeichnerCaza (* 1941)

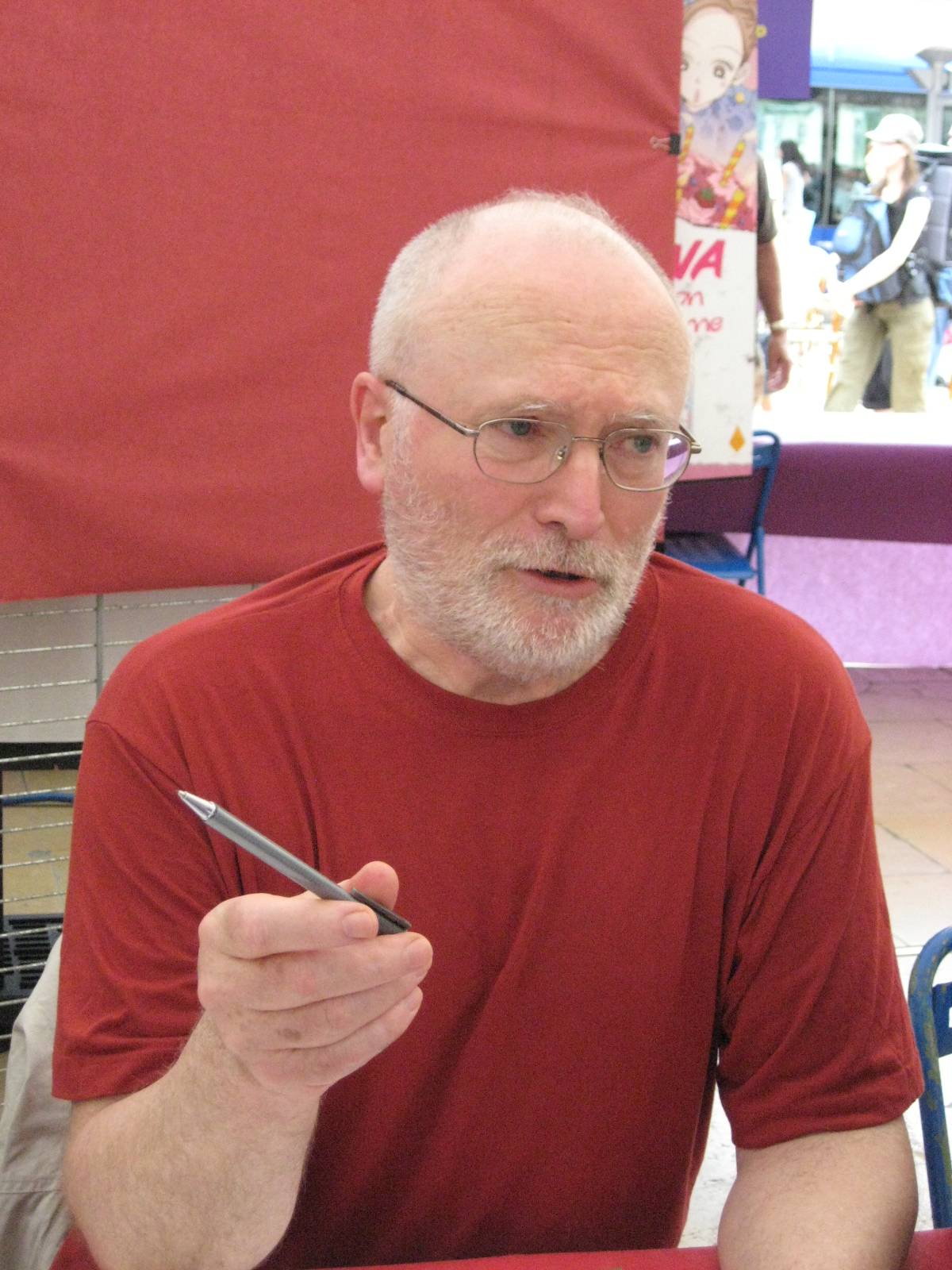
Caza (* 1941)

- Caza, Francesco, italienischer Musiktheoretiker
- Cazabon, Gilles (* 1933), kanadischer Ordensgeistlicher und römisch-katholischer Bischof von Saint-Jérôme
- Cazabon, Michel-Jean (1813–1888), trinidadischer Maler
- Cazacu, Boris (1919–1987), rumänischer Romanist und Rumänist
- Cazacu, Claudia, rumänische DJ und Produzentin
- Cazacu, Marin (* 1956), rumänischer Cellist
- Cazacu, Virgil (* 1927), rumänischer Politiker (PMR/PCR)
- Cazal, Patrick (* 1971), französischer Handballspieler und -trainer
- Cazala, Robert (1934–2023), französischer Radrennfahrer
- Cazale, John (1935–1978), US-amerikanischer Schauspieler
- Cazalé, Nicolas (* 1977), französischer Film- und FernsehschauspielerNicolas Cazalé (* 1977)

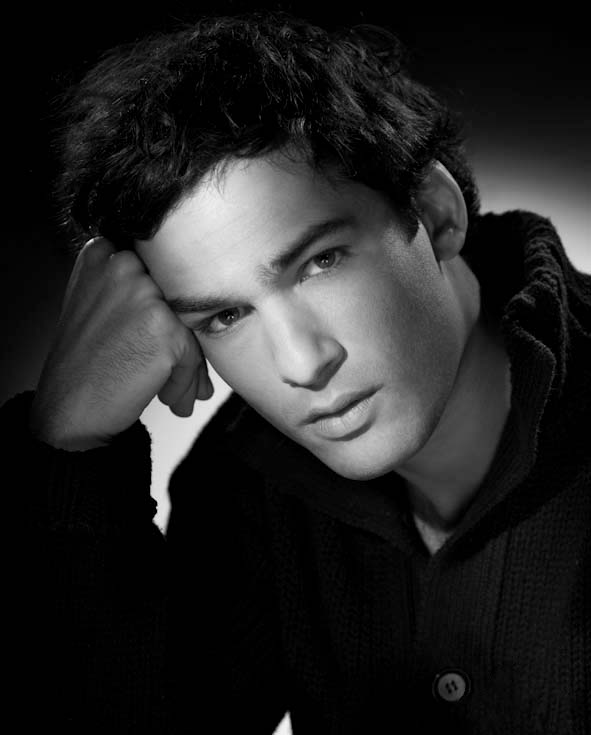
Nicolas Cazalé (* 1977)

- Cazalès, Jacques Antoine Marie de (1758–1805), Politiker während der Französischen Revolution
- Cazalet, Auguste (1938–2013), französischer Politiker
- Cazalet, Clement (1869–1950), britischer Tennisspieler
- Cazalet, Victor (1896–1943), britischer Politiker (Conservative Party)
- Cazalis, Henri (1840–1909), französischer Schriftsteller, Mediziner und Orientalist
- Cazalla, Juan de, spanischer Theologe und Titularbischof
- Cazalla, Marta (* 1997), spanische Fußballspielerin
- Cazalon, Malcolm (* 2001), französischer Basketballspieler
- Cazals, Carlo (1948–2022), deutscher Maler und Tenor
- Cazamian, Louis (1877–1965), französischer Anglist und Autor
- Cazan, Gheorghe (* 1929), rumänischer Politiker (PCR)
- Cazan, Ionuț (* 1981), rumänischer Fußballspieler
- Cazan, Laurențiu (* 1957), rumänischer Multiinstrumentalist, Komponist, Texter, Sänger und Arrangeur
- Cazan, Paul (* 1951), rumänischer Fußballspieler
- Cazanga, Magda (* 1991), angolanische Handballspielerin
- Cazanova, Pedro (* 1977), portugiesischer DJ und Produzent
- Cazares, Dino (* 1966), mexikanisch-amerikanischer Rockmusiker
- Cázares, Hugo Fidel (* 1978), mexikanischer Boxer
- Cázares, José (* 1928), mexikanischer Fußballspieler
- Cazares, Juan (* 1992), ecuadorianischer Fußballspieler
- Cázares, Rodolfo (* 1976), mexikanischer Dirigent und Pianist
- Cazas, Helga (1920–2008), französische Autorin deutsch-jüdischer Abstammung
- Cazauran, Nicole (1930–2022), französische Romanistin und Literaturwissenschaftlerin
- Cazaux, Arthur (* 2002), französischer TennisspielerArthur Cazaux (* 2002)

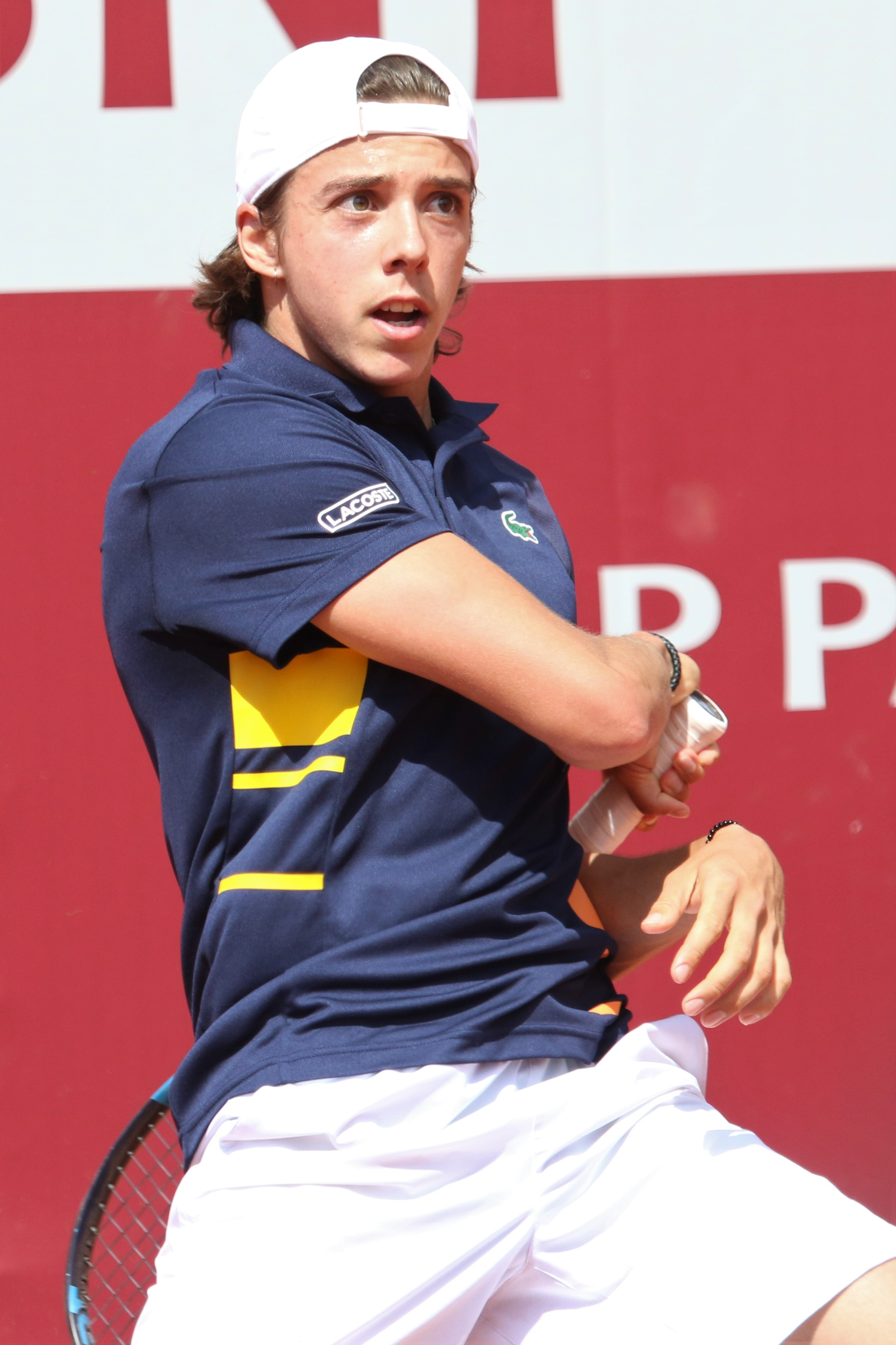
Arthur Cazaux (* 2002)

- Cazaux, Édouard (1889–1974), französischer Keramiker und Bildhauer
- Cazaux, Pierre (* 1984), französischer Straßenradrennfahrer
- Cazayoux, Don (* 1964), US-amerikanischer Politiker
- Cazazza, Monte (1954–2023), US-amerikanischer Performancekünstler und Musiker
- Cazden, Norman (1914–1980), US-amerikanischer Komponist
- Caze, Robert (1853–1886), französischer Schriftsteller
- Cazeaux, Amandine (* 1989), französische Tennisspielerin
- Cazelles, Henri (1912–2009), französischer Theologe
- Cazelles, Jean (1860–1924), französischer Politiker
- Cazelles, Raymond (1917–1985), französischer Historiker
- Cazemajou, Marius Gabriel (1864–1898), französischer Offizier
- Cazenave, Anny (* 1944), französische Geophysikerin
- Cazenave, Héctor (1914–1958), uruguayisch-französischer Fußballspieler
- Cazenave, Louis de (1897–2008), französischer Veteran
- Cazeneuve, Bernard (* 1963), französischer Politiker (Parti Socialiste), PremierministerBernard Cazeneuve (* 1963)

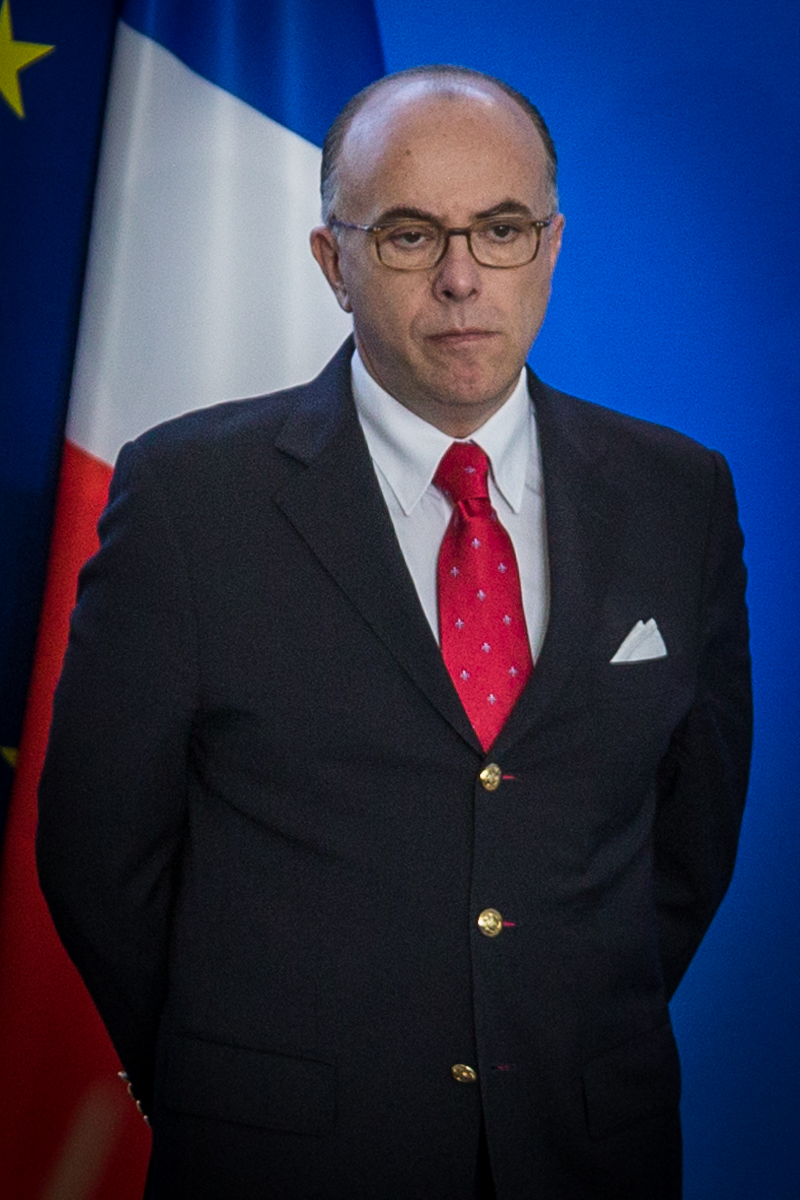
Bernard Cazeneuve (* 1963)

- Cazeneuve, Jean-René (* 1958), französischer Politiker
- Cazeneuve, Marguerite (* 1988), französische Expertin für Soziales, Gesundheit und Renten
- Cazeneuve, Paul (1871–1925), kanadischer Schauspieler und Theaterleiter französischer Herkunft
- Cazenove, Christopher (1943–2010), britischer Schauspieler
- Cazès, David (1851–1913), marokkanischer Pädagoge
- Cazes, Henrique (* 1959), brasilianischer Cavaquinhospieler, Komponist, Arrangeur und Radiomoderator
- Cazes, Jean-Louis (* 1951), französischer Fußballspieler und -trainer
- Cazet, Jean-Baptiste (1827–1918), französischer Bischof der römisch-katholischen Kirche
- Cazier, Marie-Christine (* 1963), französische Sprinterin
- Cazin, Alexander (1857–1944), deutscher Architekt
- Cazin, Jean-Charles (1841–1901), französischer Keramiker, Maler, Stecher und Zeichner
- Cazneau, Emily Florence (1855–1892), neuseeländische Fotografin und Coloristin
- Cazneau, Jane (1807–1878), US-amerikanische Journalistin
- Cazneaux, Harold (1878–1953), australischer Fotograf
- Cazorla, Santi (* 1984), spanischer FußballspielerSanti Cazorla (* 1984)

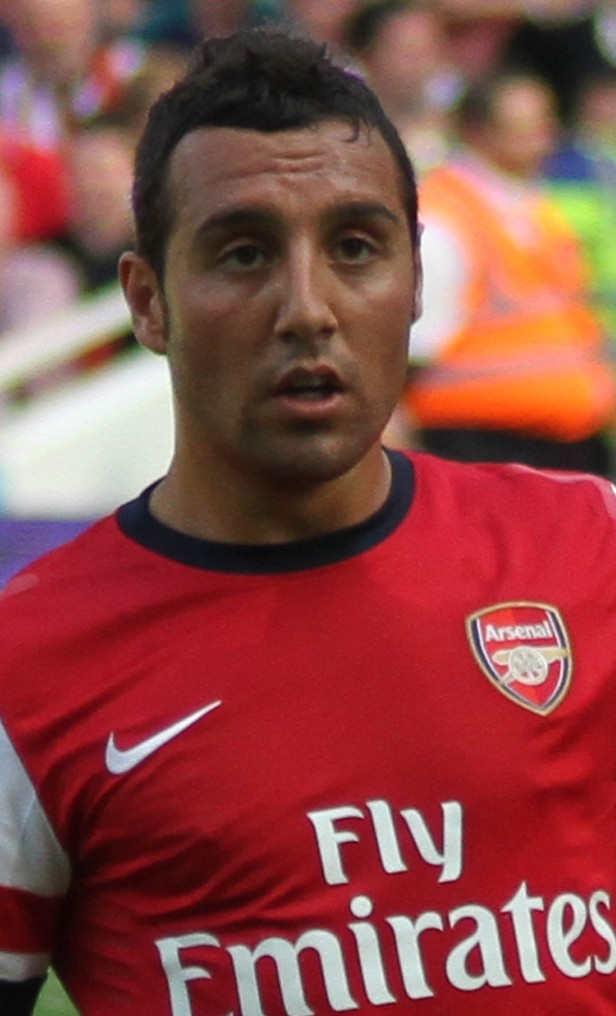
Santi Cazorla (* 1984)

- Cazort, William Lee (1887–1969), US-amerikanischer Politiker, Vizegouverneur von Arkansas
- Cazot, Félix (1790–1857), französischer Musikpädagoge und Komponist
- Cazot, Jules (1821–1912), französischer Jurist und Politiker
- Cazotte, Jacques (1719–1792), französischer Schriftsteller
- Cazulo, Jorge (* 1982), peruanisch-uruguayischer Fußballspieler
- Cazzamalli, Ferdinando (1887–1958), italienischer Psychiater
- Cazzaniga, Davide (* 1992), italienischer Skirennläufer
- Cazzaniga, Laura (* 1970), italienische Balletttänzerin
- Cazzaniga, Mario (* 1900), italienischer Wasserballspieler
- Cazzaniga, Romano (* 1943), italienischer Fußballspieler und -trainer
- Cazzaniga, Tommaso, italienischer Bildhauer der Renaissance
- Cazzaro Bertollo, Savino Bernardo Maria (1924–2017), italienischer Ordensgeistlicher, römisch-katholischer Erzbischof von Puerto Montt in Chile
- Cazzati, Maurizio († 1678), italienischer Komponist des Barock
- Cazzetta, Alessio (* 1988), italienisch-südafrikanischer Fusion- und Jazzmusiker (Gitarre, Komposition)
- Cazzi Opeia (* 1988), schwedische Sängerin und Songwriterin
- Cazzola, Pier Giorgio (1937–2001), italienischer Sprinter
- Cazzulani, Giovanni (1909–1983), italienischer Radrennfahrer
- Cazzullo, Aldo (* 1966), italienischer Journalist